# Nazionale di nuoto dell'Italia

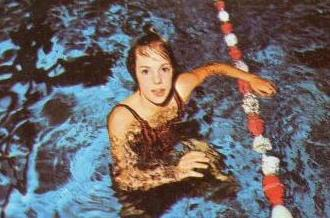
Novella Calligaris, prima medagliata italiana ai Giochi olimpici

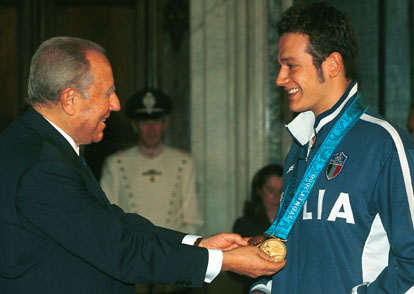
Domenico Fioravanti premiato al Quirinale per gli ori di Sydney 2000

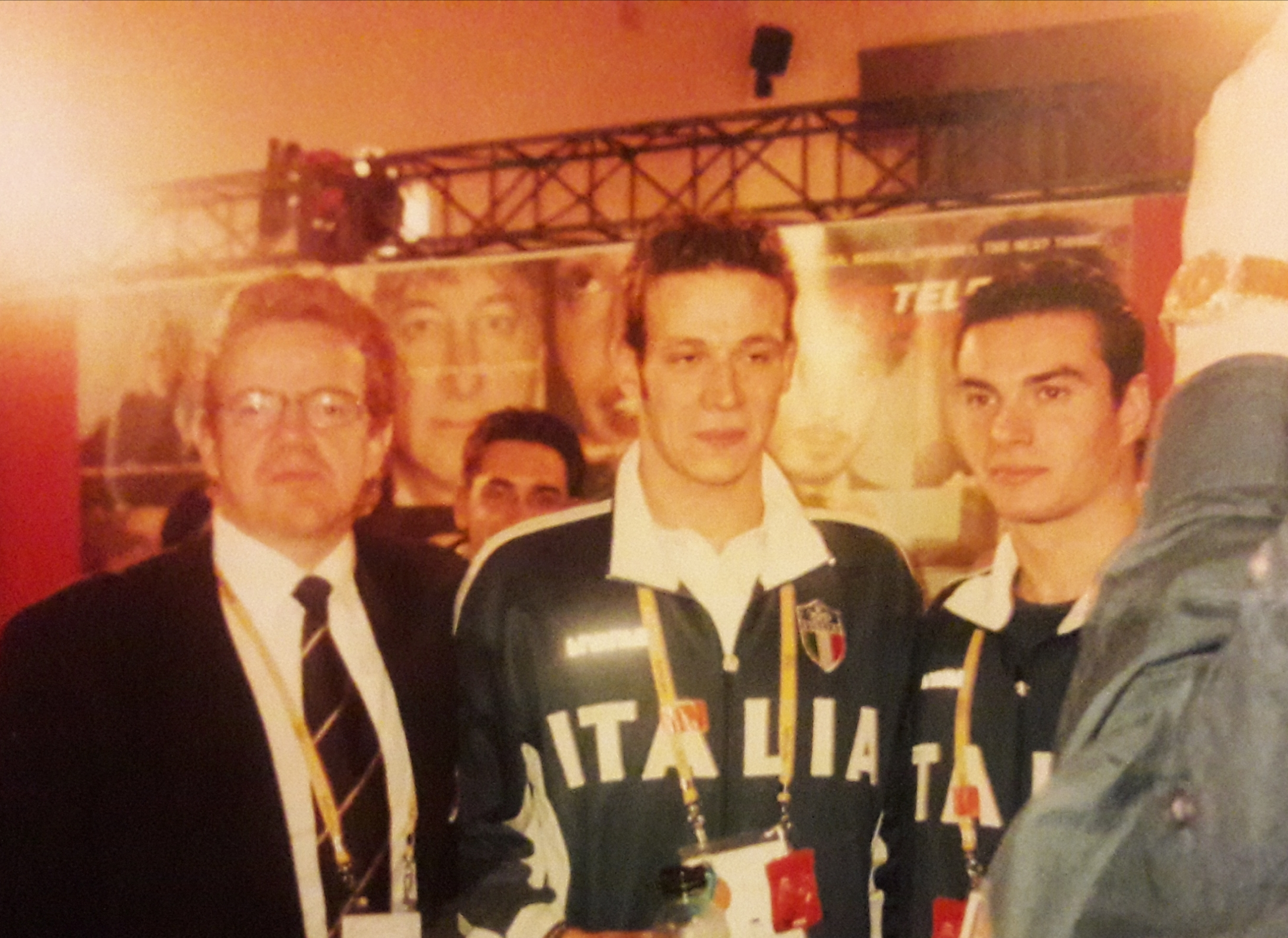
Domenico Fioravanti e Davide Rummolo a Sydney 2000 con il Commissario F.I.N. Avvocato dello Stato Aurelio Vessichelli

La nazionale di nuoto dell'Italia rappresenta l'Italia nelle competizioni natatorie internazionali. La selezione degli atleti è di competenza della Federazione Italiana Nuoto e regolata in base ai tempi nuotati nella stagione in corso e a discrezione dei tecnici federali dei settori nuoto e nuoto di fondo.

## Storia

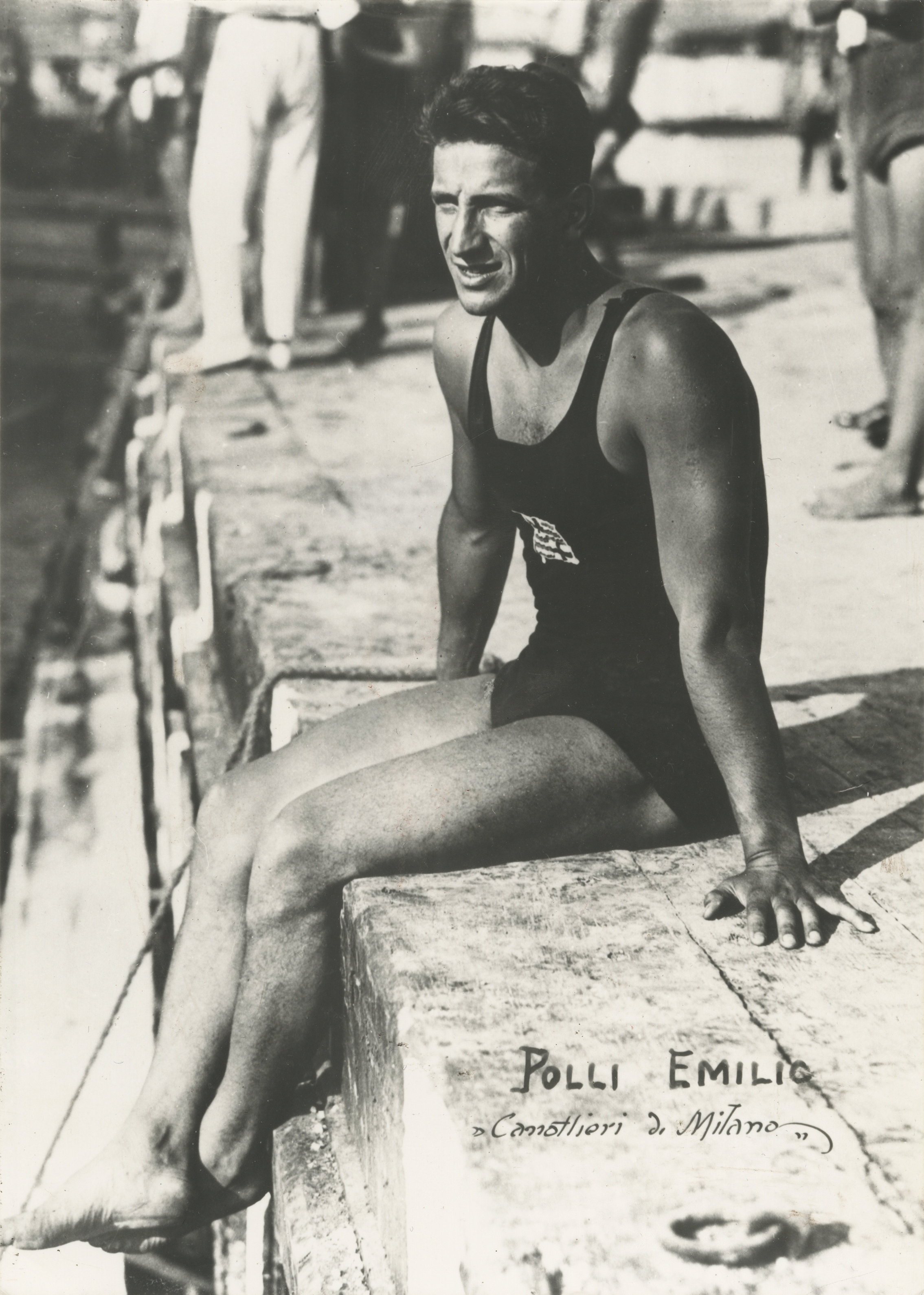
La leggenda del nuoto Emilio Polli, uno dei primi grandi campioni della storia dello sport italiano moderno

I primi nuotatori italiani a partecipare a una gara internazionale di rilievo furono Paolo Bussetti e Fabio Mainoni ai Giochi olimpici di Parigi 1900, mentre la prima squadra azzurra ufficiale fu quella che prese parte all'edizione di Londra 1908. Nel 1926 l'Italia partecipò ai primi campionati europei della storia, a Budapest, e la prima vera generazione di nuotatori creerà leggende che fecero la storia del nuoto come Emilio Polli che va in finale nei 100 m (7º) e ancora in finale nella 4×200 m stile libero, quinto con Renato Bacigalupo, Gianni Patrignani e Bruno Parenzan. Emilio Polli sarà poi l'atleta di punta della Nazionale Italiana ai giochi Olimpici di Parigi del 1924, considerate le prime vere Olimpiadi moderne, e alle Olimpiadi di Amsterdam del 1928. Giungono anche le prime medaglie internazionali dai campionati europei grazie a Giuseppe Perentin (argento nel 1927 e 1931), Paolo Costoli (2 argenti nel 1934 e 4 bronzi nei 1500 e nei 400 metri stile libero) e Giacomo Signori (2 bronzi nel 1934). 
Per il primo successo si dovette attendere il dopoguerra con Paolo Pucci, vincitore nel 1958 dei 100 metri stile libero. Accanto a lui si segnalano negli anni Cinquanta con i loro argenti europei Angelo Romani (stile libero), Roberto Lazzari (rana) e Paolo Galletti.

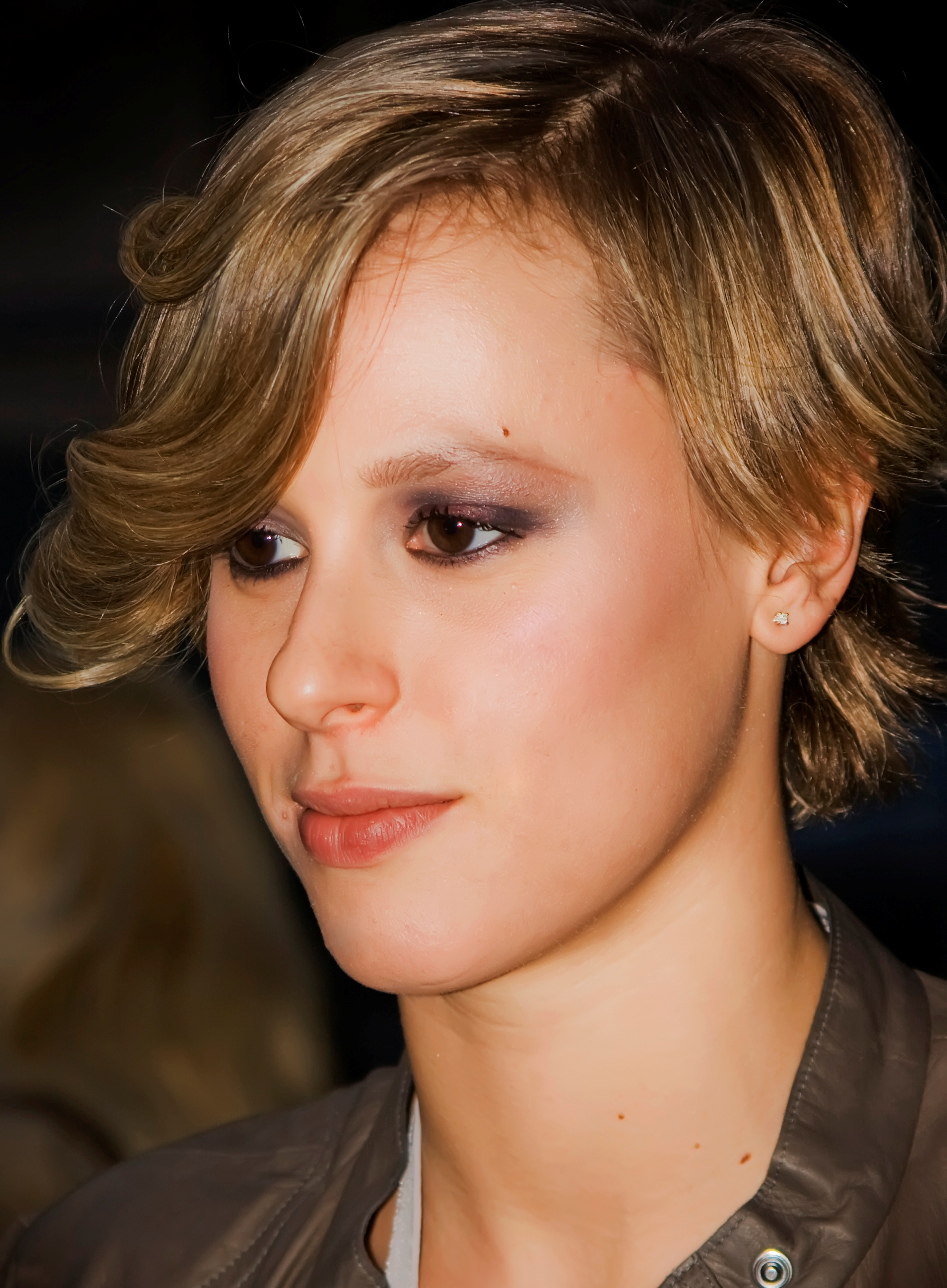
Federica Pellegrini

Gli anni Sessanta sono un periodo avaro di successi per il nuoto italiano, segnato il 28 gennaio 1966 da un grave lutto: nella cosiddetta Tragedia di Brema, un incidente aereo, persero la vita sette atleti e l'allenatore della selezione azzurra, il plurimedagliato continentale Paolo Costoli; alla loro memoria è intitolata la Coppa Caduti di Brema, il campionato italiano a squadre.
Negli anni Settanta il nuoto italiano trova in Novella Calligaris il primo campione di livello internazionale, capace di conquistare i primi podi olimpici nel 1972, argento nei 400 metri stile libero e bronzo negli 800 stile libero e nei 400 misti; la nuotatrice padovana si ripete l'anno successivo nella prima edizione dei campionati mondiali conquistando l'oro negli 800 e il bronzo nei 400 stile e misti, nonché tre titoli europei (1970, 1974).
Con le medaglie di Marcello Guarducci e Giovanni Franceschi si evidenzia la crescita complessiva del nuoto italiano che prende corpo nel corso degli anni '80 grazie soprattutto a Stefano Battistelli e Gianni Minervini.
Il primo oro iridato al maschile lo conquista Giorgio Lamberti a Perth 1991, già pluricampione europeo nel 1989.
I Giochi della XXVII Olimpiade a Sydney registrano risultati storici per il nuoto italiano, la cui Delegazione Olimpica è guidata dal Commissario straordinario C.O.N.I della Federazione Italiana Nuoto, l'Avvocato dello Stato Aurelio Vessichelli: risultati particolarmente significativi proprio perché provenienti dalla Federazione commissariata, all'indomani degli altri ottimi risultati ottenuti alla XXIV edizione dei Campionati Europei di Nuoto 1999 ad Istanbul con 12 medaglie totali: primo successo a Cinque Cerchi è datato 17 settembre 2000, quando Domenico Fioravanti conquista il titolo dei 100 metri rana; tre giorni dopo il ranista piemontese si ripete nella doppia distanza, stesso giorno in cui anche Massimiliano Rosolino diventa campione olimpico dei 200 metri misti; l'edizione di Sydney 2000 è stata la miglior performance olimpica della nazionale italiana con sei medaglie totali, tre ori (Fioravanti, Fioravanti e Rosolino) un argento (Rosolino) e due bronzi (Rosolino e Davide Rummolo).
In campo femminile il primo titolo olimpico lo conquista Federica Pellegrini, oro nei 200 metri stile libero a Pechino 2008.
Nel fondo le competizioni internazionali ufficiali vengono disputate a partire dal 1989. L'Italia conquista le sue prime medaglie ai mondiali di Perth 1991 e agli europei casalinghi di Terracina dello stesso anno. In ambito continentale l'Italia è la nazione più medagliata con 53 podi totali, di cui 21 ori. Nel 2012 Martina Grimaldi diventa la prima fondista azzurra a salire sul podio olimpico nella 10 km dei Giochi di Londra.

## Squadra
Convocati alle Olimpiadi di Parigi 2024.

### Maschile
| Atleta               | Società                                           |
| -------------------- | ------------------------------------------------- |
| Giacomo Carini       | GS Fiamme Gialle / Canottieri Vittorino da Feltre |
| Giovanni Caserta     | CS Esercito / In Sport Rane Rosse                 |
| Thomas Ceccon        | GS Fiamme Oro / Leosport                          |
| Paolo Conte Bonin    | GS Fiamme Oro / Team Veneto                       |
| Carlos D'Ambrosio    | Fondazione Bentegodi                              |
| Luca De Tullio       | GS Fiamme Oro / CC Aniene                         |
| Marco De Tullio      | CC Aniene                                         |
| Leonardo Deplano     | CS Carabinieri / CC Aniene                        |
| Manuel Frigo         | GS Fiamme Oro / Team Veneto                       |
| Matteo Lamberti      | CS Carabinieri / GAM Team Brescia                 |
| Michele Lamberti     | GS Fiamme Gialle / GAM Team Brescia               |
| Nicolò Martinenghi   | CC Aniene                                         |
| Filippo Megli        | CS Carabinieri / RN Florentia                     |
| Alessandro Miressi   | GS Fiamme Oro / CN Torino                         |
| Gregorio Paltrinieri | GS Fiamme Oro / Coopernuoto                       |
| Alessandro Ragaini   | CS Carabinieri / Team Marche                      |
| Alberto Razzetti     | GS Fiamme Gialle / Genova Nuoto                   |
| Matteo Restivo       | CS Carabinieri / RN Florentia                     |
| Ludovico Viberti     | GS Fiamme Oro / CN Torino                         |
| Lorenzo Zazzeri      | CS Esercito / FlorentiaNuotoClub                  |

### Femminile
| Atleta                  | Società                                |
| ----------------------- | -------------------------------------- |
| Lisa Angiolini          | CS Carabinieri / Virtus Buonconvento   |
| Matilde Biagiotti       | GS Fiamme Oro / RN Florentia           |
| Costanza Cocconcelli    | GS Fiamme Azzurre / NC Azzurra '91     |
| Sara Curtis             | CS Roero                               |
| Giulia D'Innocenzo      | CS Carabinieri / CC Aniene             |
| Francesca Fangio        | CS Esercito / In Sport Rane Rosse      |
| Sara Franceschi         | GS Fiamme Gialle / Livorno Aquatics    |
| Emma Virginia Menicucci | CS Esercito / Canottieri Aniene        |
| Sofia Morini            | CS Esercito / NC Azzurra '91           |
| Margherita Panziera     | GS Fiamme Oro / Canottieri Aniene      |
| Benedetta Pilato        | GS Fiamme Oro / Canottieri Aniene      |
| Simona Quadarella       | Canottieri Aniene                      |
| Giulia Ramatelli        | CS Esercito / Aurelia Nuoto            |
| Viola Scotto Di Carlo   | GS Fiamme Oro / Napoli Nuoto           |
| Ginevra Taddeucci       | GS Fiamme Oro / CC Napoli              |
| Chiara Tarantino        | GS Fiamme Gialle / In Sport Rane Rosse |

### Fondo
Convocati alle Olimpiadi di Parigi 2024.
| Atleta                | Società                             |
| --------------------- | ----------------------------------- |
| Domenico Acerenza     | GS Fiamme Oro / CC Napoli           |
| Giulia Gabbrielleschi | GS Fiamme Oro / Nuotatori Pistoiesi |
| Gregorio Paltrinieri  | GS Fiamme Oro / Coopernuoto         |
| Ginevra Taddeucci     | GS Fiamme Oro / CC Napoli           |

## Palmarès
| Manifestazione            | Edizioni | Periodo   | Totale | Totale  | Totale | Totale | Uomini | Uomini  | Uomini | Uomini | Donne | Donne   | Donne  | Donne | Gare miste    | Gare miste    | Gare miste    | Gare miste    |
| ------------------------- | -------- | --------- | ------ | ------- | ------ | ------ | ------ | ------- | ------ | ------ | ----- | ------- | ------ | ----- | ------------- | ------------- | ------------- | ------------- |
| Manifestazione            | Edizioni | Periodo   | Oro    | Argento | Bronzo | Tot.   | Oro    | Argento | Bronzo | Tot.   | Oro   | Argento | Bronzo | Tot.  | Oro           | Argento       | Bronzo        | Tot.          |
| Nuoto                     |          |           |        |         |        |        |        |         |        |        |       |         |        |       |               |               |               |               |
| Giochi olimpici           | 33       | 1896-2024 | 7      | 8       | 19     | 34     | 6      | 5       | 16     | 27     | 1     | 3       | 3      | 7     | 0             | 0             | 0             | 0             |
| Mondiali                  | 22       | 1973-2025 | 27     | 34      | 34     | 95     | 15     | 25      | 23     | 63     | 12    | 9       | 11     | 32    | 0             | 0             | 0             | 0             |
| Europei                   | 34       | 1926-2020 | 63     | 78      | 99     | 240    | 43     | 54      | 69     | 166    | 19    | 21      | 27     | 77    | 1             | 3             | 3             | 7             |
| Mondiali in vasca corta   | 17       | 1993-2024 | 17     | 41      | 33     | 91     | 14     | 30      | 24     | 68     | 2     | 10      | 7      | 19    | 1             | 1             | 2             | 4             |
| Europei in vasca corta    | 25       | 1991-2021 | 75     | 86      | 85     | 246    | 54     | 60      | 50     | 164    | 19    | 23      | 33     | 75    | 2             | 3             | 2             | 7             |
| Giochi del Mediterraneo   | 18       | 1951-2018 | 198    | 154     | 128    | 480    | 102    | 90      | 69     | 261    | 96    | 64      | 59     | 219   | non disputate | non disputate | non disputate | non disputate |
| Giochi olimpici giovanili | 3        | 2010-2018 | 6      | 6       | 9      | 21     | 4      | 4       | 9      | 17     | 2     | 2       | 0      | 4     | 0             | 0             | 0             | 0             |
| Mondiali giovanili        | 7        | 2006-2019 | 22     | 23      | 24     | 69     | 15     | 15      | 17     | 47     | 7     | 8       | 6      | 21    | 0             | 0             | 1             | 1             |
| Europei giovanili         | 45       | 1967-2019 | 124    | 154     | 154    | 432    | 80     | 85      | 77     | 242    | 42    | 69      | 74     | 185   | 2             | 0             | 3             | 5             |
| Nuoto di fondo            |          |           |        |         |        |        |        |         |        |        |       |         |        |       |               |               |               |               |
| Giochi Olimpici           | 4        | 2008-2020 | 0      | 1       | 2      | 3      | 0      | 0       | 1      | 1      | 0     | 1       | 1      | 2     | non disputate | non disputate | non disputate | non disputate |
| Mondiali di nuoto/fondo   | 19       | 1991-2022 | 18     | 19      | 23     | 60     | 7      | 10      | 9      | 26     | 7     | 7       | 9      | 23    | 4             | 2             | 5             | 11            |
| Europei di nuoto/fondo    | 17       | 1989-2020 | 29     | 19      | 27     | 75     | 12     | 10      | 15     | 37     | 12    | 8       | 12     | 32    | 5             | 1             | 0             | 6             |
| Giochi del Mediterraneo   | 1        | 1997      | 1      | 2       | 1      | 4      | 0      | 1       | 1      | 2      | 1     | 1       | 0      | 2     | non disputate | non disputate | non disputate | non disputate |

## Nuoto

### Riepilogo medaglie nuoto (Olimpiadi, Mondiali, Europei)

#### 1920-1929
| Competizione                        | Oro               | Argento                          | Bronzo            |
| ----------------------------------- | ----------------- | -------------------------------- | ----------------- |
| 7ª Olimpiade (Anversa 1920) 0 - 0   | -- -- -- -- -- -- | -- -- -- -- -- --                | -- -- -- -- -- -- |
| 8ª Olimpiade (Parigi 1924) 0 - 0    | -- -- -- -- -- -- | -- -- -- -- -- --                | -- -- -- -- -- -- |
| 1^ Europeo (Budapest 1926) 0 - 0    | -- -- -- -- -- -- | -- -- -- -- -- --                | -- -- -- -- -- -- |
| 2^ Europeo (Bologna 1927) 0 - 1 - 0 | -- -- -- -- -- -- | Giuseppe Perentin, 1500m libero. | -- -- -- -- -- -- |
| 9ª Olimpiade (Amsterdam 1928) 0 - 0 | -- -- -- -- -- -- | -- -- -- -- -- --                | -- -- -- -- -- -- |

#### 1930-1939
| Competizione                           | Oro               | Argento                                                | Bronzo |
| -------------------------------------- | ----------------- | ------------------------------------------------------ | --- |
| 3^ Europeo (Parigi 1931) 0 - 1 - 3     | -- -- -- -- -- -- | Giuseppe Perentin, 1500m libero.                       | Paolo Costoli, 400m libero Paolo Costoli, 1500m libero Staffetta 4x200m libero (Antonio Conelli, Sirio Banchelli, Ettore Baldo, Paolo Costoli) |
| 10ª Olimpiade (Los Angeles 1932) 0 - 0 | -- -- -- -- -- -- | -- -- -- -- -- --                                      | -- -- -- -- -- -- |
| 4^ Europeo (Magdeburgo 1934) 0 - 2 - 2 | -- -- -- -- -- -- | Paolo Costoli, 400m libero Paolo Costoli, 1500m libero | Giacomo Signori, 400m libero Staffetta 4x200m libero (Massimo Costa, Guido Giunta, Paolo Costoli, Giacomo Signori)                             |
| 11ª Olimpiade (Berlino 1936) 0 - 0     | -- -- -- -- -- -- | -- -- -- -- -- --                                      | -- -- -- -- -- -- |
| 5^ Europeo (Londra 1938) 0 - 0         | -- -- -- -- -- -- | -- -- -- -- -- --                                      | -- -- -- -- -- -- |

#### 1940-1949
| Competizione                       | Oro               | Argento           | Bronzo            |
| ---------------------------------- | ----------------- | ----------------- | ----------------- |
| 6^ Europeo (Montecarlo 1947) 0 - 0 | -- -- -- -- -- -- | -- -- -- -- -- -- | -- -- -- -- -- -- |
| 14ª Olimpiade (Londra 1948) 0 - 0  | -- -- -- -- -- -- | -- -- -- -- -- -- | -- -- -- -- -- -- |

#### 1950-1959
| Competizione                         | Oro                      | Argento | Bronzo |
| ------------------------------------ | ------------------------ | --- | --- |
| 7^ Europeo (Vienna 1950) 0 - 0       | -- -- -- -- -- --        | -- -- -- -- -- -- | -- -- -- -- -- -- |
| 15ª Olimpiade (Helsinki 1952) 0 - 0  | -- -- -- -- -- --        | -- -- -- -- -- -- | -- -- -- -- -- -- |
| 8^ Europeo (Torino 1954) 0 - 1 - 0   | -- -- -- -- -- --        | Angelo Romani, 400m libero.                                                                                          | -- -- -- -- -- -- |
| 16ª Olimpiade (Melbourne 1956) 0 - 0 | -- -- -- -- -- --        | -- -- -- -- -- -- | -- -- -- -- -- -- |
| 9^ Europeo (Budapest 1958) 1 - 2 - 2 | Paolo Pucci, 100m libero | Roberto Lazzari, 200m rana Staffetta 4x200m libero (Federico Dennerlein, Paolo Galletti, Angelo Romani, Paolo Pucci) | Paolo Galletti, 400m libero Staffetta 4x100m misti (Gilberto Elsa, Roberto Lazzari, Federico Dennerlein, Paolo Pucci) |

#### 1960-1969
| Competizione                                 | Oro               | Argento           | Bronzo            |
| -------------------------------------------- | ----------------- | ----------------- | ----------------- |
| 17ª Olimpiade (Roma 1960) 0 - 0              | -- -- -- -- -- -- | -- -- -- -- -- -- | -- -- -- -- -- -- |
| 10^ Europeo (Lipsia 1962) 0 - 0              | -- -- -- -- -- -- | -- -- -- -- -- -- | -- -- -- -- -- -- |
| 18ª Olimpiade (Tokyo 1964) 0 - 0             | -- -- -- -- -- -- | -- -- -- -- -- -- | -- -- -- -- -- -- |
| 11^ Europeo (Utrecht 1966) 0 - 0             | -- -- -- -- -- -- | -- -- -- -- -- -- | -- -- -- -- -- -- |
| 19ª Olimpiade (Città del Messico 1968) 0 - 0 | -- -- -- -- -- -- | -- -- -- -- -- -- | -- -- -- -- -- -- |

#### 1970-1979
| Competizione                           | Oro                              | Argento | Bronzo                                                                                   |
| -------------------------------------- | -------------------------------- | --- | ---------------------------------------------------------------------------------------- |
| 12^ Europeo (Barcellona 1970) 0 - 1    | -- -- -- -- -- --                | -- -- -- -- -- -- | Novella Calligaris, 800m libero                                                          |
| 20ª Olimpiade (Monaco 1972) 0 - 1 - 2  | -- -- -- -- -- --                | Novella Calligaris, 400m libero                                                                                         | Novella Calligaris, 800m libero Novella Calligaris, 400m misti                           |
| 1^ Mondiale (Belgrado 1973) 1 - 0 - 2  | Novella Calligaris, 800m libero. | -- -- -- -- -- -- | Novella Calligaris, 400m libero Novella Calligaris, 400m misti                           |
| 13^ Europeo (Vienna 1974) 0 - 1 - 1    | -- -- -- -- -- --                | Novella Calligaris, 800m libero                                                                                         | Novella Calligaris, 400m libero                                                          |
| 2^ Mondiale (Cali 1975) 0 - 1          | -- -- -- -- -- --                | -- -- -- -- -- -- | Staffetta 4x100 libero (Roberto Pangaro, Paolo Barelli, Claudio Zei, Marcello Guarducci) |
| 21ª Olimpiade (Montréal 1976) 0 - 0    | -- -- -- -- -- --                | -- -- -- -- -- -- | -- -- -- -- -- --                                                                        |
| 14^ Europeo (Jönköping 1977) 0 - 2 - 2 | -- -- -- -- -- --                | Giorgio Lalle, 100m rana Staffetta 4x100m libero (Roberto Pangaro, Paolo Revelli, Paolo Sinigaglia, Marcello Guarducci) | Marcello Guarducci, 100m libero Marcello Guarducci, 200m libero                          |
| 3^ Mondiale (Berlino 1978) 0 - 0       | -- -- -- -- -- --                | -- -- -- -- -- -- | -- -- -- -- -- --                                                                        |

#### 1980-1989
| Competizione                            | Oro | Argento | Bronzo |
| --------------------------------------- | --- | --- | --- |
| 22ª Olimpiade (Mosca 1980) 0 - 0        | -- -- -- -- -- -- | -- -- -- -- -- -- | -- -- -- -- -- -- |
| 15^ Europeo (Spalato 1981) 0 - 1 - 1    | -- -- -- -- -- -- | Giovanni Franceschi, 200m misti | Giovanni Franceschi, 400m misti |
| 4^ Mondiale (Guayaquil 1982) 0 - 1      | -- -- -- -- -- -- | -- -- -- -- -- -- | Giovanni Franceschi, 200m misti. |
| 16^ Europeo (Roma 1983) 2 - 0 - 3       | Giovanni Franceschi, 200m misti Giovanni Franceschi, 400m misti. | -- -- -- -- -- -- | Paolo Revelli, 200m farfalla Staffetta 4x200m libero (Paolo Revelli, Marcello Guarducci, Giovanni Franceschi, Fabrizio Rampazzo) Cinzia Savi Scarponi, 100m farfalla. |
| 23ª Olimpiade (Los Angeles 1984) 0 - 0  | -- -- -- -- -- -- | -- -- -- -- -- -- | -- -- -- -- -- -- |
| 17^ Europeo (Sofia 1985) 0 - 1          | -- -- -- -- -- -- | -- -- -- -- -- -- | Staffetta 4x100m misti (Mauro Marini, Gianni Minervini, Fabrizio Rampazzo, Andrea Ceccarini) |
| 5^ Mondiale (Madrid 1986) 0 - 2 - 0     | -- -- -- -- -- -- | Stefano Battistelli, 1500m libero Gianni Minervini, 100m rana                                                                                              | -- -- -- -- -- -- |
| 18^ Europeo (Strasburgo 1987) 0 - 3 - 1 | -- -- -- -- -- -- | Giorgio Lamberti, 200m libero Manuela Dalla Valle, 100m rana Staffetta 4x100m misti (Lorenza Vigarani, Manuela Dalla Valle, Ilaria Tocchini, Silvia Persi) | Gianni Minervini, 100m rana |
| 24ª Olimpiade (Seul 1988) 0 - 1         | -- -- -- -- -- -- | -- -- -- -- -- -- | Stefano Battistelli, 400m misti |
| 19^ Europeo (Bonn 1989) 4 - 1 - 5       | Giorgio Lamberti, 100m libero Giorgio Lamberti, 200m libero Stefano Battistelli, 200m dorso Staffetta 4x200m libero (Massimo Trevisan, Roberto Gleria, Giorgio Lamberti, Stefano Battistelli) | Staffetta 4x100 m misti (Lorenza Vigarani, Manuela Dalla Valle, Manuela Carosi, Silvia Persi)                                                              | Stefano Battistelli, 400m misti Staffetta 4x100m misti (Stefano Battistelli, Gianni Minervini, Marco Braida, Giorgio Lamberti) Manuela Melchiorri, 400m libero Manuela Dalla Valle, 100m rana Staffetta 4x200m libero (Tanya Vannini, Orietta Patron, Silvia Persi, Manuela Melchiorri) |

#### 1990-1999
| Competizione                                                     | Oro                                                               | Argento | Bronzo |
| ---------------------------------------------------------------- | ----------------------------------------------------------------- | --- | --- |
| 6^ Mondiale (Perth, gen 1991) 1 - 4                              | Giorgio Lamberti, 200m libero.                                    | Stefano Battistelli, 200m dorso. | Giorgio Lamberti, 100m libero Gianni Minervini, 100m rana Stefano Battistelli, 400m misti Staffetta 4x200m libero (Emanuele Idini, Roberto Gleria, Stefano Battistelli, Giorgio Lamberti)           |
| 20^ Europeo (Atene, ago 1991) 1 - 2 - 7                          | Luca Sacchi, 400m misti                                           | Giorgio Lamberti, 200m libero Staffetta 4x200m libero (Emanuele Idini, Roberto Gleria, Stefano Battistelli, Giorgio Lamberti)                                                   | Giorgio Lamberti, 100m libero Giorgio Lamberti, 400m libero Cristina Sossi, 400m libero Cristina Sossi, 800m libero Luca Sacchi, 200m misti Roberto Gleria, 200m libero Gianni Minervini, 100m rana |
| 1^ Europeo (vasca corta) (Gelsenkirchen, dic 1991) 0 - 2 - 2     | -- -- -- -- -- --                                                 | Staffetta 4x50m (Viviana Susin, Alessandra Cassani, Cristina Chiuso, Cecilia Vianini) Staffetta 4x50m (Lorenza Vigarani, Manuela Dalla Valle, Ilaria Tocchini, Cristina Chiuso) | Gianni Minervini, 50m rana Staffetta 4x50m (Giuseppe Tiano, Gianni Minervini, Luca Belfiore, René Gusperti)                                                                                         |
| 25ª Olimpiade (Barcellona 1992) 0 - 2                            | -- -- -- -- -- --                                                 | -- -- -- -- -- -- | Stefano Battistelli, 200m dorso Luca Sacchi, 400m misti |
| 2^ Europeo (vasca corta) (Espoo, dic 1992) 0 - 0                 | -- -- -- -- -- --                                                 | -- -- -- -- -- -- | -- -- -- -- -- -- |
| 21^ Europeo (Sheffield 1993) 0 - 1 - 1                           | -- -- -- -- -- --                                                 | Lorenza Vigarani, 200m dorso | Emanuele Merisi, 200m dorso |
| 3^ Europeo (vasca corta) (Gateshead, nov 1993) 0 - 0             | -- -- -- -- -- --                                                 | -- -- -- -- -- -- | -- -- -- -- -- -- |
| 1^ Mondiale (vasca corta) (Palma di Maiorca, dic 1993) 0 - 1 - 0 | -- -- -- -- -- --                                                 | Luca Bianchin, 200m dorso. | -- -- -- -- -- -- |
| 7^ Mondiale (Roma 1994) 0 - 1                                    | -- -- -- -- -- --                                                 | -- -- -- -- -- -- | Lorenza Vigarani, 200m dorso |
| 4^ Europeo (vasca corta) (Stavanger, dic 1994) 0 - 0             | -- -- -- -- -- --                                                 | -- -- -- -- -- -- | -- -- -- -- -- -- |
| 22^ Europeo (Vienna 1995) 0 - 1 - 2                              | -- -- -- -- -- --                                                 | Ilaria Tocchini, 100m farfalla | Luca Sacchi, 400m misti Staffetta 4x200m libero (Massimiliano Rosolino, Piermaria Siciliano, Emanuele Merisi, Emanuele Idini)                                                                       |
| 2^ Mondiale (vasca corta) ( Rio de Janeiro, dic 1995) 0 - 0      | -- -- -- -- -- --                                                 | -- -- -- -- -- -- | -- -- -- -- -- -- |
| 26ª Olimpiade (Atlanta 1996) 0 - 1                               | -- -- -- -- -- --                                                 | -- -- -- -- -- -- | Emanuele Merisi, 200m dorso |
| 5^ Europeo (vasca corta) (Rostock, dic 1996) 2 - 1               | Emiliano Brembilla, 400m libero Emanuele Merisi, 200m dorso       | René Gusperti, 50m libero Staffetta 4x50m (Emanuele Merisi, Domenico Fioravanti, Luca Belfiore, René Gusperti)                                                                  | Emanuele Merisi, 100m dorso |
| 23^ Europeo (Siviglia 1997) 2 - 3 - 0                            | Emiliano Brembilla, 400m libero Emiliano Brembilla, 1500m libero. | Massimiliano Rosolino, 200m libero Massimiliano Rosolino, 400m libero Emanuele Merisi, 200m dorso.                                                                              | -- -- -- -- -- -- |
| 3^ Mondiale (vasca corta) (Göteborg, apr 1997) 0 - 0             | -- -- -- -- -- --                                                 | -- -- -- -- -- -- | -- -- -- -- -- -- |
| 8^ Mondiale (Perth 1998) 0 - 2 - 0                               | -- -- -- -- -- --                                                 | Massimiliano Rosolino, 200m libero Emiliano Brembilla, 1500m libero | -- -- -- -- -- -- |
| 6^ Europeo (vasca corta) (Sheffield, dic 1998) 1 - 2 - 1         | Emiliano Brembilla, 400m libero                                   | Massimiliano Rosolino, 200m libero Massimiliano Rosolino, 400m libero | Emiliano Brembilla, 1500m libero |
| 4^ Mondiale (vasca corta) (Hong Kong, apr 1999) 0 - 1 - 1        | -- -- -- -- -- --                                                 | Domenico Fioravanti, 100m rana. | Massimiliano Rosolino, 400m libero. |
| 24^ Europeo (Istanbul 1999) 1 - 3 - 2                            | Domenico Fioravanti, 100m rana.                                   | Lorenzo Vismara, 50m libero Emiliano Brembilla, 400m libero Massimiliano Rosolino, 200m misti                                                                                   | Massimiliano Rosolino, 200m libero Emanuele Merisi, 200m dorso. |
| 7^ Europeo (vasca corta) (Lisbona, dic 1999) 1 - 2               | Massimiliano Rosolino, 400m libero                                | Massimiliano Rosolino, 200m libero | Lorenzo Vismara, 50m libero Massimiliano Rosolino, 200m misti |

#### 2000-2009
| Competizione                                                 | Oro | Argento | Bronzo |
| ------------------------------------------------------------ | --- | --- | --- |
| 5^ Mondiale (vasca corta) (Atene, mar 2000) 0 - 1 - 2        | -- -- -- -- -- -- | Massimiliano Rosolino, 200m libero | Massimiliano Rosolino, 200m misti Massimiliano Rosolino, 400m libero |
| 25^ Europeo (Helsinki, lug 2000) 5 - 1                       | Massimiliano Rosolino, 200m libero Massimiliano Rosolino, 200m misti Emiliano Brembilla, 400m libero Domenico Fioravanti, 100m rana Rosolino-Pelliciari-Cercato-Brembilla, 4x200m libero.                                              | Emiliano Brembilla, 1500m libero Emanuele Merisi, 200m dorso Domenico Fioravanti, 200m rana Striani-Parise-Vianini-Chiuso, 4x100m libero Striani-Vianini-Parise-Goffi, 4x200m libero.                        | Lorenzo Vismara, 50m libero. |
| 27ª Olimpiade (Sydney, set 2000) 3 - 1 - 2                   | Domenico Fioravanti, 100m rana Domenico Fioravanti, 200m rana Massimiliano Rosolino, 200m misti. | Massimiliano Rosolino, 400m libero | Massimiliano Rosolino, 200m libero Davide Rummolo, 200m rana |
| 8^ Europeo (vasca corta) (Valencia, dic 2000) 7 - 1 - 1      | Massimiliano Rosolino, 200m libero Massimiliano Rosolino, 400m libero Massimiliano Rosolino, 1500m libero Domenico Fioravanti, 50m rana Domenico Fioravanti, 100m rana Massimiliano Rosolino, 200m misti Alessio Boggiatto, 400m misti | Domenico Fioravanti, 200m rana | Davide Cassol, 100m misti |
| 9^ Mondiale (Fukuoka 2001) 2 - 2                             | Massimiliano Rosolino, 200m misti Alessio Boggiatto, 400m misti | Domenico Fioravanti, 100m rana Staffetta 4x200 libero (Brembilla-Pelliciari-Beccari-Rosolino) | Domenico Fioravanti, 50m rana Emiliano Brembilla, 400m libero |
| 9^ Europeo (vasca corta) (Anversa, dic 2001) 2 - 0 - 1       | Emiliano Brembilla, 400m libero Alessio Boggiatto, 400m misti | -- -- -- -- -- -- | Alessio Boggiatto, 200m misti |
| 6^ Mondiale (vasca corta) (Mosca, apr 2002) 0 - 1            | -- -- -- -- -- -- | -- -- -- -- -- -- | Christian Minotti, 1500m libero |
| 26^ Europeo (Berlino 2002) 4 - 5 - 2                         | Emiliano Brembilla, 400m libero Davide Rummolo, 200m rana Alessio Boggiatto, 400m misti Staffetta 4x200m libero (Brembilla-Pelliciari-Cappellazzo-Rosolino)                                                                            | Lorenzo Vismara, 50m libero Emiliano Brembilla, 200m libero Massimiliano Rosolino, 400m libero Christian Minotti, 1500m libero Alessio Boggiatto, 200m misti                                                 | Massimiliano Rosolino, 200m libero Vismara-Galenda-Scarica-Cercato, 4x100m libero. |
| 10^ Europeo (vasca corta) (Riesa, dic 2002) 5 - 2 - 2        | Lorenzo Vismara, 100m libero Emiliano Brembilla, 200m libero Emiliano Brembilla, 400m libero Davide Rummolo, 200m rana Alessio Boggiatto, 400m misti                                                                                   | Lorenzo Vismara, 50m libero Staffetta 4x50 (Lorenzo Vismara, Christian Galenda, Michele Scarica, Domenico Fioravanti)                                                                                        | Matteo Pelliciari, 200m libero Christian Minotti, 1500m libero |
| 10^ Mondiale (Barcellona, lug 2003) 0 - 1                    | -- -- -- -- -- -- | -- -- -- -- -- -- | Massimiliano Rosolino, 200m misti |
| 11^ Europeo (vasca corta) (Dublino, dic 2003) 1 - 3 - 3      | Massimiliano Rosolino, 400m libero | Filippo Magnini, 100m libero Francesca Segat, 200m delfino Massimiliano Rosolino, 200m misti | Christian Galenda, 100m libero Massimiliano Rosolino, 1500m libero Massimiliano Rosolino, 400m misti |
| 27^ Europeo (Madrid 2004) 5 - 2 - 7                          | Filippo Magnini, 100m libero Emiliano Brembilla, 400m libero Paolo Bossini, 200m rana Vismara-Galenda-Vassanelli-Magnini, 4x100 m stile libero Brembilla-Pelliciari-Rosolino-Magnini, 4x200 m stile libero.                            | Luca Marin, 400m misti Paola Cavallino, 200m farfalla. | Massimiliano Rosolino, 200m libero Massimiliano Rosolino, 200m misti Lorenzo Vismara, 50m libero Christian Galenda, 100m libero Filippo Magnini, 200m libero Alessio Boggiatto, 400m misti Alessandra Cappa, 50m dorso.                                                                       |
| 28ª Olimpiade (Atene 2004) 0 - 1 - 1                         | -- -- -- -- -- -- | Federica Pellegrini, 200m libero | Staffetta 4x200m libero (Brembilla, Rosolino, Cercato, Magnini, Cappellazzo, Pelliciari) |
| 7^ Mondiale (vasca corta) (Indianapolis, ott 2004) 0 - 1 - 0 | -- -- -- -- -- -- | Simone Ercoli, 1500m libero | -- -- -- -- -- -- |
| 12^ Europeo (vasca corta) (Vienna, dic 2004) 3 - 2           | Filippo Magnini, 200m libero Massimiliano Rosolino, 400m libero Paolo Bossini, 200m rana | Filippo Magnini, 100m libero Massimiliano Rosolino, 200m libero Luca Marin, 400m misti | Massimiliano Rosolino, 1500m libero Caterina Giacchetti, 200m delfino |
| 11^ Mondiale (Montréal 2005) 1 - 2 - 0                       | Filippo Magnini, 100m libero | Luca Marin, 400m misti Federica Pellegrini, 200m libero | -- -- -- -- -- -- |
| 13^ Europeo (vasca corta) (Trieste, dic 2005) 3 - 4 - 6      | Filippo Magnini, 100m libero Filippo Magnini, 200m libero Federica Pellegrini, 200m libero | Massimiliano Rosolino, 200m libero Alessandro Terrin, 50m rana Luca Marin, 400m misti Cristina Chiuso, 50m libero                                                                                            | Paolo Bossini, 200m rana Alessio Boggiatto, 200m misti Alessio Boggiatto, 400m misti Federica Pellegrini, 400m liberi Chiara Boggiatto, 100m rana Chiara Boggiatto, 200m rana |
| 8^ Mondiale (vasca corta) (Shanghai, apr 2006) 2 - 7 - 3     | Staffetta 4x100m libero Staffetta 4x200m libero | Filippo Magnini, 100m libero Filippo Magnini, 200m libero Alessandro Terrin, 50m rana Luca Marin, 400m misti Federica Pellegrini, 200m libero Francesca Segat, 200m farfalla Alessia Filippi, 400m misti     | Massimiliano Rosolino, 200m libero Massimiliano Rosolino, 400m libero Federica Pellegrini, 400m libero |
| 28^ Europeo (Budapest 2006) 5 - 6 - 4                        | Filippo Magnini, 100m libero Alessandro Terrin, 50m rana Calvi-Galenda-Vismara-Magnini, 4x100 m stile libero Rosolino-Berbotto-Cassio-Magnini, 4x200 m stile libero Alessia Filippi, 400m misti.                                       | Massimiliano Rosolino, 200m libero Massimiliano Rosolino, 400m libero Paolo Bossini, 200m rana Alessio Boggiatto, 200m misti Luca Marin, 400m misti Francesca Segat, 200m farfalla.                          | Filippo Magnini, 200m libero Alessio Boggiatto, 400m misti Caterina Giacchetti, 200m farfalla Alessia Filippi, 200 m misti. |
| 14^ Europeo (vasca corta) (Helsinki, dic 2006) 4 - 3 - 2     | Filippo Magnini, 100m libero Filippo Magnini, 200m libero Luca Marin, 400m misti Alessia Filippi, 400m misti | Massimiliano Rosolino, 200m libero Alessandro Terrin, 50m rana Federica Pellegrini, 400m libero | Paolo Bossini, 200m rana Staffetta 4x50m misti (Cesare Pizzirani, Alessandro Terrin, Rudy Goldin, Filippo Magnini) |
| 12^ Mondiale (Melbourne 2007) 1 - 4                          | Filippo Magnini, 100m libero. | Staffetta 4x100m libero (Rosolino-Calvi-Galenda-Magnini) | Federico Colbertaldo, 800m libero Loris Facci, 200m rana Luca Marin, 400m misti Federica Pellegrini, 200m libero |
| 15^ Europeo (vasca corta) (Debrecen, dic 2007) 2 - 3 - 4     | Filippo Magnini, 200m libero Alessia Filippi, 400m misti | Federica Pellegrini, 400m libero Paolo Bossini, 200m rana Luca Marin, 400m misti | Filippo Magnini, 100m libero Alessia Filippi, 800m libero Federico Colbertaldo, 1500m libero Alessandro Terrin, 50m rana |
| 9^ Mondiale (vasca corta) (Manchester, apr 2008) 0 - 2 - 2   | -- -- -- -- -- -- | Filippo Magnini, 100m libero Massimiliano Rosolino, 400m libero | Massimiliano Rosolino, 200m libero Staffetta 4x200m libero (Emiliano Brembilla, Massimiliano Rosolino, Nicola Cassio, Filippo Magnini) |
| 29ª Olimpiade (Pechino 2008) 1 - 0                           | Federica Pellegrini, 200 m libero. | Alessia Filippi, 800m libero | -- -- -- -- -- -- |
| 29^ Europeo (Eindhoven 2008) 4 - 5 - 5                       | Alessia Filippi, 800m libero Alessia Filippi 400m misti Federica Pellegrini, 400m libero Brembilla-Rosolino-Cassio-Magnini, 4x200 m stile libero.                                                                                      | Massimiliano Rosolino, 400m libero Samuel Pizzetti, 800m libero Luca Marin, 400m misti Rosolino-Calvi-Galenda-Magnini, 4x100m libero Ferraioli-Pellegrini-Simonetto-Chiuso, 4x100m libero.                   | Filippo Magnini, 100m libero Massimiliano Rosolino, 200m libero Alessandro Terrin, 50m rana Carpanese-Pellegrini-Filippi-Spagnolo, 4x200m libero. |
| 16^ Europeo (vasca corta) (Fiume, dic 2008) 5 - 8            | Federica Pellegrini, 200m libero Alessia Filippi 800m libero Federico Colbertaldo 1500m libero Francesca Segat 200m misti Staffetta 4x50m mista (Mirco Di Tora, Alessandro Terrin, Marco Belotti, Filippo Magnini)                     | Massimiliano Rosolino, 400m libero Edoardo Giorgetti 200m rana Christian Galenda 100m misti Alessia Filippi 400m misti Staffetta 4x50m mista (Alessandro Calvi, Marco Orsi, Mattia Nalesso, Filippo Magnini) | Filippo Magnini, 100m libero Massimiliano Rosolino, 200m libero Alessia Filippi 400m libero Samuel Pizzetti 1500m libero Elena Gemo 50m dorso Francesca Segat 100m misti Francesca Segat 400m misti Staffetta 4x50m mista (Elena Gemo, Roberta Panara, Silvia Di Pietro, Federica Pellegrini) |
| 13^ Mondiale (Roma 2009) 3 - 0 - 1                           | Federica Pellegrini, 200m libero Federica Pellegrini, 400m libero Alessia Filippi, 1500m libero | -- -- -- -- -- -- | Alessia Filippi, 800m libero |
| 17^ Europeo (vasca corta) (Istanbul, dic 2009) 1 - 3 - 1     | Federica Pellegrini, 200m libero | Federico Colbertaldo, 1500m libero Alessandro Terrin, 50m rana Francesca Segat, 200m misti | Staffetta 4x50m libero (Marco Orsi, Federico Bocchia, Filippo Magnini, Luca Dotto) |

#### 2010-2019
| Competizione                                               | Oro | Argento | Bronzo |
| ---------------------------------------------------------- | --- | --- | --- |
| 30^ Europeo (Budapest, ago 2010) 2 - 0 - 4                 | Fabio Scozzoli, 50m rana Federica Pellegrini, 200m libero. | -- -- -- -- -- -- | Samuel Pizzetti, 800m libero Samuel Pizzetti, 1500m libero Fabio Scozzoli, 100m rana Federica Pellegrini, 800m libero |
| 18^ Europeo (vasca corta) (Eindhoven, nov 2010) 4 - 7 - 7  | Federico Colbertaldo, 1500m libero Fabio Scozzoli, 100m rana Federica Pellegrini, 800m libero Staffetta 4x50m libero (Luca Dotto, Lucio Spadaro, Filippo Magnini, Marco Orsi) | Marco Orsi, 50m libero Federico Colbertaldo, 400m libero Damiano Lestingi, 100m dorso Damiano Lestingi, 200m dorso Elena Gemo, 50m dorso Alessia Polieri, 200m farfalla Staffetta 4x50m misti (Mirco Di Tora, Fabio Scozzoli, Paolo Facchinelli, Marco Orsi) | Luca Dotto, 50m libero Luca Dotto, 100m libero Fabio Scozzoli, 50m rana Federico Turrini, 400m misti Chiara Boggiatto, 200m rana Caterina Giacchetti, 100m farfalla Caterina Giacchetti, 200m farfalla |
| 10^ Mondiale (vasca corta) (Dubai, dic 2010) 0 - 1 - 1     | -- -- -- -- -- -- | Fabio Scozzoli, 100m rana | Federica Pellegrini, 400m libero |
| 14^ Mondiale (Shanghai, lug 2011) 2 - 3 - 0                | Federica Pellegrini, 200m libero Federica Pellegrini, 400m libero | Fabio Scozzoli, 50m rana Fabio Scozzoli, 100m rana Luca Dotto, 50m libero | -- -- -- -- -- -- |
| 19^ Europeo (vasca corta) (Stettino, dic 2011) 3 - 2 - 4   | Fabio Scozzoli, 50m rana Staffetta 4x50m libero (Luca Dotto, Marco Orsi, Federico Bocchia, Andrea Rolla) Staffetta 4x50m misti (Mirco Di Tora, Fabio Scozzoli, Paolo Facchinelli, Marco Orsi) | Luca Dotto, 100m libero Filippo Magnini, 200m libero | Marco Orsi, 50m libero Fabio Scozzoli, 100m rana Ilaria Bianchi, 100m farfalla Staffetta 4x50m libero (Erika Ferraioli, Erica Buratto, Federica Pellegrini, Laura Letrari) |
| 30ª Olimpiade (Londra 2012) 0 - 0                          | -- -- -- -- -- -- | -- -- -- -- -- -- | -- -- -- -- -- -- |
| 31^ Europeo (Debrecen 2012) 6 - 8 - 4                      | Filippo Magnini, 100m libero Gregorio Paltrinieri, 1500m libero Fabio Scozzoli, 100m rana Di Tora-Scozzoli-Rivolta-Magnini, 4x100m mista Federica Pellegrini, 200m libero Mizzau-Nesti-Carli-Pellegrini, 4x200m libero | Arianna Barbieri, 50m dorso Arianna Barbieri, 100m dorso Gregorio Paltrinieri, 800 m stile libero Mirco Di Tora, 50m dorso Fabio Scozzoli, 50 m rana Rolla-Orsi-Santucci-Magnini, 4x100m libero Maglia-Maestri-Pizzetti-Magnini, 4x200 m stile libero Barbieri-Boggiatto-Bianchi-Mizzau, 4x100m mista | Samuel Pizzetti, 400m libero Mattia Pesce, 100m rana Matteo Rivolta, 100m farfalla Mizzau-Pellegrini-Buratto-Ferraioli, 4x100m libero |
| 20^ Europeo (vasca corta) (Chartres, nov 2012) 4 - 2 - 3   | Gregorio Paltrinieri, 1500m libero Fabio Scozzoli, 50m rana Fabio Scozzoli, 100m rana Ilaria Bianchi, 100m farfalla | Gabriele Detti, 400m libero Stefania Pirozzi, 200m farfalla | Andrea Mitchell D'Arrigo, 400m libero Damiano Lestingi, 200m dorso Alessia Polieri, 200m farfalla |
| 11^ Mondiale (vasca corta) (Istanbul, dic 2012) 2 - 0      | Fabio Scozzoli, 100m rana Ilaria Bianchi, 100m farfalla | Gregorio Paltrinieri, 1500m libero Staffetta 4x100m libero (Luca Dotto, Marco Orsi, Michele Santucci, Filippo Magnini) | -- -- -- -- -- -- |
| 15^ Mondiale (Barcellona, lug 2013) 0 - 1 - 1              | -- -- -- -- -- -- | Federica Pellegrini, 200m libero | Gregorio Paltrinieri, 1500m libero |
| 21^ Europeo (vasca corta) (Herning, dic 2013) 2 - 4 - 8    | Staffetta 4x50m libero (Stefano Pizzamiglio, Francesco Di Lecce, Piero Codia, Marco Orsi) Federica Pellegrini, 200m libero | Marco Orsi, 50m libero Andrea Mitchell D'Arrigo, 400m libero Staffetta 4x50m libero (Luca Dotto, Federico Bocchia, Filippo Magnini, Marco Orsi Staffetta 4x50m libero mista (Luca Dotto, Marco Orsi, Silvia Di Pietro, Erika Ferraioli) | Marco Orsi, 50m libero Filippo Magnini, 200m libero Gabriele Detti, 1500m libero Stefano Pizzamiglio, 100m misti Federico Turrini, 400m misti Federica Pellegrini, 400m libero Giulia De Ascentis, 200m rana Staffetta 4x50m misti mista (Niccolò Bonacchi, Francesco Di Lecce, Ilaria Bianchi, Erika Ferraioli)             |
| 32^ Europeo (Berlino 2014) 5 - 1 - 9                       | Gregorio Paltrinieri, 800m libero Gregorio Paltrinieri, 1500m libero Federica Pellegrini, 200m libero Mizzau-Pirozzi-Masini Luccetti-Pellegrini, 4x200 m stile libero Dotto-Leonardi-Ferraioli-Galizi, 4x100m mista libero | Andrea Mitchell D'Arrigo, 400m libero | Luca Leonardi, 100m libero Gabriele Detti, 800m libero Gabriele Detti, 1500m libero Federico Turrini, 400m misti Dotto-Orsi-Leonardi-Magnini, 4x100m libero Martina Rita Caramignoli, 1500m libero Arianna Castiglioni, 100m rana Ilaria Bianchi, 100 m farfalla Mizzau-Ferraioli-Galizi-Pellegrini, Staffetta 4x100m libero |
| 12^ Mondiale (vasca corta) (Doha, dic 2014) 1 - 2 - 3      | Gregorio Paltrinieri, 1500m libero | Marco Orsi, 50m libero Staffetta 4x200m libero (Andrea Mitchell D'Arrigo, Marco Belotti, Nicolangelo Di Fabio, Filippo Magnini) | Staffetta 4x50m libero (Luca Dotto, Marco Orsi, Filippo Magnini, Marco Belotti) Staffetta 4x100m libero (Erika Ferraioli, Silvia Di Pietro, Aglaia Pezzato, Federica Pellegrini) Staffetta 4x50m misti (Niccolò Bonacchi, Fabio Scozzoli, Silvia Di Pietro, Erika Ferraioli)                                                 |
| 16^ Mondiale (Kazan, lug 2015) 1 - 3 - 1                   | Gregorio Paltrinieri, 1500m libero. | Gregorio Paltrinieri, 800m libero Federica Pellegrini, 200m libero Staffetta 4x200m libero (Mizzau-Musso-Masini Luccetti-Pellegrini) | Staffetta 4x100m libero (Dotto-Orsi-Santucci-Magnini) |
| 22^ Europeo (vasca corta) (Netanya, dic 2015) 7 - 5 - 5    | Marco Orsi, 100m libero Gregorio Paltrinieri, 1500m libero Federica Pellegrini, 200m libero Staffetta 4x50m misti (Simone Sabbioni, Fabio Scozzoli, Matteo Rivolta, Marco Orsi) Staffetta 4x50m libero (Silvia Di Pietro, Erika Ferraioli, Aglaia Pezzato, Federica Pellegrini) Staffetta 4x50m libero mista (Federico Bocchia, Marco Orsi, Silvia Di Pietro, Erika Ferraioli) Staffetta 4x50m misti mista (Simone Sabbioni, Fabio Scozzoli, Silvia Di Pietro, Erika Ferraioli) | Marco Orsi, 50m libero Gabriele Detti, 1500m libero Simone Sabbioni, 50m dorso Matteo Rivolta, 100m farfalla Staffetta 4x50m libero (Federico Bocchia, Marco Orsi, Giuseppe Guttuso, Filippo Magnini) | Gabriele Detti, 400m libero Simone Sabbioni, 200m dorso Silvia Di Pietro, 50m farfalla Alessia Polieri, 200m farfalla Staffetta 4x50m misti (Elena Gemo, Martina Carraro, Silvia Di Pietro, Erika Ferraioli) |
| 31ª Olimpiade (Rio de Janeiro 2016) 1 - 0 - 2              | Gregorio Paltrinieri, 1500m libero. | -- -- -- -- -- -- | Gabriele Detti, 400m libero Gabriele Detti, 1500m libero |
| 33^ Europeo (Londra 2016) 5 - 7 - 5                        | Luca Dotto, 100m libero Gabriele Detti, 400m libero Gregorio Paltrinieri, 800m libero Gregorio Paltrinieri, 1500m libero Federica Pellegrini, 200m libero. | Gabriele Detti, 800m libero Gabriele Detti, 1500m libero Staffetta 4x100m libero (Luca Dotto, Luca Leonardi, Jonathan Boffa, Filippo Magnini) Staffetta 4x100m libero (Silvia Di Pietro, Erika Ferraioli, Aglaia Pezzato, Federica Pellegrini) Staffetta 4x100m misti (Carlotta Zofkova, Martina Carraro, Ilaria Bianchi, Erika Ferraioli) Staffetta 4x100m libero mista (Filippo Magnini, Luca Dotto, Erika Ferraioli, Federica Pellegrini) Staffetta 4x100m misti mista (Simone Sabbioni, Martina Carraro, Piero Codia, Federica Pellegrini) | Luca Pizzini, 200m rana Simone Sabbioni, 100m dorso Federico Turrini, 400m misti Ilaria Bianchi, 100m farfalla Staffetta 4x200m libero (Andrea Mitchell D'Arrigo, Filippo Magnini, Luca Dotto, Gabriele Detti) |
| 13^ Mondiale (vasca corta) (Windsor, dic 2016) 1 - 4 - 2   | Federica Pellegrini, 200m libero | Gregorio Paltrinieri, 1500m libero Silvia Di Pietro, 50m libero Staffetta 4x100m libero (Erika Ferraioli, Silvia Di Pietro, Aglaia Pezzato, Federica Pellegrini) Staffetta 4x50m misti (Silvia Scalia, Martina Carraro, Silvia Di Pietro, Erika Ferraioli) | Fabio Scozzoli, 100m rana Staffetta 4x50m libero (Silvia Di Pietro, Erika Ferraioli, Aglaia Pezzato, Federica Pellegrini) |
| 17^ Mondiale (Budapest, lug 2017) 3 - 0 - 3                | Gregorio Paltrinieri, 1500 m stile libero Federica Pellegrini, 200m libero Gabriele Detti, 800m libero | -- -- -- -- -- -- | Gabriele Detti, 400m libero Simona Quadarella, 1500m libero Gregorio Paltrinieri, 800m libero |
| 23^ Europeo (vasca corta) (Copenaghen, dic 2017) 5 - 7 - 5 | | | |
| 34^ Europeo (Glasgow 2018) 6 - 5 - 11                      | Alessandro Miressi, 100m libero Piero Codia, 100m farfalla Simona Quadarella, 400m libero Simona Quadarella, 800m libero Simona Quadarella, 1500m libero Margherita Panziera, 200m dorso. | | |
| 14^ Mondiale (vasca corta) (Hangzhou, dic 2018) 0 - 3 - 4  | -- -- -- -- -- -- | Gregorio Paltrinieri, 1500m libero Marco Orsi, 100m misti Simona Quadarella, 800m libero | Gabriele Detti, 400m libero Staffetta 4x50m libero (Santo Condorelli, Andrea Vergani, Lorenzo Zazzeri, Alessandro Miressi) Martina Carraro, 50m libero Staffetta 4x100m misti (Margherita Panziera, Martina Carraro, Elena Di Liddo, Federica Pellegrini)                                                                    |
| 18^ Mondiale (Gwangju, lug 2019) 3 - 2 - 3                 | Gregorio Paltrinieri, 800m libero Federica Pellegrini, 200m libero Simona Quadarella, 1500m libero. | Simona Quadarella, 800m libero Benedetta Pilato, 50m rana | Gregorio Paltrinieri, 1500m libero Gabriele Detti, 400m libero Martina Carraro, 100m rana. |
| 24^ Europeo (vasca corta) (Glasgow, dic 2019) 6 - 7 - 7    | | | |

#### 2020-2029
| Competizione                                                         | Oro | Argento | Bronzo |
| -------------------------------------------------------------------- | --- | --- | --- |
| 35^ Europeo (Budapest, mag 2020) 5 - 9 - 13 = tot. 27                | Margherita Panziera, 200 m dorso Benedetta Pilato, 50 m rana Simona Quadarella, 400m libero Simona Quadarella, 800m libero Simona Quadarella, 1500m libero | | |
| 32ª Olimpiade (Tokyo 2020 [lug 2021]) 0 - 2 - 4 = tot. 6             | -- -- -- -- -- -- | Gregorio Paltrinieri, 800m libero Staffetta 4x100m libero (Miressi-Ceccon-Zazzeri-Frigo) | Federico Burdisso, 200m farfalla Nicolò Martinenghi, 100m rana Staffetta 4x100m mista (Ceccon-Martinenghi-Burdisso-Miressi) Simona Quadarella, 800m libero. |
| 25^ Europeo (vasca corta) (Kazan, nov 2021) 7 - 18 - 10 = tot. 35    | Gregorio Paltrinieri, 800m libero Nicolò Martinenghi, 100m rana Alberto Razzetti, 200m farfalla Marco Orsi, 100m misti Staffetta 4x50m misti Arianna Castiglioni, 50m rana Martina Carraro, 100m rana | Lorenzo Zazzeri, 50m libero Alessandro Miressi, 100m libero Matteo Ciampi, 400m libero Gregorio Paltrinieri, 1500m libero Michele Lamberti, 50m dorso Lorenzo Mora, 200m dorso Matteo Rivolta, 50m farfalla Michele Lamberti, 100m farfalla Thomas Ceccon, 200m misti Alberto Razzetti, 400m misti Staffetta 4x50m libero Simona Quadarella, 800m libero Simona Quadarella, 1500m libero Margherita Panziera, 200m dorso Benedetta Pilato, 50m rana Sara Franceschi, 400m misti Staffetta 4x50m libero Staffetta 4x50m misti | Marco De Tullio, 400m libero Michele Lamberti, 200m dorso Nicolò Martinenghi, 50m rana Thomas Ceccon, 50m farfalla Alberto Razzetti, 200m misti Martina Rita Caramignoli, 1500m libero Francesca Fangio, 200m rana Silvia Di Pietro, 50m farfalla Ilaria Bianchi, 200m farfalla Staffetta 4x50m misti   |
| 15^ Mondiale (vasca corta) (Abu Dhabi, dic 2021) 5 - 6 = tot. 16     | Alessandro Miressi, 100m libero Matteo Rivolta, 100m farfalla Alberto Razzetti, 200m farfalla Staffetta 4x50 libero (Leonardo Deplano, Lorenzo Zazzeri, Manuel Frigo, Alessandro Miressi) Staffetta 4x100m misti (Lorenzo Mora, Nicolò Martinenghi, Matteo Rivolta, Alessandro Miressi)                                                                                                   | Lorenzo Mora (50m dorso) Nicolò Martinenghi, 50m rana Nicolò Martinenghi, 100m rana Staffetta 4x100m libero (Alessandro Miressi, Thomas Ceccon, Leonardo Deplano, Lorenzo Zazzeri) Benedetta Pilato, 50m rana | Matteo Rivolta, 50m farfalla Thomas Ceccon, 100m misti Alberto Razzetti, 200m misti Staffetta 4x50m misti (Lorenzo Mora, Nicolò Martinenghi, Matteo Rivolta, Lorenzo Zazzeri) Staffetta 4x50m misti (Lorenzo Mora, Nicolò Martinenghi, Elena Di Liddo, Silvia Di Pietro) Simona Quadarella, 800m libero |
| 19^ Mondiale (Budapest, giu 2022) 5 - 2 - 2 = tot. 9                 | Thomas Ceccon, 100 m dorso Nicolò Martinenghi, 100m rana Gregorio Paltrinieri, 1500 m stile libero Benedetta Pilato, 100 m rana Staffetta 4x100 mista (Thomas Ceccon, Nicolò Martinenghi, Federico Burdisso, Alessandro Miressi) | Nicolò Martinenghi, 50m rana Benedetta Pilato, 50m rana | Simona Quadarella, 800m libero Staffetta 4x100m libero (Alessandro Miressi, Thomas Ceccon, Lorenzo Zazzeri, Manuel Frigo) |
| 36^ Europeo (Roma, ago 2022) 13 - 9 = tot. 35                        | Gregorio Paltrinieri, 800m libero Thomas Ceccon, 100m dorso Thomas Ceccon, 50m farfalla Nicolò Martinenghi, 50m rana Nicolò Martinenghi, 100m rana Alberto Razzetti, 400m misti Staffetta 4x100m libero Staffetta 4x100m misto Simona Quadarella, 800m libero Simona Quadarella, 1500m libero Margherita Panziera, 100m dorso Margherita Panziera, 200m dorso Benedetta Pilato, 100m rana | Leonardo Deplano, 50m libero Gregorio Paltrinieri, 1500m libero Thomas Ceccon, 50m dorso Simone Cerasuolo, 50m rana Federico Poggio, 100m rana Alberto Razzetti, 200m misti Staffetta 4x200m libero Simona Quadarella, 400m libero Silvia Scalia, 50m dorso Benedetta Pilato, 50m rana Lisa Angiolini, 100m rana Martina Carraro, 200m rana Staffetta 4x100m mista | Alessandro Miressi, 100m libero Lorenzo Galossi, 800m libero Luca Pizzini, 200m rana Alberto Razzetti, 200m farfalla Pier Andrea Matteazzi, 400m misti Martina Rita Caramignoli, 1500m libero Ilaria Cusinato, 200m farfalla Sara Franceschi, 200m misti Staffetta 4x200m libero mista                  |
| 16^ Mondiale (vasca corta) (Melbourne, dic 2022) 5 - 6 - 5 = tot. 16 | Gregorio Paltrinieri, 800m libero Gregorio Paltrinieri, 1500m libero Thomas Ceccon, 100m misti Staffetta 4x100m libero (Alessandro Miressi, Paolo Conte Bonin, Leonardo Deplano, Thomas Ceccon) Staffetta 4x50m misti (Lorenzo Mora, Nicolò Martinenghi, Matteo Rivolta, Leonardo Deplano)                                                                                                | Lorenzo Mora, 100m dorso Nicolò Martinenghi, 50m rana Nicolò Martinenghi, 100m rana Staffetta 4x50m libero (Alessandro Miressi, Leonardo Deplano, Thomas Ceccon, Manuel Frigo) Sara Franceschi, 400m misti 4x50m misti mista (Lorenzo Mora, Nicolò Martinenghi, Silvia Di Pietro, Costanza Cocconcelli) | Alessandro Miressi, 100m libero Lorenzo Mora, 200m dorso Simone Cerasuolo, 50m rana Staffetta 4x200m libero (Matteo Ciampi, Thomas Ceccon, Alberto Razzetti, Paolo Conte Bonin) Staffetta 4x100m misti (Lorenzo Mora, Nicolò Martinenghi, Matteo Rivolta, Alessandro Miressi)                           |
| 20^ Mondiale (Fukuoka, lug 2023) 1 - 4 - 1 = tot. 6                  | Thomas Ceccon, 50m farfalla | Nicolò Martinenghi, 100m rana Simona Quadarella, 1500m libero Thomas Ceccon, 100m dorso Staffetta 4x100m libero (Alessandro Miressi, Manuel Frigo, Lorenzo Zazzeri, Thomas Ceccon) | Benedetta Pilato, 50m rana |
| 26^ Europeo (vasca corta) (Otopeni, dic. 2023) 7 - 12 - 3 = tot. 22  | Lorenzo Mora, 200m dorso Nicolò Martinenghi, 100m rana Alberto Razzetti, 400m misti Simona Quadarella, 800m stile libero Benedetta Pilato, 50m rana Staffetta 4x50m misti (Lorenzo Mora, Nicolò Martinenghi, Thomas Ceccon, Lorenzo Zazzeri) Staffetta 4x50m mista mista (Lorenzo Mora, Nicolò Martinenghi, Silvia Di Pietro, Jasmine Nocentini)                                          | Alessandro Miressi 100m libero, Simone Cerasuolo, 50m rana Nicolò Martinenghi, 100m rana Alberto Razzetti, 200m farfalla Alberto Razzetti, 200m misti Simona Quadarella, 800m libero Simona Quadarella, 1500m libero Benedetta Pilato, 100m rana Staffetta 4x50m libero (Leonardo Deplano, Lorenzo Zazzeri, Thomas Ceccon, Alessandro Miressi) Staffetta 4x50m libero (Silvia Di Pietro, Costanza Cocconcelli, Chiara Tarantino, Sara Curtis) Staffetta 4x50m misti (Costanza Cocconcelli, Benedetta Pilato, Silvia Di Pietro, Jasmine Nocentini) Staffetta 4x50m libero mista (Alessandro Miressi, Lorenzo Zazzeri, Jasmine Nocentini, Silvia Di Pietro) | Lorenzo Mora, 50m dorso Lorenzo Mora, 100m dorso Jasmine Nocentini, 50m rana |
| 21^ Mondiale (Doha, Qatar, feb 2024) 2 - 5 - 5 = tot. 12             | Simona Quadarella, 1500m libero Simona Quadarella, 800m libero | Alessandro Miressi, 100m libero Nicolò Martinenghi, 50m rana Nicolò Martinenghi, 100m rana Alberto Razzetti, 200m farfalla Staffetta 4x100m libero (Alessandro Miressi, Lorenzo Zazzeri, Paolo Conte Bonin, Manuel Frigo) | Gregorio Paltrinieri, 800m libero Alberto Razzetti, 200m misti Benedetta Pilato, 50m rana Sara Franceschi, 400m misti Staffetta 4x100m misti (Michele Lamberti, Nicolò Martinenghi, Gianmarco Sansone, Alessandro Miressi)                                                                              |
| 33ª Olimpiade (Parigi, lug 2024) 2 - 1 - 2 = tot. 5                  | Nicolò Martinenghi, 100m rana Thomas Ceccon, 100m dorso | Gregorio Paltrinieri, 1500m libero | Gregorio Paltrinieri, 800m libero Staffetta 4x100m libero (Alessandro Miressi, Thomas Ceccon, Paolo Conte Bonin, Manuel Frigo) |
| 17^ Mondiale (vasca corta) (Budapest, dic 2024) 1 - 5 - 3 = tot. 9   | Staffetta 4x50 libero mista (Leonardo Deplano, Alessandro Miressi, Silvia Di Pietro, Sara Curtis) | Lorenzo Mora, 200m dorso Alberto Razzetti, 200m farfalla Alberto Razzetti, 200m misti Staffetta 4x100m libero (Alessandro Miressi, Leonardo Deplano, Lorenzo Zazzeri, Manuel Frigo) Simona Quadarella, 1500m libero | Alberto Razzetti, 400m misto Staffetta 4x200m libero (Filippo Megli, Manuel Frigo, Carlos D'Ambrosio, Alberto Razzetti) Staffetta 4x100m misti (Lorenzo Mora, Ludovico Viberti, Michele Busa, Alessandro Miressi)                                                                                       |
| 22^ Mondiale (Singapore, lug 2025) 1 - 4 - 2 = tot. 7                | Simone Cerasuolo, 50m rana | Thomas Ceccon, 100m dorso Nicolò Martinenghi, 100m rana Simona Quadarella, 1500m libero Staffetta 4x100m libero (Carlos D'Ambrosio, Thomas Ceccon, Lorenzo Zazzeri, Manuel Frigo) | Thomas Ceccon, 50m farfalla Benedetta Pilato, 50m rana |

### Giochi olimpici
| Edizione               | Oro | Argento | Bronzo | Totale | C  |
| ---------------------- | --- | ------- | ------ | ------ | -- |
| Parigi 1900            | 0   | 0       | 0      | 0      | 2  |
| St Louis 1908          | -   | -       | -      | -      | 0  |
| Londra 1908            | 0   | 0       | 0      | 0      | 4  |
| Stoccolma 1912         | 0   | 0       | 0      | 0      | 2  |
| Anversa 1920           | 0   | 0       | 0      | 0      | 4  |
| Parigi 1924            | 0   | 0       | 0      | 0      | 6  |
| Amsterdam 1928         | 0   | 0       | 0      | 0      | 6  |
| Los Angeles 1932       | 0   | 0       | 0      | 0      | 2  |
| Berlino 1936           | -   | -       | -      | -      | 0  |
| Londra 1948            | -   | -       | -      | -      | 0  |
| Helsinki 1952          | 0   | 0       | 0      | 0      | 12 |
| Melbourne 1956         | 0   | 0       | 0      | 0      | 8  |
| Roma 1960              | 0   | 0       | 0      | 0      | 24 |
| Tokyo 1964             | 0   | 0       | 0      | 0      | 17 |
| Città del Messico 1968 | 0   | 0       | 0      | 0      | 10 |
| Monaco 1972            | 0   | 1       | 2      | 3      | 25 |
| Montréal 1976          | 0   | 0       | 0      | 0      | 13 |
| Mosca 1980             | 0   | 0       | 0      | 0      | 13 |
| Los Angeles 1984       | 0   | 0       | 0      | 0      | 26 |
| Seul 1988              | 0   | 0       | 1      | 1      | 21 |
| Barcellona 1992        | 0   | 0       | 2      | 2      | 24 |
| Atlanta 1996           | 0   | 0       | 1      | 1      | 14 |
| Sydney 2000            | 3   | 1       | 2      | 6      | 21 |
| Atene 2004             | 0   | 1       | 1      | 2      | 29 |
| Pechino 2008           | 1   | 1       | 0      | 2      | 34 |
| Londra 2012            | 0   | 0       | 0      | 0      | 33 |
| Rio de Janeiro 2016    | 1   | 0       | 2      | 3      | 35 |
| Tokyo 2020             | 0   | 2       | 4      | 6      | 36 |
| Parigi 2024            | 2   | 1       | 2      | 5      | 36 |
| Los Angeles 2028       |     |         |        |        |    |

- Atene 1896:

Nessun italiano in gara.
- Parigi 1900:

Convocati: Paolo Bussetti, Fabio Mainoni.
- St Louis 1908:

Nessun italiano in gara.
- Londra 1908:

Convocati: Davide Baiardo, Mario Massa, Oreste Muzzi, Amilcare Beretta.
- Stoccolma 1912:

Convocati: Davide Baiardo, Mario Massa.
- Anversa 1920:

Convocati: Agostino Frassinetti, Mario Massa, Gilio Bisagno, Antonio Quarantotto.
- Parigi 1924:

Convocati: Emilio Polli, Renato Bacigalupo, Emerico Biach, Luciano Trolli, Agostino Frassinetti, Gianni Patrignani.
- Amsterdam 1928:

Convocati: Emilio Polli, Antonio Conelli, Paolo Costoli, Gianni Gambi, Giuseppe Perentin, Sirio Banchelli.
- Los Angeles 1932:

Convocati: Paolo Costoli, Giuseppe Perentin.
- Berlino 1936:

Nessun italiano in gara.
- Londra 1948:

Nessun italiano in gara.
- Helsinki 1952:

Convocati: (maschile) Carlo Pedersoli, Alfonso Buonocore, Angelo Romani, Egidio Massaria, Giorgio Grilz, Gianni Paliaga, Costantino Dennerlein; (femminile) Maria Nardi, Fides Benini, Eva Belaise, Romana Calligaris, Carla Campregher.
- Melbourne 1956:

Convocati: (maschile) Paolo Pucci, Carlo Pedersoli, Angelo Romani, Fritz Dennerlein, Paolo Galletti, Guido Elmi, Giorgio Perondini; (femminile) Elena Zennaro.
- Roma 1960:

Convocati: (maschile) Ezio Della Savia, Giorgio Perondini, Paolo Galletti, Massimo Rosi, Giuseppe Avellone, Gilberto Elsa, Roberto Lazzari, Pierpaolo Spangaro, Fritz Dennerlein, Giampiero Fossati, Bruno Bianchi, Angelo Romani; (femminile) Paola Saini, Maria Cristina Pacifici, Welleda Veschi, Arlette Faidiga, Daniela Serpilli, Elena Zennaro, Luciana Marcellini, Anna Beneck, Anna Maria Cecchi, Daniela Beneck, Rosanna Contardo, Sandra Valle.
- Tokyo 1964:

Convocati: (maschile) Pietro Boscaini, Bruno Bianchi, Sergio De Gregorio, Giovanni Orlando, Pierpaolo Spangaro, Cesare Caramelli, Gian Corrado Gross, Chiaffredo Rora, Ezio Della Savia, Giampiero Fossati, Antonello Rastrelli; (femminile) Daniela Beneck, Paola Saini, Mara Sacchi, Anna Maria Cecchi, Maria Cristina Pacifici, Paola Zunini.
- Città del Messico 1968:

Convocati: (maschile) Pietro Boscaini, Michele D'Oppido, Franco Del Campo, Franco Chino, Antonio Attanasio, Angelo Tozzi, Giampiero Fossati, Massimo Sacchi; (femminile) Maria Strumolo, Novella Calligaris.
- Monaco 1972:

 Argento: Novella Calligaris, 400 m stile libero.
 Bronzo: Novella Calligaris, 800 m stile libero e 400 m misti.
Convocati: (maschile) Roberto Pangaro, Arnaldo Cinquetti, Riccardo Targetti, Vincenzo Finocchiaro, Sergio Irredento, Massimo Nistri, Edmondo Mingione, Michele Di Pietro, Angelo Tozzi, Gaetano Carboni, Lorenzo Marugo, Mauro Calligaris, Paolo Barelli, Marcello Guarducci, Alberto Castagnetti, Sandro Grassi; (femminile) Laura Podestà, Novella Calligaris, Federica Stabilini, Patrizia Miserini, Donatella Talpo, Patrizia Lanfredini, Laura Gorgerino, Alessandra Finesso, Antonella Valentini.
- Montréal 1976:

Convocati: (maschile) Marcello Guarducci, Roberto Pangaro, Paolo Revelli, Enrico Bisso, Giorgio Lalle, Paolo Barelli, Riccardo Urbani; (femminile) Laura Bortolotti, Giuditta Pandini, Antonella Roncelli, Iris Corniani, Donatella Schiavon, Elisabetta Dessy.
- Mosca 1980:

Convocati: (maschile) Raffaele Franceschi, Paolo Revelli, Fabrizio Rampazzo, Giovanni Franceschi, Andrea Ceccarini, Federico Silvestri; (femminile) Monica Vallarin, Roberta Felotti, Manuela Carosi, Laura Foralosso, Monica Bonon, Sabrina Seminatore, Cinzia Savi Scarponi.
- Los Angeles 1984:

Convocati: (maschile) Fabrizio Rampazzo, Marco Colombo, Marco Dell'Uomo, Paolo Revelli, Stefano Grandi, Paolo Falchini, Fabrizio Bortolon, Raffaele Avagnano, Gianni Minervini, Marco Del Prete, Giovanni Franceschi, Maurizio Divano, Marcello Guarducci, Raffaele Franceschi, Metello Savino; (femminile) Silvia Persi, Grazia Colombo, Carla Lasi, Monica Olmi, Manuela Carosi, Carlotta Tagnin, Manuela Dalla Valle, Laura Belotti, Roberta Lanzarotti, Cristina Quintarelli, Roberta Felotti.
- Seul 1988:

 Bronzo: Stefano Battistelli, 400 m misti.
Convocati: (maschile) Roberto Gleria, Giorgio Lamberti, Luca Pellegrini, Stefano Battistelli, Valerio Giambalvo, Gianni Minervini, Leonardo Michelotti, Luca Sacchi, Roberto Cassio, Fabrizio Rampazzo, Andrea Ceccarini, Massimo Trevisan; (femminile) Silvia Persi, Manuela Melchiorri, Manuela Carosi, Lorenza Vigarani, Manuela Dalla Valle, Annalisa Nisiro, Ilaria Tocchini, Emanuela Viola, Roberta Felotti.
- Barcellona 1992:

 Bronzo: Stefano Battistelli, 200 m dorso; Luca Sacchi, 400 m misti.
Convocati: (maschile) René Gusperti, Giorgio Lamberti, Roberto Gleria, Massimo Trevisan, Piermaria Siciliano, Emanuele Merisi, Stefano Battistelli, Luca Bianchin, Gianni Minervini, Andrea Cecchi, Francesco Postiglione, Leonardo Michelotti, Marco Braida, Luca Sacchi, Emanuele Idini; (femminile) Cristina Chiuso, Ilaria Sciorelli, Manuela Melchiorri, Lorenza Vigarani, Lara Bianconi, Francesca Salvalajo, Manuela Dalla Valle, Elena Donati, Ilaria Tocchini.
- Atlanta 1996:

 Bronzo: Emanuele Merisi, 200 m dorso.
Convocati: (maschile) René Gusperti, Massimiliano Rosolino, Piermaria Siciliano, Emiliano Brembilla, Marco Formentini, Emanuele Merisi, Mirko Mazzari, Andrea Oriana, Luca Sacchi, Emanuele Idini; (femminile) Cecilia Vianini, Lorenza Vigarani, Manuela Dalla Valle, Ilaria Tocchini.
- Sydney 2000:

 Oro: Domenico Fioravanti, 100 e 200 m rana; Massimiliano Rosolino, 200 m misti.
 Argento: Massimiliano Rosolino, 400 m stile libero.
 Bronzo: Massimiliano Rosolino, 200 m stile libero; Davide Rummolo, 200 m rana.
Convocati: (maschile) Lorenzo Vismara, Massimiliano Rosolino, Emiliano Brembilla, Christian Minotti, Emanuele Merisi, Mirko Mazzari, Domenico Fioravanti, Davide Rummolo, Massimiliano Eroli, Alessio Boggiatto, Klaus Lanzarini, Simone Cercato, Mauro Gallo, Andrea Beccari, Matteo Pelliciari; (femminile) Cristina Chiuso, Sara Parise, Sara Goffi, Federica Biscia, Cecilia Vianini, Luisa Striani.
- Atene 2004:

 Argento: Federica Pellegrini, 200 m stile libero.
 Bronzo: Brembilla, Rosolino, Cercato, Magnini, Cappellazzo, Pelliciari, 4x200 m stile libero.
Convocati: (maschile) Andrea Beccari, Alessio Boggiatto, Paolo Bossini, Emiliano Brembilla, Alessandro Calvi, Federico Cappellazzo, Simone Cercato, Loris Facci, Christian Galenda, Filippo Magnini, Luca Marin, Emanuele Merisi, Christian Minotti, Mattia Nalesso, Matteo Pelliciari, Massimiliano Rosolino, Michele Scarica, Giacomo Vassanelli, Lorenzo Vismara; (femminile) Chiara Boggiatto, Alessandra Cappa, Paola Cavallino, Cristina Chiuso, Alessia Filippi, Ambra Migliori, Sara Parise, Federica Pellegrini, Francesca Segat, Cecilia Vianini.
- Pechino 2008:

 Oro: Federica Pellegrini, 200 m stile libero.
 Argento: Alessia Filippi, 800 m stile libero.
Convocati: (maschile) Mattia Aversa, Niccolò Beni, Marco Belotti, Alessio Boggiatto, Paolo Bossini, Emiliano Brembilla, Alessandro Calvi, Nicola Cassio, Federico Colbertaldo, Mirco Di Tora, Damiano Lestingi, Loris Facci, Christian Galenda, Filippo Magnini, Luca Marin, Mattia Nalesso, Matteo Pelliciari, Samuel Pizzetti, Massimiliano Rosolino, Michele Santucci, Alessandro Terrin, Federico Turrini; (femminile) Romina Armellini, Ilaria Bianchi, Alice Carpanese, Paola Cavallino, Cristina Chiuso, Erika Ferraioli, Alessia Filippi, Roberta Panara, Federica Pellegrini, Maria Laura Simonetto, Renata Spagnolo, Flavia Zoccari.
- Londra 2012:

Convocati: (maschile) Marco Belotti, Gabriele Detti, Alex Di Giorgio, Mirco Di Tora, Luca Dotto, Riccardo Maestri, Gianluca Maglia, Filippo Magnini, Luca Marin, Marco Orsi, Gregorio Paltrinieri, Mattia Pesce, Samuel Pizzetti, Sebastiano Ranfagni, Matteo Rivolta, Andrea Rolla, Michele Santucci, Fabio Scozzoli, Federico Turrini; (femminile) Arianna Barbieri, Ilaria Bianchi, Chiara Boggiatto, Erica Buratto, Diletta Carli, Erika Ferraioli, Alessia Filippi, Elena Gemo, Michela Guzzetti, Laura Letrari, Alice Mizzau, Alice Nesti, Federica Pellegrini, Stefania Pirozzi.
- Rio de Janeiro 2016:

 Oro: Gregorio Paltrinieri, 1500 m stile libero.
 Bronzo: Gabriele Detti, 400 e 1500 m stile libero.
Convocati: (maschile) Marco Belotti, Federico Bocchia, Piero Codia, Alex Di Giorgio, Gabriele Detti, Luca Dotto, Andrea Mitchell D'Arrigo, Luca Leonardi, Filippo Magnini, Luca Marin, Marco Orsi, Gregorio Paltrinieri, Luca Pizzini, Matteo Rivolta, Simone Sabbioni, Michele Santucci, Andrea Toniato, Federico Turrini; (femminile) Ilaria Bianchi, Diletta Carli, Martina Carraro, Arianna Castiglioni, Martina De Memme, Silvia Di Pietro, Erika Ferraioli, Sara Franceschi, Chiara Masini Luccetti, Alice Mizzau, Margherita Panziera, Federica Pellegrini, Aglaia Pezzato, Stefania Pirozzi, Alessia Polieri, Luisa Trombetti, Carlotta Zofkova.
- Tokyo 2020:

 Argento: Gregorio Paltrinieri, 800 m stile libero; Miressi-Ceccon-Zazzeri-Frigo, 4x100 m stile libero.
 Bronzo: Federico Burdisso, 200 m farfalla; Nicolò Martinenghi, 100 m rana; Ceccon-Martinenghi-Burdisso-Miressi, 4x100 m mista; Simona Quadarella, 800 m stile libero.
Convocati: (maschile) Domenico Acerenza, Stefano Ballo, Federico Burdisso, Giacomo Carini, Thomas Ceccon, Matteo Ciampi, Santo Condorelli, Gabriele Detti, Marco De Tullio, Stefano Di Cola, Manuel Frigo, Nicolò Martinenghi, Pier Andrea Matteazzi, Filippo Megli, Alessandro Miressi, Gregorio Paltrinieri, Alberto Razzetti, Matteo Restivo, Simone Sabbioni, Federico Poggio, Lorenzo Zazzeri; (femminile) Ilaria Bianchi, Martina Rita Caramignoli, Martina Carraro, Arianna Castiglioni, Ilaria Cusinato, Elena Di Liddo, Francesca Fangio, Sara Franceschi, Anna Chiara Mascolo, Margherita Panziera, Federica Pellegrini, Benedetta Pilato, Stefania Pirozzi, Simona Quadarella, Giulia Vetrano.
- Parigi 2024:

 Oro:  Nicolò Martinenghi, 100 m rana; Thomas Ceccon 100 dorso.
 Argento: Gregorio Paltrinieri, 1500 m stile libero.
 Bronzo: Miressi-Ceccon-Paolo Conte Bonin-Frigo, 4x100 m stile libero.; Gregorio Paltrinieri, 800 m stile libero.
Convocati: (maschile) Giacomo Carini, Giovanni Caserta, Thomas Ceccon, Paolo Conte Bonin, Carlos D'Ambrosio, Luca De Tullio, Marco De Tullio, Leonardo Deplano, Manuel Frigo, Matteo Lamberti, Michele Lamberti, Nicolò Martinenghi, Filippo Megli, Alessandro Miressi, Gregorio Paltrinieri, Alessandro Ragaini, Alberto Razzetti, Matteo Restivo, Ludovico Blu Art Viberti, Lorenzo Zazzeri; (femminile) Lisa Angiolini, Matilde Biagiotti, Costanza Cocconcelli, Sara Curtis, Giulia D'Innocenzo, Francesca Fangio, Sara Franceschi, Emma Virginia Menicucci, Sofia Morini, Margherita Panziera, Benedetta Pilato, Simona Quadarella, Giulia Ramatelli, Viola Scotto di Carlo, Ginevra Taddeucci, Chiara Tarantino.

### Campionati mondiali
| Edizione           | Oro | Argento | Bronzo | Totale | C  |
| ------------------ | --- | ------- | ------ | ------ | -- |
| Belgrado 1973      | 1   | 0       | 2      | 3      | 21 |
| Cali 1975          | 0   | 0       | 1      | 1      | 22 |
| Berlino Ovest 1978 | 0   | 0       | 0      | 0      | 19 |
| Guayaquil 1982     | 0   | 0       | 1      | 1      | 20 |
| Madrid 1986        | 0   | 2       | 0      | 2      | 18 |
| Perth 1991         | 1   | 1       | 4      | 6      | 19 |
| Roma 1994          | 0   | 0       | 1      | 1      | 19 |
| Perth 1998         | 0   | 2       | 0      | 2      | 18 |
| Fukuoka 2001       | 2   | 2       | 2      | 6      | 22 |
| Barcellona 2003    | 0   | 0       | 1      | 1      | 25 |
| Montréal 2005      | 1   | 2       | 0      | 3      | 28 |
| Melbourne 2007     | 1   | 1       | 4      | 6      | 29 |
| Roma 2009          | 3   | 0       | 1      | 4      | 48 |
| Shanghai 2011      | 2   | 3       | 0      | 5      | 28 |
| Barcellona 2013    | 0   | 1       | 1      | 2      | 31 |
| Kazan 2015         | 1   | 3       | 1      | 5      | 37 |
| Budapest 2017      | 3   | 0       | 3      | 6      | 27 |
| Gwangju 2019       | 3   | 2       | 3      | 8      | 32 |
| Budapest 2022      | 5   | 2       | 2      | 9      | 28 |
| Fukuoka 2023       | 2   | 7       | 5      | 14     | 32 |
| Singapore 2025     | 2   | 11      | 6      | 19     | 33 |

- , Belgrado 1973:

 Oro: Novella Calligaris, 800 m stile libero.
 Bronzo: Novella Calligaris, 400 m stile libero e 400 m misti.
Convocati: (maschile) Roberto Pangaro, Marcello Guarducci, Arnaldo Cinquetti, Massimo Nistri, Giorgio Lalle, Angelo Tozzi, Lorenzo Marugo, Alberto Castagnetti, Paolo Barelli; (femminile) Laura Podestà, Federica Stabilini, Novella Calligaris, Manuela De Angelis, Antonella Roncelli, Patrizia Torrisi, Paola Morozzi, Donatella Talpo, Marina Corsi, Antonella Valentini, Laura Gorgerino, Patrizia Lanfredini.
- Cali 1975:

 Bronzo: Pangaro-Barelli-Zei-Guarducci, 4x100 m stile libero.
Convocati: (maschile) Marcello Guarducci, Roberto Pangaro, Sergio Affronte, Lapo Cianchi, Enrico Bisso, Giorgio Lalle, Paolo Barelli, Alessandro Griffith, Lorenzo Marugo, Claudio Zei, Paolo Revelli, Paolo Sinigaglia, Massimo Ugolini; (femminile) Laura Bortolotti, Giuditta Pandini, Antonella Roncelli, Paola Cesari, Iris Corniani, Donatella Schiavon, Cinzia Rampazzo, Paola Morozzi, Cristina Grugni.
- Berlino Ovest 1978:

Convocati: (maschile) Marcello Guarducci, Paolo Revelli, Giorgio Quadri, Daniele Cerabino, Giorgio Lalle, Riccardo Urbani, Raffaele Franceschi, Paolo Sinigaglia, Fabio Rampelli, Stefano Biricolti; (femminile) Roberta Felotti, Tiziana Bertolani, Manuela Dalla Valle, Monica Corò, Cinzia Savi Scarponi, Cristina Quintarelli, Cinzia Rampazzo, Carol Galimberti, Paola Biagini.
- Guayaquil 1982:

 Bronzo: Giovanni Franceschi, 200 m misti.
Convocati: (maschile) Fabrizio Rampazzo, Marcello Guarducci, Marco Dell'Uomo, Federico Silvestri, Andrea Calabria, Paolo Falchini, Raffaele Avagnano, Paolo Revelli, Giovanni Franceschi, Maurizio Divano, Andrea Ceccarini, Raffaele Franceschi, Metello Savino; (femminile) Silvia Persi, Carla Lasi, Manuela Carosi, Simona Brighetti, Manuela Dalla Valle, Cinzia Savi Scarponi, Roberta Felotti.
- Madrid 1986:

 Argento: Stefano Battistelli, 1500 m stile libero; Gianni Minervini, 100 m rana.
Convocati: (maschile) Giovanni Franceschi, Fabrizio Rampazzo, Giorgio Lamberti, Massimo Trevisan, Alessandro Ciucci, Stefano Battistelli, Roberto Cassio, Gianni Minervini, Lorenzo Carbonari, Marco Del Prete, Maurizio Divano; (femminile) Silvia Persi, Tanya Vannini, Lorenza Vigarani, Manuela Dalla Valle, Ilaria Tocchini, Monica Olmi, Roberta Felotti.
- Perth 1991:

 Oro: Giorgio Lamberti, 200 m stile libero.
 Argento: Stefano Battistelli, 200 m dorso.
 Bronzo: Giorgio Lamberti, 100 m stile libero; Gianni Minervini, 100 m rana; Stefano Battistelli, 400 m misti; Idini-Gleria-Battistelli-Lamberti, 4x200 m stile libero.
Convocati: (maschile) Giorgio Lamberti, Roberto Gleria, Emanuele Idini, Stefano Battistelli, Luca Bianchin, Gianni Minervini, Andrea Cecchi, Francesco Postiglione, Leonardo Michelotti, Marco Braida, Luca Sacchi, Bruno Zorzan; (femminile) Silvia Persi, Ilaria Sciorelli, Manuela Melchiorri, Francesca Ferrarini, Lorenza Vigarani, Manuela Dalla Valle, Ilaria Tocchini.
- Roma 1994:

 Bronzo: Lorenza Vigarani, 200 m dorso.
Convocati: (maschile) René Gusperti, Massimo Trevisan, Emanuele Idini, Piermaria Siciliano, Alessandro Berti, Marco Formentini, Emanuele Merisi, Stefano Battistelli, Andrea Cecchi, Fabio Farabegoli, Luis Laera, Andrea Oriana, Luca Sacchi; (femminile) Cecilia Vianini, Caterina Borgato, Lorenza Vigarani, Francesca Salvalajo, Manuela Dalla Valle, Ilaria Tocchini.
- Perth 1998:

 Argento: Massimiliano Rosolino, 200 m stile libero; Emiliano Brembilla, 1500 m stile libero.
Convocati: (maschile) Lorenzo Vismara, Massimiliano Rosolino, Emiliano Brembilla, Marco Formentini, Emanuele Merisi, Stefano Battistelli, Domenico Fioravanti, Massimiliano Eroli, Mauro Gallo, Alessandro Bacchi, Simone Cercato, Moreno Gallina, André Gusperti; (femminile) Manuela Dalla Valle, Luisa Striani, Karina Vanni, Viviana Susin, Cecilia Vianini.
- Fukuoka 2001:

 Oro: Massimiliano Rosolino, 200 m misti; Alessio Boggiatto, 400 m misti.
 Argento: Domenico Fioravanti, 100 m rana; Brembilla-Pelliciari-Beccari-Rosolino, 4x200 m sile libero.
 Bronzo: Domenico Fioravanti, 50 m rana; Emiliano Brembilla, 400 m stile libero.
Convocati: (maschile) Lorenzo Vismara, Simone Cercato, Emiliano Brembilla, Massimiliano Rosolino, Andrea Righi, Christian Minotti, Emanuele Merisi, Domenico Fioravanti, Davide Rummolo, Christian Galenda, Alessio Boggiatto, Klaus Lanzarini, Matteo Pelliciari, Andrea Beccari, Federico Cappellazzo; (femminile) Cecilia Vianini, Luisa Striani, Fabiana Susini, Alessandra Cappa, Roberta Crescentini, Sara Parise, Cristina Chiuso.
- Barcellona 2003:

 Bronzo: Massimiliano Rosolino, 200 m misti.
Convocati: (maschile) Alessio Boggiatto, Emiliano Brembilla, Michele Scarica, Massimiliano Rosolino, Christian Minotti, Domenico Fioravanti, Alessandro Terrin, Filippo Magnini, Federico Cappellazzo, Matteo Pelliciari, Davide Rummolo, Christian Galenda, Lorenzo Vismara, Mattia Nalesso, Klaus Lanzarini; (femminile): Roberta Crescentini, Sara Farina, Sara Parise, Francesca Segat, Cecilia Vianini, Luisa Striani, Veronica Massari, Cristina Chiuso, Federica Pellegrini, Alessandra Cappa.
- Montréal 2005:

 Oro: Filippo Magnini, 100 m stile libero.
 Argento: Luca Marin, 400 m misti; Federica Pellegrini, 200 m stile libero.
Convocati: (maschile) David Berbotto, Alessio Boggiatto, Paolo Bossini, Emiliano Brembilla, Alessandro Calvi, Loris Facci, Christian Galenda, Filippo Magnini, Luca Marin, Luca Pasteris, Matteo Pelliciari, Massimiliano Rosolino, Michele Scarica, Alessandro Terrin, Lorenzo Vismara; (femminile) Chiara Boggiatto, Cristina Chiuso, Martina Cuppone, Alessia Filippi, Elena Gemo, Caterina Giacchetti, Ambra Migliori, Elisa Pasini, Federica Pellegrini, Simona Ricciardi, Francesca Segat, Renata Spagnolo, Flavia Zoccari.
- Melbourne 2007:

 Oro: Filippo Magnini, 100 m stile libero.
 Argento: Rosolino-Calvi-Galenda-Magnini, 4x100 m stile libero.
 Bronzo: Federico Colbertaldo, 800 m stile libero; Loris Facci, 200 m rana; Luca Marin, 400 m misti; Federica Pellegrini, 200 m stile libero.
Convocati: (maschile) Alessio Boggiatto, Paolo Bossini, Andrea Busato, Alessandro Calvi, Nicola Cassio, Federico Colbertaldo, Loris Facci, Christian Galenda, Edoardo Giorgetti, Rudy Goldin, Damiano Lestingi, Filippo Magnini, Luca Marin, Massimiliano Rosolino, Alessandro Terrin, Francesco Vespe, Lorenzo Vismara; (femminile) Chiara Boggiatto, Cristina Chiuso, Alessia Filippi, Elena Gemo, Caterina Giacchetti, Wendy Lancellotti, Elisa Pasini, Roberta Panara, Federica Pellegrini, Francesca Segat, Renata Spagnolo, Flavia Zoccari.
- Roma 2009:

 Oro: Federica Pellegrini, 200 m e 400 m stile libero; Alessia Filippi, 1500 m stile libero.
 Bronzo: Alessia Filippi, 800 m stile libero.
Convocati: (maschile) Marco Belotti, Damiano Lestingi, Alessio Boggiatto, Emiliano Brembilla, Gianluca Maglia, Alessandro Calvi, Filippo Magnini, Enrico Catalano, Luca Marin, Federico Colbertaldo, Mattia Nalesso, Marco Orsi, Mattia Pesce, Samuel Pizzetti, Luca Pizzini, Sebastiano Ranfagni, Mirco Di Tora, Massimiliano Rosolino, Francesco Donin, Paolo Facchinelli, Cesare Sciocchetti, Loris Facci, Christian Galenda, Edoardo Giorgetti, Alessandro Terrin, Francesco Vespe; (femminile) Ilaria Bianchi, Chiara Boggiatto, Erica Buratto, Martina Rita Caramignoli, Alice Carpanese, Martina Carraro, Cristina Chiuso, Valentina De Nardi, Silvia Di Pietro, Alessia Filippi, Elena Gemo, Caterina Giacchetti, Laura Letrari, Valentina Lucconi, Cristina Maccagnola, Roberta Panara, Federica Pellegrini, Ilaria Scarcella, Francesca Segat, Renata Spagnolo, Gigliola Tecchio, Flavia Zoccari.
- Shanghai 2011:

 Oro: Federica Pellegrini, 200 m e 400 m stile libero.
 Argento: Fabio Scozzoli, 50 m e 100 m rana; Luca Dotto, 50 m stile libero.
Convocati: (maschile) Marco Belotti, Lorenzo Benatti, Federico Colbertaldo, Mirco Di Tora, Luca Dotto, Luca Leonardi, Gianluca Maglia, Filippo Magnini, Luca Marin, Marco Orsi, Gregorio Paltrinieri, Mattia Pesce, Samuel Pizzetti, Sebastiano Ranfagni, Michele Santucci, Fabio Scozzoli, Federico Turrini; (femminile) Ilaria Bianchi, Chiara Boggiatto, Martina Rita Caramignoli, Elena Gemo, Chiara Masini Luccetti, Alice Mizzau, Alice Nesti, Federica Pellegrini, Stefania Pirozzi, Alessia Polieri, Renata Spagnolo.
- Barcellona 2013:

 Argento: Federica Pellegrini, 200 m stile libero.
 Bronzo: Gregorio Paltrinieri, 1500 m stile libero.
Convocati: (maschile) Marco Belotti, Piero Codia, Gabriele Detti, Alex Di Giorgio, Mirco Di Tora, Luca Dotto, Luca Leonardi, Damiano Lestingi, Filippo Magnini, Luca Marin, Marco Orsi, Gregorio Paltrinieri, Francesco Pavone, Mattia Pesce, Samuel Pizzetti, Luca Pizzini, Matteo Rivolta, Michele Santucci, Fabio Scozzoli, Federico Turrini; (femminile) Ilaria Bianchi, Martina Rita Caramignoli, Diletta Carli, Martina De Memme, Silvia Di Pietro, Erika Ferraioli, Lisa Fissneider, Michela Guzzetti, Alice Mizzau, Federica Pellegrini, Stefania Pirozzi.
- Kazan 2015:

 Oro: Gregorio Paltrinieri, 1500 m stile libero.
 Argento:; Gregorio Paltrinieri, 800 m stile libero; Federica Pellegrini, 200 m stile libero; Mizzau-Musso-Masini Luccetti-Pellegrini, 4x200 m stile libero femminili.
 Bronzo: Dotto-Orsi-Santucci-Magnini, 4x100 m stile libero.
Convocati: (maschile) Lorenzo Antonelli, Marco Belotti, Christopher Ciccarese, Piero Codia, Andrea Mitchell D'Arrigo, Luca Dotto, Damiano Lestingi, Gianluca Maglia, Filippo Magnini, Luca Mencarini, Marco Orsi, Gregorio Paltrinieri, Francesco Pavone, Luca Pizzini, Matteo Rivolta, Simone Sabbioni, Michele Santucci, Andrea Toniato, Federico Turrini; (femminile) Ilaria Bianchi, Martina Rita Caramignoli, Diletta Carli, Martina Carraro, Arianna Castiglioni, Elena Di Liddo, Silvia Di Pietro, Erika Ferraioli, Elena Gemo, Laura Letrari, Chiara Masini Luccetti, Alice Mizzau, Erica Musso, Margherita Panziera, Federica Pellegrini, Alessia Polieri, Aurora Ponselé, Ilaria Scarcella.
- Budapest 2017:

 Oro: Gregorio Paltrinieri, 1500 m stile libero; Federica Pellegrini, 200 m stile libero; Gabriele Detti, 800 m stile libero.
 Bronzo: Gabriele Detti, 400 m stile libero; Simona Quadarella, 1500 m stile libero; Gregorio Paltrinieri, 800 m stile libero.
Convocati: (maschile) Giacomo Carini, Piero Codia, Gabriele Detti, Luca Dotto, Filippo Magnini, Nicolò Martinenghi, Filippo Megli, Matteo Milli, Alessandro Miressi, Gregorio Paltrinieri, Luca Pizzini, Matteo Restivo, Fabio Scozzoli, Federico Turrini, Ivano Vendrame; (femminile) Ilaria Bianchi, Giorgia Biondani, Martina Carraro, Arianna Castiglioni, Silvia Di Pietro, Erika Ferraioli, Anna Chiara Mascolo, Alice Mizzau, Margherita Panziera, Federica Pellegrini, Stefania Pirozzi, Simona Quadarella.
- Gwangju 2019:

 Oro: Gregorio Paltrinieri, 800 m stile libero; Federica Pellegrini, 200 m stile libero; Simona Quadarella, 1500 m stile libero.
 Argento: Simona Quadarella, 800 m stile libero; Benedetta Pilato, 50 m rana.
 Bronzo: Gregorio Paltrinieri, 1500 m stile libero; Gabriele Detti, 400 m stile libero; Martina Carraro, 100 m rana.
Convocati: (maschile) Domenico Acerenza, Stefano Ballo, Alessandro Bori, Federico Burdisso, Thomas Ceccon, Matteo Ciampi, Piero Codia, Santo Condorelli, Marco De Tullio, Gabriele Detti, Stefano Di Cola, Luca Dotto, Manuel Frigo, Nicolò Martinenghi, Filippo Megli, Alessandro Miressi, Gregorio Paltrinieri, Luca Pizzini, Matteo Restivo, Simone Sabbioni, Fabio Scozzoli; (femminile) Ilaria Bianchi, Martina Carraro, Arianna Castiglioni, Ilaria Cusinato, Elena Di Liddo, Giulia Gabbrielleschi, Margherita Panziera, Federica Pellegrini, Benedetta Pilato, Simona Quadarella, Silvia Scalia.
- Budapest 2022:

 Oro: Thomas Ceccon, 100 m dorso; Nicolò Martinenghi, 100 m rana; Gregorio Paltrinieri, 1500 m stile libero; Benedetta Pilato, 100 m rana; Ceccon-Martinenghi-Burdisso-Miressi, 4x100 m mista.
 Argento: Nicolò Martinenghi, 50 m rana; Benedetta Pilato, 50 m rana.
 Bronzo: Simona Quadarella, 800 m stile libero; Miressi-Ceccon-Zazzeri-Frigo, 4x100 m stile libero.
Convocati: (maschile) Stefano Ballo, Federico Burdisso, Giacomo Carini, Thomas Ceccon, Simone Cerasuolo, Matteo Ciampi, Piero Codia, Leonardo Deplano, Gabriele Detti, Marco De Tullio, Stefano Di Cola, Luca Dotto, Manuel Frigo, Lorenzo Galossi, Michele Lamberti, Nicolò Martinenghi, Alessandro Miressi, Gregorio Paltrinieri, Alberto Razzetti, Lorenzo Zazzeri; (femminile) Arianna Castiglioni, Elena Di Liddo, Silvia Di Pietro, Francesca Fangio, Margherita Panziera, Benedetta Pilato, Simona Quadarella, Silvia Scalia, Chiara Tarantino.
- Fukuoka 2023:

 Oro: Thomas Ceccon, 50 m farfalla.
 Argento: Miressi-Frigo-Zazzeri-Ceccon, 4x100 m stile libero; Nicolò Martinenghi, 100 m rana;  Simona Quadarella, 1500 m stile libero; Thomas Ceccon, 100 m dorso.
 Bronzo: Benedetta Pilato, 50 m rana.
Convocati: (maschile) Federico Burdisso, Thomas Ceccon, Simone Cerasuolo, Matteo Ciampi, Piero Codia, Luca De Tullio, Marco De Tullio, Leonardo Deplano, Stefano Di Cola, Manuel Frigo, Nicolò Martinenghi, Filippo Megli, Alessandro Miressi, Lorenzo Mora, Gregorio Paltrinieri, Federico Poggio, Alberto Razzetti, Matteo Restivo, Lorenzo Zazzeri; (femminile) Lisa Angiolini, Ilaria Bianchi, Anita Bottazzo, Martina Carraro, Costanza Cocconcelli, Sara Franceschi, Emma Virginia Menicucci, Margherita Panziera, Benedetta Pilato, Sofia Morini, Chiara Tarantino, Simona Quadarella, Ginevra Taddeucci.
- Singapore 2025:

 Oro: Simone Cerasuolo, 50 m rana.
 Argento:  D'Ambrosio-Ceccon-Zazzeri-Frigo, 4x100 sl; Nicolò Martinenghi, 100 m rana; Simona Quadarella, 1500 m sl; Thomas Ceccon, 100 m dorso.
 Bronzo: Thomas Ceccon, 50 m farfalla.
Convocati: (maschile) Christian Bacico, Federico Burdisso, Thomas Ceccon, Simone Cerasuolo, Carlos D'Ambrosio, Luca De Tullio, Marco De Tullio, Leonardo Deplano, Stefano Di Cola, Manuel Frigo, Christian Mantegazza, Nicolò Martinenghi, Massimiliano Matteazzi, Filippo Megli, Gregorio Paltrinieri, Alberto Razzetti, Ludovico Viberti, Lorenzo Zazzeri; (femminile) Lisa Angiolini; Matilde Biagiotti; Anita Bottazzo; Costanza Cocconcelli; Sara Curtis; Silvia Di Pietro; Francesca Fangio; Sara Franceschi; Anita Gastaldi; Anna Chiara Mascolo; Emma Virginia Menicucci; Bianca Nannucci; Benedetta Pilato; Simona Quadarella; Chiara Tarantino. 

### Campionati europei
| Edizione        | Oro | Argento | Bronzo | Totale | C  |
| --------------- | --- | ------- | ------ | ------ | -- |
| Budapest 1926   | 0   | 0       | 0      | 0      | 5  |
| Bologna 1927    | 0   | 1       | 0      | 1      | 11 |
| Parigi 1931     | 0   | 1       | 3      | 4      | 8  |
| Magdeburgo 1934 | 0   | 2       | 2      | 4      | 5  |
| Londra 1938     | 0   | 0       | 0      | 0      | 1  |
| Montecarlo 1947 | 0   | 0       | 0      | 0      | 18 |
| Vienna 1950     | 0   | 0       | 0      | 0      | 12 |
| Torino 1954     | 0   | 1       | 0      | 1      | 15 |
| Budapest 1958   | 1   | 2       | 2      | 5      | 18 |
| Lipsia 1962     | 0   | 0       | 0      | 0      | 23 |
| Utrecht 1966    | 0   | 0       | 0      | 0      | 28 |
| Barcellona 1970 | 0   | 0       | 1      | 1      | 16 |
| Vienna 1974     | 0   | 1       | 1      | 2      | 24 |
| Jönköping 1977  | 0   | 2       | 2      | 4      | 22 |
| Spalato 1981    | 0   | 1       | 1      | 2      | 37 |
| Roma 1983       | 2   | 0       | 3      | 5      | 33 |
| Sofia 1985      | 0   | 0       | 1      | 1      | 36 |
| Strasburgo 1987 | 0   | 3       | 1      | 4      | 23 |
| Bonn 1989       | 4   | 1       | 5      | 10     | 26 |
| Atene 1991      | 1   | 2       | 7      | 10     | 28 |
| Sheffield 1993  | 0   | 1       | 1      | 2      | 20 |
| Vienna 1995     | 0   | 1       | 2      | 3      | 19 |
| Siviglia 1997   | 2   | 3       | 0      | 5      | 27 |
| Istanbul 1999   | 1   | 3       | 2      | 6      | 25 |
| Helsinki 2000   | 5   | 5       | 1      | 11     | 31 |
| Berlino 2002    | 4   | 5       | 2      | 11     | 36 |
| Madrid 2004     | 5   | 2       | 7      | 14     | 34 |
| Budapest 2006   | 5   | 6       | 4      | 15     | 42 |
| Eindhoven 2008  | 4   | 5       | 5      | 14     | 41 |
| Budapest 2010   | 2   | 0       | 4      | 6      | 38 |
| Debrecen 2012   | 6   | 8       | 4      | 18     | 46 |
| Berlino 2014    | 5   | 1       | 9      | 15     | 42 |
| Londra 2016     | 5   | 7       | 5      | 17     | 47 |
| Glasgow 2018    | 6   | 5       | 11     | 22     | 45 |
| Budapest 2020   | 5   | 9       | 13     | 27     | 47 |
| Roma 2022       | 13  | 13      | 9      | 35     | 58 |
| Kazan 2024      | 3   | 11      | 6      | 20     |    |

- Budapest 1926:

Convocati: Emilio Polli, Renato Bacigalupo, Gianni Patrignani, Bruno Parenzan, Antonio Conelli.
- Bologna 1927:

 Argento: Giuseppe Perentin, 1500 m stile libero.
Convocati: (maschile) Emilio Polli, Renato Bacigalupo, Giuseppe Perentin, Sante Omero, Ernesto Manzoni, Luciano Trolli, Ettore De Barbieri, Antonio Conelli; (femminile) Maria Bravin, Nerina Bravin, Caterina Hollstein.
- Parigi 1931:

 Argento: Giuseppe Perentin, 1500 m stile libero.
 Bronzo: Paolo Costoli, 400 m e 1500 m stile libero; Conelli-Banchelli-Baldo-Costoli, 4x200 m stile libero.
Convocati: Dino Cappellini, Sirio Banchelli, Paolo Costoli, Ettore Baldo, Nino Perentin, Sante Omero, Walter Facchinetti, Antonio Conelli.
- Magdeburgo 1934:

 Argento: Paolo Costoli, 400 m e 1500 m stile libero.
 Bronzo: Giacomo Signori, 400 m stile libero; Costa-Giunta-Costoli-Signori, 4x200 m stile libero.
Convocati: Massimo Costa, Sirio Banchelli, Paolo Costoli, Giacomo Signori, Guido Giunta.
- Londra 1938:

Convocati: Paolo Costoli.
- Montecarlo 1947:

Convocati: (maschile) Massimo Costa, Celio Brunelleschi, Gaetano Malena, Vittorio Manetti, Giancarlo Paulon, Egidio Massaria, Edoardo Bergamo, Carlo Bertetti, Pietro Venturini, Riccardo Vittori; (femminile) Romana Calligaris, Mirella Santoro, Rosetta Giurco, Carla Campregher, Roma Mengaziol, Sara Scipioni, Adalgisa Kuschnig, Giulia Figari.
- Vienna 1950:

Convocati: (maschile) Carlo Pedersoli, Alfonso Buonocore, Egidio Massaria, Giorgio Grilz, Vito Gasparini, Vittorio Manetti, Celio Brunelleschi; (femminile) Dragusa Finc Gamacchio, Romana Calligaris, Wilma Francoletti, Eva Belaise, Fides Benini.
- Torino 1954:

 Argento: Angelo Romani, 400 m stile libero.
Convocati: (maschile) Angelo Romani, Gianni Paliaga, Egidio Massaria, Claudio Lombardi, Giorgio Grilz, Guido Elmi, Fritz Dennerlein, Elio Crovetto, Silvano Quercioli, Roberto Lazzari; (femminile) Maria Nardi, Carla Campregher Manazzon, Nucci Solari, Marisa Felici, Marcella Visciani.
- Budapest 1958:

 Oro: Paolo Pucci, 100 m stile libero.
 Argento: Roberto Lazzari, 200 m rana; Dennerlein-Galletti-Romani-Pucci, 4x200 m stile libero.
 Bronzo: Paolo Galletti, 400 m stile libero; Elsa-Lazzari-Dennerlein-Pucci, 4x100 m mista.
Convocati: (maschile) Paolo Pucci, Giorgio Perondini, Paolo Galletti, Gilberto Elsa, Roberto Lazzari, Franco Masperi, Costantino Dennerlein, Angelo Romani, Fritz Dennerlein, Bruno Bianchi; (femminile) Sandra Valle, Giovanna Martinelli, Welleda Veschi, Arlette Faidiga, Elena Zennaro, Paola Saini, Anna Beneck, Rita Androsoni.
- Lipsia 1962:

Convocati: (maschile) Massimo Borracci, Pier Paolo Spangaro, Giovanni Orlando, Sergio De Gregorio, Christian Schollmeier, Roberto Lazzari, Sergio Contrada, Antonello Rastrelli, Giampiero Fossati, Massimo Rosi, Francesco Spinola, Ezio Della Savia, Franco Soliani, Chiaffredo Rora; (femminile) Paola Saini, Daniela Beneck, Gisella Costoli, Luciana Massenzi, Luciana Marcellini, Anna Beneck, Anna Maria Cecchi, Violetta Passagnoli, Maria Cristina Pacifici.
- Utrecht 1966:

Convocati: (maschile) Massimo Borracci, Pietro Boscaini, Giampiero La Monica, Riccardo Siniscalco, Pierpaolo Spangaro, Ezio Della Savia, Franco Chino, Maurizio Giovannini, Gian Corrado Gross, Giampiero Fossati, Antonio Attanasio, Antonio D'Oppido, Francesco Spinola, Massimo Vassallo, Roberto Pangaro, Alfredo Frattini; (femminile) Daniela Beneck, Mara Sacchi, Elisabetta Noventa, Luciana Dapretto, Laura Schiezzari, Anna Maria Cecchi, Daniela Tomassini, Rossella Foresio, Renata Berti, Marisa Muzio, Maria Strumolo, Loredana Bosio.
- Barcellona 1970:

 Bronzo: Novella Calligaris, 800 m stile libero.
Convocati: (maschile) Fabrizio Nardini, Roberto Pangaro, Sandro Grassi, Roberto Chimisso, Mauro Calligaris, Massimo Nistri, Michele D'Oppido, Angelo Tozzi, Giampiero La Monica; (femminile) Novella Calligaris, Marta Palmieri, Franca Maltagliati, Claudia Giacometti, Patrizia Pasetti, Maria Strumolo, Laura Podestà.
- Vienna 1974:

 Argento: Novella Calligaris, 800 m stile libero.
 Bronzo: Novella Calligaris, 400 m stile libero.
Convocati: (maschile) Roberto Pangaro, Marcello Guarducci, Lorenzo Marugo, Francesco Marcucci, Lapo Cianchi, Massimo Nistri, Giancarlo Mauro, Gilberto Giberti, Giorgio Lalle, Paolo Barelli, Paolo Martinetto; (femminile) Laura Bortolotti, Laura Gorgerino, Novella Calligaris, Giuditta Pandini, Cristina Stuttgard, Antonella Roncelli, Paola Morozzi, Donatella Talpo, Marina Corsi, Viviana Dantini, Patrizia Lanfredini, Elisabetta Dessy.
- Jönköping 1977:

 Argento: Giorgio Lalle, 100 m rana; Pangaro-Revelli-Sinigaglia-Guarducci, 4x100 m stile libero.
 Bronzo: Marcello Guarducci, 100 m e 200 m stile libero.
Convocati: (maschile) Marcello Guarducci, Roberto Pangaro, Paolo Revelli, Giorgio Quadri, Enrico Bisso, Stefano Bellon, Giorgio Lalle, Carlo Rossato, Alessandro Griffith, Paolo Sinigaglia, Raffaele Franceschi; (femminile) Cinzia Savi Scarponi, Paola Cesari, Tiziana Bertolani, Iris Corniani, Donatella Schiavon, Cinzia Rampazzo, Cristina Quintarelli, Cristina Ponteprimo, Paola Biagini, Silvia Blosi, Carol Galimberti.
- Spalato 1981:

 Argento: Giovanni Franceschi, 200 m misti.
 Bronzo: Giovanni Franceschi, 400 m misti.
Convocati: (maschile) Marcello Guarducci, Fabrizio Rampazzo, Paolo Revelli, Raffaele Franceschi, Andrea Ceccarini, Metello Savino, Giorgio Quadri, Andrea Calabria, Renato Paparella, Luca Pellegrini, Marco Colombo, Paolo Falchini, Raffaele Avagnano, Carlo Travaini, Cesare Fabbri, Fabio Bernardi, Marco Tornatore, Giovanni Franceschi, Maurizio Divano, Ivan Gritti; (femminile) Silvia Persi, Monica Vallarin, Elaine Bocchini, Carla Lasi, Maria Grazia Pandini, Manuela Carosi, Laura Foralosso, Daniela Ferrini, Sabrina Seminatore, Roberta Lazzari, Laura Belotti, Cinzia Savi Scarponi, Cristina Quintarelli, Barbara Marangoni, Laura Filosini, Elena Prato, Cristina Ponteprimo.
- Roma 1983:

 Oro: Giovanni Franceschi, 200 m e 400 m misti.
 Bronzo: Paolo Revelli, 200 m farfalla; Revelli-Guarducci-Franceschi-Rampazzo, 4x200 m stile libero; Cinzia Savi Scarponi, 100 m farfalla.
Convocati: (maschile) Fabrizio Rampazzo, Marcello Guarducci, Marco Dell'Uomo, Roberto Bianconi, Renato Paparella, Fabrizio Bortolon, Andrea Santi, Paolo Falchini, Raffaele Avagnano, Piero Tenderini, Cesare Fabbri, Paolo Revelli, Giulio Sartorio, Giovanni Franceschi, Maurizio Divano, Andrea Ceccarini, Metello Savino, Stefano Corradi; (femminile) Silvia Persi, Grazia Colombo, Carla Lasi, Tanya Vannini, Manuela Carosi, Cristiana Paris, Sabrina Seminatore, Manuela Dalla Valle, Simona Brighetti, Alessandra Zambruno, Cinzia Savi Scarponi, Monica Magni, Monica Olmi, Roberta Felotti, Laura Montalbetti.
- Sofia 1985:

 Bronzo: Marini-Minervini-Rampazzo-Ceccarini, 4x100 m mista.
Convocati: (maschile) Andrea Ceccarini, Fabrizio Rampazzo, Marco Colombo, Stefano Grandi, Luca Pellegrini, Mauro Marini, Fabrizio Bortolon, Paolo Falchini, Gianni Minervini, Lorenzo Carbonari, Marco Del Prete, Marco Tornatore, Marco Benedetti, Giovanni Franceschi, Maurizio Divano, Raffaele Franceschi, Marco Dell'Uomo, Metello Savino; (femminile) Silvia Persi, Lucia Vigliano, Tanya Vannini, Roberta Felotti, Carla Lasi, Monica Olmi, Manuela Carosi, Lorenza Vigarani, Yolanda van der Straten, Manuela Dalla Valle, Simona Brighetti, Ilaria Tocchini, Monica Magni, Roberta Lanzarotti, Ilaria Pilli, Ivana Curzi, Laura Montalbetti, Grazia Colombo.
- Strasburgo 1987:

 Argento: Giorgio Lamberti, 200 m stile libero; Manuela Dalla Valle, 100 m rana; Vigarani-Dalla Valle-Tocchini-Persi, 4x100 m mista.
 Bronzo: Gianni Minervini, 100 m rana.
Convocati: (maschile) Giovanni Franceschi, Giorgio Lamberti, Fabrizio Rampazzo, Massimo Trevisan, Stefano Battistelli, Gianni Minervini, Lorenzo Carbonari, Andrea Cecchi, Luca Sacchi, Lorenzo Benucci, Valerio Giambalvo; (femminile) Silvia Persi, Tanya Vannini, Orietta Patron, Manuela Melchiorri, Lorenza Vigarani, Manuela Carosi, Laura Savarino, Manuela Dalla Valle, Rossella Pescatori, Ilaria Tocchini, Roberta Felotti, Francesca Cambrini.
- Bonn 1989:

 Oro: Giorgio Lamberti, 100 m e 200 m stile libero; Stefano Battistelli, 200 m dorso; Trevisan-Gleria-Lamberti-Battistelli, 4x200 m stile libero.
 Argento: Vigarani-Dalla Valle-Carosi-Persi, 4x100 m mista.
 Bronzo: Stefano Battistelli, 400 m misti; Battistelli-Minervini-Braida-Lamberti, 4x100 m mista; Manuela Melchiorri, 400 m stile libero; Manuela Dalla Valle, 100 m rana.
Convocati: (maschile) Antonio Consiglio, Giorgio Lamberti, Roberto Gleria, Massimo Trevisan, Massimiliano Bensi, Emanuele Merisi, Stefano Battistelli, Gianni Minervini, Massimiliano Cagelli, Francesco Postiglione, Marco Braida, Filippo Scaramelli, Luca Sacchi, Alessandro Ciucci, Emanuele Idini; (femminile) Silvia Persi, Orietta Patron, Manuela Melchiorri, Cristina Sossi, Lorenza Vigarani, Manuela Dalla Valle, Annalisa Nisiro, Manuela Carosi, Francesca Cambrini, Roberta Felotti, Tanya Vannini.
- Atene 1991:

 Oro: Luca Sacchi, 400 m misti.
 Argento: Giorgio Lamberti, 200 m stile libero; Idini-Gleria-Battistelli-Lamberti, 4x200 m stile libero.
 Bronzo: Giorgio Lamberti, 100 m e 400 m stile libero; Cristina Sossi, 400 m e 800 m stile libero; Luca Sacchi, 200 m misti; Roberto Gleria, 200 m stile libero; Gianni Minervini, 100 m rana.
Convocati: (maschile) René Gusperti, Roberto Gleria, Giorgio Lamberti, Piermaria Siciliano, Emanuele Merisi, Stefano Battistelli, Gianni Minervini, Andrea Cecchi, Francesco Postiglione, Leonardo Michelotti, Marco Braida, Andrea Palloni, Luca Sacchi, Emanuele Idini, Simone Dini, Bruno Zorzan; (femminile) Cristina Chiuso, Viviana Susin, Ilaria Sciorelli, Alessandra Pennati, Tanya Vannini, Cristina Sossi, Manuela Melchiorri, Lorenza Vigarani, Manuela Dalla Valle, Annalisa Nisiro, Cecilia Vianini, Nadia Pautasso.
- Sheffield 1993:

 Argento: Lorenza Vigarani, 200 m dorso.
 Bronzo: Emanuele Merisi, 200 m dorso.
Convocati: (maschile) René Gusperti, Massimo Trevisan, Emanuele Idini, Piermaria Siciliano, Massimiliano Bensi, Emanuele Merisi, Luca Bianchin, Stefano Battistelli, Andrea Cecchi, Luis Laera, Bruno Zorzan; (femminile) Cecilia Vianini, Cecilia Vallorini, Caterina Borgato, Lorenza Vigarani, Francesca Salvalajo, Manuela Dalla Valle, Elena Donati, Ilaria Tocchini, Lara Bianconi.
- Vienna 1995:

 Argento: Ilaria Tocchini, 100 m farfalla.
 Bronzo: Luca Sacchi, 400 m misti; Rosolino-Siciliano-Merisi-Idini, 4x200 m stile libero.
Convocati: (maschile) René Gusperti, Piermaria Siciliano, Emanuele Idini, Alessandro Berti, Marco Formentini, Mirko Mazzari, Emanuele Merisi, Stefano Battistelli, Domenico Fioravanti, Luis Laera, Andrea Oriana, Luca Sacchi, Massimiliano Rosolino; (femminile) Viviana Susin, Lorenza Vigarani, Manuela Dalla Valle, Natascia Manzotti, Ilaria Tocchini, Francesca Bissoli.
- Siviglia 1997:

 Oro: Emiliano Brembilla, 400 m e 1500 m stile libero.
 Argento: Massimiliano Rosolino, 200 m e 400 m stile libero; Emanuele Merisi, 200 m dorso.
Convocati: (maschile) René Gusperti, Lorenzo Vismara, Massimiliano Rosolino, Emiliano Brembilla, Marco Formentini, Emanuele Merisi, Stefano Battistelli, Domenico Fioravanti, Massimiliano Eroli, Alessandro Bacchi, Marco De Simone, Emanuele Idini, Paolo Ghiglione, Luis Laera; (femminile) Viviana Susin, Cristina Chiuso, Anna Simoni, Francesca Bissoli, Laura Porchianello, Manuela Dalla Valle, Federica Biscia, Ilaria Tocchini, Francesca Bugamelli, Paola Cavallino, Cecilia Vianini, Luisa Striani, Caterina Borgato.
- Istanbul 1999:

 Oro: Domenico Fioravanti, 100 m rana.
 Argento: Lorenzo Vismara, 50 m stile libero; Emiliano Brembilla, 400 m stile libero; Massimiliano Rosolino, 200 m misti.
 Bronzo: Massimiliano Rosolino, 200 m stile libero; Emanuele Merisi, 200 m dorso.
Convocati: (maschile) Lorenzo Vismara, René Gusperti, Mauro Gallo, Massimiliano Rosolino, Andrea Beccari, Emiliano Brembilla, Andrea Righi, Fabio Venturini, Emanuele Merisi, Mirko Mazzari, Domenico Fioravanti, Davide Rummolo, Luca Belfiore, Dino Urgias, Alessio Boggiatto, Simone Cercato, Klaus Lanzarini, Federico Cappellazzo; (femminile) Cristina Chiuso, Lara Consolandi, Sara Parise, Cecilia Vianini, Alessandra Cappa, Karina Chaillou, Luisa Striani.
- Helsinki 2000:

 Oro: Massimiliano Rosolino, 200 m stile libero e 200 m misti; Emiliano Brembilla, 400 m stile libero; Domenico Fioravanti, 100 m rana; Rosolino-Pelliciari-Cercato-Brembilla, 4x200 m stile libero.
 Argento: Emiliano Brembilla, 1500 m stile libero; Emanuele Merisi, 200 m dorso; Domenico Fioravanti, 200 m rana; Striani-Parise-Vianini-Chiuso, 4x100 m stile libero; Striani-Vianini-Parise-Goffi, 4x200 m stile libero.
 Bronzo: Lorenzo Vismara, 50 m stile libero.
Convocati: (maschile) Lorenzo Vismara, Mauro Gallo, Massimiliano Rosolino, Andrea Beccari, Emiliano Brembilla, Christian Minotti, Luis Laera, Emanuele Merisi, Mirko Mazzari, Domenico Fioravanti, Davide Rummolo, Luca Belfiore, Dino Urgias, Massimiliano Eroli, Andrea Oriana, Alessio Boggiatto, Simone Cercato, Klaus Lanzarini, Matteo Pelliciari, Federico Cappellazzo, Pier Giorgio De Felice; (femminile) Cristina Chiuso, Sara Parise, Luisa Striani, Sara Goffi, Simona Ricciardi, Roberta Crescentini, Federica Biscia, Cecilia Vianini, Giorgia Mancin, Elena Carcarino.
- Berlino 2002:

 Oro: Emiliano Brembilla, 400 m stile libero; Davide Rummolo, 200 m rana; Alessio Boggiatto, 400 m misti; Brembilla-Pelliciari-Cappellazzo-Rosolino, 4x200 m stile libero.
 Argento: Lorenzo Vismara, 50 m stile libero; Emiliano Brembilla, 200 m stile libero; Massimiliano Rosolino, 400 m stile libero; Christian Minotti, 1500 m stile libero; Alessio Boggiatto, 200 m misti.
 Bronzo: Massimiliano Rosolino, 200 m stile libero; Vismara-Galenda-Scarica-Cercato, 4x100 m stile libero.
Convocati: (maschile) Lorenzo Vismara, Michele Scarica, Emiliano Brembilla, Massimiliano Rosolino, Christian Minotti, Luis Laera, Emanuele Merisi, Davide Cassol, Michele Vancini, Davide Rummolo, Christian Galenda, Massimiliano Eroli, Alessio Boggiatto, Simone Cercato, Pietro Deriu, Andrea Beccari, Matteo Pelliciari, Federico Cappellazzo; (femminile) Cristina Chiuso, Lara Consolandi, Cecilia Vianini, Luisa Striani, Anna Simoni, Simona Ricciardi, Alessandra Cappa, Federica Barsanti, Roberta Crescentini, Roberta Panara, Sara Farina, Chiara Boggiatto, Francesca Segat, Cristina Maccagnola, Sara Parise, Federica Biscia, Veronica Massari, Sara Goffi.
- Madrid 2004:

 Oro: Filippo Magnini, 100 m stile libero; Emiliano Brembilla, 400 m stile libero; Paolo Bossini, 200 m rana; Vismara-Galenda-Vassanelli-Magnini, 4x100 m stile libero; Brembilla-Pelliciari-Rosolino-Magnini, 4x200 m stile libero.
 Argento: Luca Marin, 400 m misti; Paola Cavallino, 200 m farfalla.
 Bronzo: Massimiliano Rosolino, 200 m stile libero e 200 m misti; Lorenzo Vismara, 50 m stile libero; Christian Galenda, 100 m stile libero; Filippo Magnini, 200 m stile libero; Alessio Boggiatto, 400 m misti; Alessandra Cappa, 50 m dorso.
Convocati: (maschile) Andrea Beccari, Alessio Boggiatto, Paolo Bossini, Emiliano Brembilla, Simone Cercato, Alessandro Calvi, Federico Cappellazzo, Simone Ercoli, Loris Facci, Christian Galenda, Filippo Magnini, Luca Marin, Christian Minotti, Mattia Nalesso, Matteo Pelliciari, Massimiliano Rosolino, Michele Scarica, Giacomo Vassanelli, Paolo Villa, Lorenzo Vismara; (femminile) Chiara Boggiatto, Alessandra Cappa, Cristina Chiuso, Paola Cavallino, Roberta Ioppi, Alessia Filippi, Cristina Maccagnola, Silvia Pagliarini, Sara Parise, Federica Pellegrini, Simona Ricciardi, Francesca Segat, Luisa Striani, Cecilia Vianini.
- Budapest 2006:

 Oro: Filippo Magnini, 100 m stile libero; Alessandro Terrin, 50 m rana; Calvi-Galenda-Vismara-Magnini, 4x100 m stile libero; Rosolino-Berbotto-Cassio-Magnini, 4x200 m stile libero; Alessia Filippi, 400 m misti.
 Argento: Massimiliano Rosolino, 200 m e 400 m stile libero; Paolo Bossini, 200 m rana; Alessio Boggiatto, 200 m misti; Luca Marin, 400 m misti; Francesca Segat, 200 m farfalla.
 Bronzo: Filippo Magnini, 200 m stile libero; Alessio Boggiatto, 400 m misti; Caterina Giacchetti, 200 m farfalla; Alessia Filippi, 200 m misti.
Convocati: (maschile) Mattia Aversa, David Berbotto, Alessio Boggiatto, Paolo Bossini, Emiliano Brembilla, Andrea Busato, Alessandro Calvi, Nicola Cassio, Enrico Catalano, Federico Colbertaldo, Loris Facci, Nicola Febbraro, Christian Galenda, Mauro Gallo, Rudy Goldin, Filippo Magnini, Luca Marin, Mattia Nalesso, Massimiliano Rosolino, Alessandro Terrin, Leonardo Tumiotto, Giacomo Vassanelli, Francesco Vespe, Lorenzo Vismara; (femminile) Chiara Boggiatto, Cristina Chiuso, Valentina De Nardi, Alessia Filippi, Margherita Ganz, Elena Gemo, Caterina Giacchetti, Roberta Ioppi, Cristina Maccagnola, Ambra Migliori, Roberta Panara, Elisa Pasini, Federica Pellegrini, Simona Ricciardi, Francesca Segat, Renata Spagnolo, Livia Travaglini, Flavia Zoccari.
- Eindhoven 2008:

 Oro: Alessia Filippi, 800 m stile libero e 400 m misti; Federica Pellegrini, 400 m stile libero; Brembilla-Rosolino-Cassio-Magnini, 4x200 m stile libero.
 Argento: Massimiliano Rosolino, 400 m stile libero; Samuel Pizzetti, 800 m stile libero; Luca Marin, 400 m misti; Rosolino-Calvi-Galenda-Magnini, 4x100 m stile libero; Ferraioli-Pellegrini-Simonetto-Chiuso, 4x100 m stile libero.
 Bronzo: Filippo Magnini, 100 m stile libero; Massimiliano Rosolino, 200 m stile libero; Alessandro Terrin, 50 m rana; Carpanese-Pellegrini-Filippi-Spagnolo, 4x200 m stile libero.
Convocati: (maschile) Marco Belotti, Alessio Boggiatto, Paolo Bossini, Emiliano Brembilla, Alessandro Calvi, Nicola Cassio, Enrico Catalano, Federico Colbertaldo, Michele Cosentino, Mirco Di Tora, Loris Facci, Nicola Febbraro, Christian Galenda, Damiano Lestingi, Filippo Magnini, Luca Marin, Mattia Nalesso, Matteo Pelliciari, Samuel Pizzetti, Massimiliano Rosolino, Diego Statuti, Alessandro Terrin, Paolo Villa; (femminile) Romina Armellini, Chiara Boggiatto, Rachele Bruni, Alice Carpanese, Cristina Chiuso, Irene De Biasi, Erika Ferraioli, Alessia Filippi, Silvia Florio, Elena Gemo, Caterina Giacchetti, Cristina Maccagnola, Roberta Panara, Federica Pellegrini, Francesca Segat, Maria Laura Simonetto, Renata Spagnolo, Flavia Zoccari.
- Budapest 2010:

 Oro: Fabio Scozzoli, 50 m rana; Federica Pellegrini, 200 m stile libero.
 Bronzo: Samuel Pizzetti, 800 m e 1500 m stile libero; Fabio Scozzoli, 100 m rana; Federica Pellegrini, 800 m stile libero.
Convocati: (maschile) Marco Belotti, Niccolò Beni, Emiliano Brembilla, Andrea Busato, Federico Colbertaldo, Luca Angelo Dioli, Mirco Di Tora, Luca Dotto, Christian Galenda, Edoardo Giorgetti, Luca Leonardi, Damiano Lestingi, Gianluca Maglia, Filippo Magnini, Luca Marin, Mattia Nalesso, Marco Orsi, Stefano Mauro Pizzamiglio, Samuel Pizzetti, Luca Pizzini, Sebastiano Ranfagni, Cesare Sciocchetti, Fabio Scozzoli, Lucio Spadaro, Alessandro Terrin, Andrea Toniato, Federico Turrini; (femminile) Chiara Boggiatto, Giorgia Consiglio, Silvia Di Pietro, Erika Ferraioli, Alessia Filippi, Elena Gemo, Caterina Giacchetti, Michela Guzzetti, Chiara Masini Luccetti, Federica Pellegrini, Francesca Segat.
- Debrecen 2012:

 Oro: Filippo Magnini, 100 m stile libero; Gregorio Paltrinieri, 1500 m stile libero; Fabio Scozzoli, 100 m rana; Di Tora-Scozzoli-Rivolta-Magnini, 4x100 m mista; Federica Pellegrini, 200 m stile libero; Mizzau-Nesti-Carli-Pellegrini, 4x200 m stile libero.
 Argento: Arianna Barbieri, 50 m e 100 m dorso; Gregorio Paltrinieri, 800 m stile libero; Mirco Di Tora, 50 m dorso; Fabio Scozzoli, 50 m rana; Rolla-Orsi-Santucci-Magnini, 4x100 m stile libero; Maglia-Maestri-Pizzetti-Magnini, 4x200 m stile libero; Barbieri-Boggiatto-Bianchi-Mizzau, 4x100 m mista.
 Bronzo: Samuel Pizzetti, 400 m stile libero; Mattia Pesce, 100 m rana; Matteo Rivolta, 100 m farfalla; Mizzau-Pellegrini-Buratto-Ferraioli, 4x100 m stile libero.
Convocati: (maschile) Marco Belotti, Flavio Bizzarri, Piero Codia, Federico Colbertaldo, Gabriele Detti, Alex Di Giorgio, Luca Angelo Dioli, Mirco Di Tora, Luca Leonardi, Riccardo Maestri, Gianluca Maglia, Filippo Magnini, Luca Marin, Matteo Milli, Marco Orsi, Gregorio Paltrinieri, Francesco Pavone, Mattia Pesce, Stefano Mauro Pizzamiglio, Rocco Potenza, Sebastiano Ranfagni, Matteo Rivolta, Andrea Rolla, Michele Santucci, Fabio Scozzoli, Lucio Spadaro, Federico Turrini; (femminile) Arianna Barbieri, Ilaria Bianchi, Chiara Boggiatto, Erica Buratto, Diletta Carli, Martina De Memme, Elena Di Liddo, Silvia Di Pietro, Erika Ferraioli, Alessia Filippi, Lisa Fissneider, Elena Gemo, Martina Grimaldi, Alice Mizzau, Alice Nesti, Federica Pellegrini, Stefania Pirozzi, Alessia Polieri, Carlotta Zofkova.
- Berlino 2014:

 Oro: Gregorio Paltrinieri, 800 m e 1500 m stile libero; Federica Pellegrini, 200 m stile libero; Mizzau-Pirozzi-Masini Luccetti-Pellegrini, 4x200 m stile libero; Dotto-Leonardi-Ferraioli-Galizi, 4x100 m mista a stile libero.
 Argento: Andrea Mitchell D'Arrigo, 400 m stile libero.
 Bronzo: Luca Leonardi, 100 m stile libero; Gabriele Detti, 800 m e 1500 m stile libero; Federico Turrini, 400 m misti; Dotto-Orsi-Leonardi-Magnini, 4x100 m stile libero; Martina Rita Caramignoli, 1500 m stile libero; Arianna Castiglioni, 100 m rana; Ilaria Bianchi, 100 m farfalla; Mizzau-Ferraioli-Galizi-Pellegrini, 4x100 m stile libero.
Convocati: (maschile) Marco Belotti, Niccolò Bonacchi, Christopher Ciccarese, Piero Codia, Andrea Mitchell D'Arrigo, Gabriele Detti, Luca Dotto, Luca Leonardi, Damiano Lestingi, Filippo Magnini, Luca Mencarini, Marco Orsi, Gregorio Paltrinieri, Francesco Pavone, Matteo Pelizzari, Mattia Pesce, Stefano Mauro Pizzamiglio, Samuel Pizzetti, Luca Pizzini, Matteo Rivolta, Andrea Toniato, Federico Turrini; (femminile) Arianna Barbieri, Ilaria Bianchi, Martina Rita Caramignoli, Diletta Carli, Arianna Castiglioni, Elisa Celli, Giulia De Ascentis, Elena Di Liddo, Silvia Di Pietro, Erika Ferraioli, Lisa Fissneider, Giada Galizi, Elena Gemo, Chiara Masini Luccetti, Alice Mizzau, Federica Pellegrini, Stefania Pirozzi, Alessia Polieri, Aurora Ponselé, Carlotta Zofkova.
- Londra 2016:

 Oro: Luca Dotto, 100 m stile libero; Gabriele Detti, 400 m stile libero; Gregorio Paltrinieri, 800 m e 1500 m stile libero; Federica Pellegrini, 200 m stile libero.
 Argento: Gabriele Detti, 800 m e 1500 m stile libero; Dotto-Leonardi-Boffa-Magnini, 4x100 m stile libero;  Di Pietro-Ferraioli-Pezzato-Pellegrini, 4x100 m stile libero; Zofkova-Carraro-Bianchi-Ferraioli, 4x100 m mista; Magnini-Dotto-Ferraioli-Pellegrini, 4x100 m mista a stile libero; Sabbioni-Carraro-Codia-Pellegrini, 4x100 m mista mista.
 Bronzo: Simone Sabbioni, 100 m dorso; Luca Pizzini, 200 m rana; Federico Turrini, 400 m misti; D'Arrigo-Magnini-Dotto-Detti, 4x200 m stile libero; Ilaria Bianchi, 100 m farfalla.
Convocati: (maschile) Federico Bocchia, Jonathan Boffa, Giacomo Carini, Christopher Ciccarese, Piero Codia, Andrea Mitchell D'Arrigo, Gabriele Detti, Luca Dotto, Giuseppe Guttuso, Luca Leonardi, Filippo Magnini, Luca Marin, Filippo Megli, Luca Mencarini, Marco Orsi, Gregorio Paltrinieri, Luca Pizzini, Matteo Rivolta, Simone Sabbioni, Fabio Scozzoli, Andrea Toniato, Federico Turrini; (femminile) Ilaria Bianchi, Diletta Carli, Martina Carraro, Arianna Castiglioni, Ilaria Cusinato, Martina De Memme, Silvia Di Pietro, Francesca Fangio, Erika Ferraioli, Lisa Fissneider, Sara Franceschi, Elena Gemo, Laura Letrari, Alice Mizzau, Erica Musso, Margherita Panziera, Federica Pellegrini, Aglaia Pezzato, Alessia Polieri, Stefania Pirozzi, Simona Quadarella, Ilaria Scarcella, Carlotta Toni, Luisa Trombetti, Carlotta Zofkova.
- Glasgow 2018:

 Oro: Alessandro Miressi, 100 m stile libero; Piero Codia, 100 m farfalla; Simona Quadarella, 400, 800 e 1500 m stile libero; Margherita Panziera, 200 m dorso.
 Argento: Gregorio Paltrinieri, 800 m stile libero; Fabio Scozzoli, 50 m rana; Dotto-Vendrame-Zazzeri-Miressi, 4x100 m stile libero; Ilaria Cusinato, 200 e 400 m misti.
 Bronzo: Andrea Vergani, 50 m stile libero; Gregorio Paltrinieri, 1500 m stile libero; Matteo Restivo, 200 m dorso; Luca Pizzini, 200 m rana; Federico Burdisso, 200 m farfalla; Proietti Colonna-Megli-Ciampi-Zuin, 4x200 m stile libero; Carlotta Zofkova, 100 m dorso; Arianna Castiglioni, 50 e 100 m rana; Elena Di Liddo, 100 m farfalla; Panziera-Scozzoli-Di Liddo-Miressi, 4x100 mista mista.
Convocati: (maschile) Domenico Acerenza, Federico Burdisso, Thomas Ceccon, Matteo Ciampi, Piero Codia, Stefano Di Cola, Luca Dotto, Filippo Megli, Luca Mencarini, Alessandro Miressi, Gregorio Paltrinieri, Alessandro Pinzuti, Luca Pizzini, Alessio Proietti Colonna, Matteo Restivo, Matteo Rivolta, Simone Sabbioni, Fabio Scozzoli, Federico Turrini, Ivano Vendrame, Andrea Vergani, Lorenzo Zazzeri, Mattia Zuin; (femminile) Ilaria Bianchi, Martina Carraro, Arianna Castiglioni, Ilaria Cusinato, Martina De Memme, Elena Di Liddo, Francesca Fangio, Erika Ferraioli, Sara Franceschi, Giada Galizi, Laura Letrari, Margherita Panziera, Federica Pellegrini, Stefania Pirozzi, Alessia Polieri, Anna Pirovano, Simona Quadarella, Lucrezia Raco, Silvia Scalia, Claudia Tarzia, Carlotta Toni, Carlotta Zofkova.
- Budapest 2020:

 Oro: Margherita Panziera, 200 m dorso; Benedetta Pilato, 50 m rana; Simona Quadarella, 400, 800 e 1500 m stile libero.
 Argento: Federico Burdisso, 200 m farfalla; Alessandro Miressi, 100 m stile libero; Gregorio Paltrinieri, 800 e 1500 m stile libero; Alberto Razzetti, 400 m misti; Arianna Castiglioni, 100 m rana; Margherita Panziera, 100 m dorso; Federica Pellegrini, 200 m stile libero; Ballo-Di Cola-Pellegrini-Panziera, 4x200 stile libero mista.
 Bronzo: Domenico Acerenza, 1500 m stile libero; Gabriele Detti, 800 m stile libero; Nicolò Martinenghi, 50 m rana; Alberto Razzetti, 200 m misti; Ballo-Ciampi-De Tullio-Di Cola, 4x200 m stile libero; Miressi-Zazzeri-Ceccon-Frigo, 4x100 m stile libero; Ceccon-Martinenghi-Burdisso-Miressi, 4x100 m mista Martina Rita Caramignoli, 1500 m stile libero; Martina Carraro, 100 m rana; Pirozzi-Gailli-Quadarella-Pellegrini, 4x200 m stile libero; Panziera-Castiglioni-Di Liddo-Pellegrini, 4x100m mista; Miressi-Ceccon-Pellegrini-Di Pietro, 4x100 m stile libero mista; Panziera-Martinenghi-Di Liddo-Miressi, 4x100 m mista mista.
Convocati: (maschile) Domenico Acerenza, Stefano Ballo, Federico Burdisso, Giacomo Carini, Andrea Castello, Matteo Ciampi, Thomas Ceccon, Piero Codia, Leonardo Deplano, Gabriele Detti, Marco De Tullio, Stefano Di Cola, Manuel Frigo, Edoardo Giorgetti, Nicolò Martinenghi, Pier Andrea Matteazzi, Filippo Megli, Alessandro Miressi, Lorenzo Mora, Gregorio Paltrinieri, Alessandro Pinzuti, Federico Poggio, Alberto Razzetti, Matteo Restivo, Matteo Rivolta, Simone Sabbioni, Lorenzo Zazzeri; (femminile) Lisa Angiolini, Ilaria Bianchi, Martina Rita Caramignoli, Martina Carraro, Arianna Castiglioni, Costanza Cocconcelli, Antonella Crispino, Ilaria Cusinato, Elena Di Liddo, Silvia Di Pietro, Francesca Fangio, Sara Franceschi, Sara Gailli, Margherita Panziera, Federica Pellegrini, Benedetta Pilato, Stefania Pirozzi, Simona Quadarella, Silvia Scalia, Chiara Tarantino, Carlotta Zofkova.
- Roma 2022:

 Oro: Gregorio Paltrinieri, 800 m stile libero; Nicolò Martinenghi, 50 e 100 m rana; Thomas Ceccon, 100 m dorso e 50 m farfalla; Alberto Razzetti, 400 m misti; Miressi-Ceccon-Zazzeri-Frigo, 4x100 m stile libero; Ceccon-Martinenghi-Rivolta-Miressi, 4x100 m misti; Simona Quadarella, 800 e 1500 m stile libero; Margherita Panziera, 100 e 200 m dorso; Benedetta Pilato, 100 m rana.
 Argento: Leonardo Deplano, 50 m stile libero; Gregorio Paltrinieri, 1500 m stile libero; Thomas Ceccon, 50 m dorso; Simone Cerasuolo, 50 m rana; Federico Poggio, 100 m rana; Alberto Razzetti, 200 m misti; M. De Tullio-Galossi-Detti-Di Cola, 4x200 m stile libero; Simona Quadarella, 400 m stile libero; Silvia Scalia, 50 m dorso; Benedetta Pilato, 50 m rana; Lisa Angiolini, 100 m rana; Martina Carraro, 200 m rana; Ceccon-Martinenghi-Di Liddo-Di Pietro, 4x100 m mista mista.
 Bronzo: Alessandro Miressi, 100 m stile libero; Lorenzo Galossi, 800 m stile libero; Luca Pizzini, 200 m rana; Alberto Razzetti, 200 m farfalla; Pier Andrea Matteazzi, 400 m misti; Martina Rita Caramignoli, 1500 m stile libero; Ilaria Cusinato, 200 m farfalla; Sara Franceschi, 200 m misti; Di Cola-Ciampi-Mizzau-Cesarano, 4x200 m stile libero mista.
Convocati: (maschile) Domenico Acerenza, Alessandro Bori, Federico Burdisso, Giacomo Carini, Andrea Castello, Thomas Ceccon, Simone Cerasuolo, Matteo Ciampi, Piero Codia, Luca De Tullio, Marco De Tullio, Leonardo Deplano, Gabriele Detti, Stefano Di Cola, Luca Dotto, Claudio Faraci, Manuel Frigo, Lorenzo Galossi, Lorenzo Gargani, Michele Lamberti, Nicolò Martinenghi, Pier Andrea Matteazzi, Filippo Megli, Alessandro Miressi, Lorenzo Mora, Gregorio Paltrinieri, Luca Pizzini, Federico Poggio, Alberto Razzetti, Matteo Restivo, Matteo Rivolta, Fabio Scozzoli, Simone Stefanì, Lorenzo Zazzeri; (femminile) Lisa Angiolini, Ilaria Bianchi, Linda Caponi, Martina Rita Caramignoli, Martina Carraro, Arianna Castiglioni, Antonietta Cesarano, Noemi Cesarano, Costanza Cocconcelli, Antonella Crispino, Ilaria Cusinato, Elena Di Liddo, Silvia Di Pietro, Francesca Fangio, Sara Franceschi, Francesca Fresia, Alice Mizzau, Sofia Morini, Margherita Panziera, Benedetta Pilato, Simona Quadarella, Silvia Scalia, Chiara Tarantino, Federica Toma.

### Campionati mondiali in vasca corta
| Edizione              | Oro | Argento | Bronzo | Totale | C  |
| --------------------- | --- | ------- | ------ | ------ | -- |
| Palma de Maiorca 1993 | 0   | 1       | 0      | 1      | 6  |
| Rio de Janeiro 1995   | 0   | 0       | 0      | 0      | 3  |
| Göteborg 1997         | 0   | 0       | 0      | 0      | 7  |
| Hong Kong 1999        | 0   | 1       | 1      | 2      | 4  |
| Atene 2000            | 0   | 1       | 2      | 3      | 17 |
| Mosca 2002            | 0   | 0       | 1      | 1      | 2  |
| Indianapolis 2004     | 0   | 1       | 0      | 1      | 9  |
| Shanghai 2006         | 2   | 7       | 3      | 12     | 21 |
| Manchester 2008       | 0   | 2       | 2      | 4      | 11 |
| Dubai 2010            | 0   | 1       | 1      | 2      | 24 |
| Istanbul 2012         | 2   | 2       | 0      | 4      | 25 |
| Doha 2014             | 1   | 2       | 3      | 6      | 31 |
| Windsor 2016          | 1   | 4       | 2      | 7      | 11 |
| Hangzhou 2018         | 0   | 3       | 4      | 7      | 32 |
| Abu Dhabi 2021        | 5   | 5       | 6      | 16     | 31 |
| Melbourne 2022        | 5   | 6       | 5      | 16     |    |
| Budapest 2024         |     |         |        |        |    |

- Palma de Maiorca 1993:

 Argento: Luca Bianchin, 200 m dorso.
Convocati: (maschile) Luca Bianchin, Andrea Cecchi, Emanuele Idini, Emanuele Merisi, Piermaria Siciliano, Bruno Zorzan.
- Rio de Janeiro 1995:

Convocati: (maschile) René Gusperti, Luis Alberto Laera; (femminile) Ilaria Tocchini.
- Göteborg 1997:

Convocati: (maschile) René Gusperti, Emanuele Merisi; (femminile) Francesca Bissoli, Manuela Della Valle, Anna Simoni, Viviana Susin, Ilaria Tocchini.
- Hong Kong 1999:

 Argento: Domenico Fioravanti, 100 m rana.
 Bronzo: Massimiliano Rosolino, 400 m stile libero.
Convocati: (maschile) Emiliano Brembilla, Domenico Fioravanti, Massimiliano Rosolino, Lorenzo Vismara.
- Atene 2000:

 Argento: Massimiliano Rosolino, 200 m stile libero.
 Bronzo: Massimiliano Rosolino, 400 m stile libero e 200 m misti.
Convocati: (maschile) Andrea Beccari, Federico Cappellazzo, Simone Cercato, Domenico Fioravanti, Moreno Gallina, Mauro Gallo, Klaus Lanzarini, Andrea Righi, Massimiliano Rosolino, Lorenzo Vismara; (femminile) Federica Barsanti, Federica Biscia, Elena Carcarino, Cristina Chiuso, Sara Goffi, Simona Ricciardi, Luisa Strani.
- Mosca 2002:

 Bronzo: Christian Minotti, 1500 m stile libero.
Convocati: (maschile) Christian Minotti, Massimiliano Rosolino.
- Indianapolis 2004:

 Argento: Simone Ercoli, 1500 m stile libero.
Convocati: (maschile) Simone Ercoli, Nicola Febbraro, Mirko Mazzari, Andrea Oriana, Michele Vancini; (femminile) Veronica Demozzi, Caterina Giacchetti, Sara Giovannoni, Cristina Maccagnola
- Shanghai 2006:

 Oro: Calvi-Lanzarini-Galenda-Magnini, 4x100 stili libero; Rosolino-Pelliciari-Cassio-Magnini, 4x200 m stile libero.
 Argento: Luca Marin, 400 m misti; Filippo Magnini, 100 e 200 m stile libero; Alessandro Terrin, 50 m rana; Alessia Filippi, 400 m misti; Federica Pellegrini, 200 m stile libero; Francesca Segat, 200 m farfalla.
 Bronzo: Massimiliano Rosolino, 200 e 400 m stile libero; Federica Pellegrini, 400 m stile libero.
Convocati: (maschile) David Berbotto, Paolo Bossini, Alessandro Calvi, Nicola Cassio, Christian Galenda, Mauro Gallo, Klaus Lanzarini, Luca Marin, Filippo Magnini, Matteo Pelliciari, Massimiliano Rosolino, Alessandro Terrin; (femminile) Chiara Boggiatto, Cristina Chiuso, Alessia Filippi, Elena Gemo, Federica Pellegrini, Simona Ricciardi, Francesca Segat, Renata Spagnolo, Flavia Zoccari.
- Manchester 2008:

 Argento: Filippo Magnini, 100 m stile libero; Massimiliano Rosolino, 400 m stile libero.
 Bronzo: Massimiliano Rosolino, 200 m stile libero; Brembilla-Rosolino-Cassio-Magnini.
Convocati: (maschile) Marco Belotti, Emiliano Brembilla, Alessandro Calvi, Nicola Cassio, Christian Galenda, Filippo Magnini, Massimiliano Rosolino, Michele Santucci, Diego Statuti, Alessandro Terrin; (femminile) Alessia Filippi.
- Dubai 2010:

 Argento: Fabio Scozzoli, 100 m rana.
 Bronzo: Federica Pellegrini, 400 m stile libero.
Convocato: (maschile) Federico Colbertaldo, Mirco Di Tora, Luca Dotto, Paolo Facchinelli, Christian Galenda, Edoardo Giorgetti, Luca Leonardi, Damiano Lestingi, Luca Marin, Filippo Magnini, Marco Orsi, Samuel Pizzetti, Fabio Scozzoli, Federico Turrini; (femminile) Chiara Boggiatto, Caterina Giacchetti, Elena Gemo, Laura Letrari, Chiara Masini Luccetti, Alice Nesti, Federica Pellegrini, Alessia Polieri, Francesca Segat, Renata Spagnolo.
- Istanbul 2012:

 Oro: Fabio Scozzoli, 100 m rana; Ilaria Bianchi, 100 m farfalla
 Argento: Gregorio Paltrinieri, 1500 m stile libero; Dotto-Orsi-Santucci-Magnini, 4x100 m stile libero.
Convocati: (maschile) Federico Bocchia, Andrea Mitchell D'Arrigo, Gabriele Detti, Alex Di Giorgio, Mirco Di Tora, Luca Dotto, Damiano Lestingi, Gianluca Maglia, Filippo Magnini, Marco Orsi, Gregorio Paltrinieri, Mattia Pesce, Matteo Rivolta, Michele Santucci, Fabio Scozzoli; (femminile) Arianna Barbieri, Ilaria Bianchi, Chiara Boggiatto, Diletta Carli, Silvia Di Pietro, Alice Mizzau, Alice Nesti, Federica Pellegrini, Stefania Pirozzi, Alessia Polieri.
- Doha 2014:

 Oro: Gregorio Paltrinieri, 1500 m stile libero.
 Argento: Marco Orsi, 50 m stile libero, D'arrigo-Belotti-Di Fabio-Magnini, 4x200 m stile libero.
 Bronzo: Dotto-Orsi-Maginini-Belotti, 4x50 m stile libero; Ferraioli-Di Pietro-Pezzato-Pellegrini, 4x100 m stile libero; Bonacchi-Scozzoli-Di Pietro-Ferraioli, 4x50 m mista mista.
Convocati: (maschile) Marco Belotti, Niccolò Bonacchi, Andrea Mitchell D'Arrigo, Gabriele Detti, Nicolangelo Di Fabio, Luca Dotto, Luca Leonardi, Filippo Magnini, Marco Orsi, Gregorio Paltrinieri, Matteo Pelizzari, Matteo Rivolta, Simone Sabbioni, Fabio Scozzoli, Andrea Toniato, Federico Turrini; (femminile) Arianna Barbieri, Ilaria Bianchi, Diletta Carli, Arianna Castiglioni, Elena Di Liddo, Silvia Di Pietro, Ambra Esposito, Erika Ferraioli, Giada Galizi, Chiara Masini Luccetti, Alice Mizzau, Federica Pellegrini, Aglaia Pezzato, Stefania Pirozzi, Alessia Polieri.
- Windsor 2016:

 Oro: Federica Pellegrini, 200 m stile libero.
 Argento: Gregorio Paltrinieri, 1500 m stile libero; Silvia Di Pietro, 50 m stile libero; Ferraioli-Di Pietro-Pezzato-Pellegrni, 4x100 m stile libero; Scalia-Carraro-Di Pietro-Ferraioli, 4x50 m mista.
 Bronzo: Fabio Scozzoli, 100 m rana; Di Pietro-Ferraioli-Pezzato-Pellegrini, 4x50 m stile libero.
Convocati: (maschile) Gabriele Detti, Luca Dotto, Gregorio Paltrinieri, Fabio Scozzoli, Giacomo Carini; (femminile) Martina Carraro, Silvia Di Pietro, Erika Ferraioli, Federica Pellegrini, Aglaia Pezzato, Silvia Scalia.
- Hangzhou 2018:

 Argento: Gregorio Paltrinieri, 1500 m stile libero; Marco Orsi, 100 m misti; Simona Quadarella, 800 m stile libero.
 Bronzo: Gabriele Detti, 400 m stile libero; Condorelli-Vergani-Zazzeri-Miressi, 4x50 m stile libero; Martina Carraro, 50 m rana; Panziera-Carraro-Di Liddo-Pellegrini, 4x100 m misti.
Convocati: (maschile) Domenico Acerenza, Federico Burdisso, Thomas Ceccon, Matteo Ciampi, Piero Codia, Santo Condorelli, Gabriele Detti, Nicolò Martinenghi, Filippo Megli, Alessandro Miressi, Davide Nardini, Marco Orsi, Gregorio Paltrinieri, Luca Pizzini, Alessio Proietti Colonna, Matteo Restivo, Matteo Rivolta, Simone Sabbioni, Fabio Scozzoli, Andrea Vergani, Lorenzo Zazzeri, Mattia Zuin; (femminile) Ilaria Bianchi, Arianna Castiglioni, Martina Carraro, Ilaria Cusinato, Elena Di Liddo, Erica Musso, Margherita Panziera, Simona Quadarella, Federica Pellegrini, Carlotta Zofkova.
- Abu Dhabi 2021:

 Oro: Alessandro Miressi, 100 m stile libero; Matteo Rivolta, 100 m farfalla; Alberto Razzetti, 200 m farfalla; Deplano-Zazzeri-Frigo-Miressi, 4x50 m stile libero; Mora-Martinenghi-Rivolta-Miressi, 4x100 m misti.
 Argento: Lorenzo Mora, 50 m dorso; Nicolò Martinenghi, 50 e 100 m rana; Miressi-Ceccon-Deplano-Zazzeri, 4x100 m stile libero; Benedetta Pilato, 50 m rana.
 Bronzo: Matteo Rivolta, 50 m farfalla; Thomas Ceccon, 100 m misti; Alberto Razzetti, 200 m misti; Mora-Martinenghi-Rivolta-Zazzeri, 4x50 m misti; Simona Quadarella, 800 m stile libero; Mora-Martinenghi-Di Liddo-Di Pietro, 4x50 m misti mista.
Convocati: (maschile) Domenico Acerenza, Thomas Ceccon, Matteo Ciampi, Leonardo Deplano, Marco De Tullio, Manuel Frigo, Matteo Lamberti, Michele Lamberti, Nicolò Martinenghi, Filippo Megli, Alessandro Miressi, Lorenzo Mora, Marco Orsi, Gregorio Paltrinieri, Alberto Razzetti, Matteo Rivolta, Lorenzo Zazzeri; (femminile) Ilaria Bianchi, Martina Rita Caramignoli, Martina Carraro, Arianna Castiglioni, Costanza Cocconcelli, Ilaria Cusinato, Elena Di Liddo, Silvia Di Pietro, Francesca Fangio, Sara Franceschi, Margherita Panziera, Benedetta Pilato, Simona Quadarella, Silvia Scalia,.

### Campionati europei in vasca corta
| Edizione           | Oro | Argento | Bronzo | Totale | C  |
| ------------------ | --- | ------- | ------ | ------ | -- |
| Gelsenkirchen 1991 | 0   | 2       | 2      | 4      |    |
| Espoo 1992         | 0   | 0       | 0      | 0      |    |
| Gateshead 1993     | 0   | 0       | 0      | 0      |    |
| Stavanger 1994     | 0   | 0       | 0      | 0      |    |
| Rostock 1996       | 2   | 2       | 1      | 5      |    |
| Sheffield 1998     | 1   | 2       | 1      | 4      |    |
| Lisbona 1999       | 1   | 1       | 2      | 4      |    |
| Valencia 2000      | 7   | 1       | 1      | 9      |    |
| Anversa 2001       | 2   | 0       | 1      | 3      |    |
| Riesa 2002         | 5   | 2       | 2      | 9      |    |
| Dublino 2003       | 1   | 3       | 3      | 7      |    |
| Vienna 2004        | 3   | 3       | 2      | 8      |    |
| Trieste 2005       | 3   | 4       | 6      | 13     |    |
| Helsinki 2006      | 4   | 3       | 2      | 9      |    |
| Debrecen 2007      | 2   | 3       | 4      | 9      |    |
| Fiume 2008         | 5   | 5       | 8      | 18     |    |
| Istanbul 2009      | 1   | 3       | 1      | 5      |    |
| Eindhoven 2010     | 4   | 7       | 7      | 18     | 32 |
| Stettino 2011      | 3   | 2       | 4      | 9      | 38 |
| Chartres 2012      | 4   | 2       | 3      | 9      | 26 |
| Herning 2013       | 2   | 4       | 8      | 14     | 34 |
| Netanya 2015       | 7   | 5       | 5      | 17     | 36 |
| Copenaghen 2017    | 5   | 7       | 5      | 17     | 36 |
| Glasgow 2019       | 6   | 7       | 7      | 21     | 41 |
| Kazan 2021         | 7   | 18      | 10     | 35     | 40 |
| Otopeni 2023       | 7   | 12      | 3      | 22     | 30 |

- Eindhoven 2010:

 Oro: Federico Colbertaldo, 1500 m stile libero; Fabio Scozzoli, 100 m rana; Dotto-Spadaro-Magnini-Orsi, 4x50 m stile libero; Federica Pellegrini, 800 m stile libero.
 Argento: Marco Orsi, 50 m stile libero; Federico Colbertaldo, 400 m stile libero; Damiano Lestingi, 100 e 200 m dorso; Di Tora-Scozzoli-Facchinelli-Orsi, 4x50 m mista; Elena Gemo 50 m dorso; Alessia Polieri, 200 m farfalla.
 Bronzo: Luca Dotto, 100 m stile libero; Fabio Scozzoli 50 m rana; Federico Turrini, 400 m misti; Chiara Boggiatto, 200 m rana; Caterina Giacchetti, 100 e 200 m farfalla; Letrari-Fissneider-Gemo-Federica Pellegrini, 4x50 m mista.
Convocati: (maschile) Niccolò Beni, Flavio Bizzarri, Federico Colbertaldo, Mirco Di Tora, Luca Dotto, Paolo Facchinelli, Christian Galenda, Edoardo Giorgetti, Luca Leonardi, Damiano Lestingi, Gianluca Maglia, Filippo Magnini, Luca Marin, Marco Orsi, Nicolò Ossola, Stefano Mauro Pizzamiglio, Samuel Pizzetti, Sebastiano Ranfagni, Fabio Scozzoli, Lucio Spadaro, Alessandro Terrin, Federico Turrini; (femminile) Chiara Boggiatto, Elena Di Liddo, Lisa Fissneider, Elena Gemo, Caterina Giacchetti, Laura Letrari, Chiara Masini Luccetti, Federica Pellegrini, Alessia Polieri, Francesca Segat.
- Stettino 2011:

 Oro: Fabio Scozzoli, 50 m rana; Dotto-Orsi-Bocchia-Rolla, 4x50 m stile libero; Di Tora-Scozzoli-Facchinelli-Orsi, 4x50 m mista.
 Argento: Luca Dotto, 100 m stile libero; Filippo Magnini, 200 m stile libero.
 Bronzo: Marco Orsi, 50 m stile libero; Fabio Scozzoli, 100 m rana; Ilaria Bianchi, 100 m farfalla; Ferraioli-Buratto-Pellegrini-Letrari, 4x50 m stile libero.
Convocati: (maschile) Nicolo Beni, Federico Bocchia, Piero Codia, Daniele Cremonesi, Alessandro Cuoghi, Gabriele Detti, Alex Di Giorgio, Mirco Di Tora, Luca Angelo Dioli, Luca Dotto, Paolo Facchinelli, Matteo Furlan, Stefano Iacobone, Filippo Magnini, Matteo Milli, Marco Orsi, Francesco Pavone, Mattia Pesce, Rocco Potenza, Andrea Rolla, Fabio Scozzoli, Lucio Spadaro, Federico Turrini; (femminile) Arianna Barbieri, Ilaria Bianchi, Chiara Boggiatto, Erica Buratto, Martina Rita Caramignoli, Giulia De Ascentis, Martina De Memme, Elena Di Liddo, Erika Ferraioli, Lisa Fissneider, Roberta Ioppi, Laura Letrari, Federica Pellegrini, Marussia Pietrocola, Alessia Polieri.
- Chartres 2012:

 Oro: Gregorio Paltrinieri, 1500 m stile libero; Fabio Scozzoli, 50 e 100 m rana; Ilaria Bianchi, 100 m farfalla.
 Argento: Gabriele Detti, 400 m stile libero; Stefania Pirozzi, 200 m farfalla.
 Bronzo: Andrea Mitchell D'Arrigo, 400 m stile libero; Damiano Lestingi, 100 m dorso; Alessia Polieri, 200 m farfalla.
Convocati: (maschile) Flavio Bizzarri, Federico Bocchia, Niccolò Bonacchi Andrea Mitchell D'Arrigo, Gabriele Detti, Alex Di Giorgio, Luca Dotto, Francesco Giordano, Fabio Laugeni, Damiano Lestingi, Riccardo Maestri, Luca Marin, Luca Mencarini, Gregorio Paltrinieri, Francesco Pavone, Fabio Scozzoli, Federico Turrini; (femminile) Ilaria Bianchi, Arianna Barbieri, Chiara Boggiatto, Diletta Carli, Martina De Memme, Silvia Di Pietro, Ambra Esposito, Stefania Pirozzi, Alessia Polieri.
- Herning 2013:

 Oro: Pizzamiglio-Di Lecce-Codia-Orsi, 4x50 m misti; Federica Pellegrini, 200 m srile libero.
 Argento: Marco Orsi, 50 m stile libero; Andrea Mitchell D'Arrigo, 400 m stile libero; Dotto-Bocchia-Magnini-Orsi, 4x50 m stile libero; Dotto-Orsi-Di Pietro-Ferraioli, 4x50 m stile libero mista.
 Bronzo: Marco Orsi, 100 m stile libero; Filippo Magnini, 200 m stile libero; Gabriele Detti, 1500 m stile libero; Stefano Mauro Pizzamiglio, 100 m misti; Federico Turrini, 400 m misti; Federica Pellegrini, 400 m stile libero; Giulia De Ascentis, 200 m rana; Bonacchi-Di Lecce-Bianchi-Ferraioli, 4x50 m mista mista.
Convocati: (maschile) Federico Bocchia, Niccolò Bonacchi, Piero Codia, Gabriele Detti, Francesco Di Lecce, Luca Dotto, Claudio Fossi, Edoardo Giorgetti, Fabio Laugeni, Luca Leonardi, Filippo Magnini, Stefano Mauro, Luca Mencarini, Andrea Mitchell D'Arrigo, Marco Orsi, Gregorio Paltrinieri, Mattia Pesce, Matteo Rivolta, Andrea Toniato, Federico Turrini; (femminile) Ilaria Bianchi, Giorgia Biondani, Martina Rita Caramignoli, Diletta Carli, Giulia De Ascentis, Martina De Memme, Silvia Di Pietro, Erika Ferraioli, Lisa Fissneider, Elena Gemo, Alice Mizzau, Federica Pellegrini, Stefania Pirozzi, Alessia Polieri,
- Netanya 2015:

 Oro: Marco Orsi, 100 m stile libero; Gregorio Paltrinieri, 1500 m stile libero; Sabbioni-Scozzoli-Rivolta-Orsi, 4x50 m misti; Federica Pellegrini, 200 m stile libero; Di Pietro-Ferraioli-Pezzato-Pellegrini, 4x50 m stile libero; Bocchia-Orsi-Di Pietro-Ferraioli, 4x50 m stile libero mista; Sabbioni-Scozzoli-Di Pietro-Ferraioli, 4x50 m mista.
: Marco Orsi, 50 m stile libero; Gabriele Detti, 1500 m stile libero; Simone Sabbioni, 50 m dorso; Matteo Rivolta, 100 m farfalla; Bocchia-Orsi-Guttuso-Magnini, 4x50 m stile libero.
 Bronzo: Gabriele Detti, 400 m stile libero; Simone Sabbioni, 200 m dorso; Silvia Di Pietro, 50 m farfalla; Alessia Polieri, 200 m farfalla; Gemo-Carraro-Di Pietro-Ferraioli, 4x50 m misti.
Convocati: (maschile) Federico Bocchia, Niccolò Bonacchi, Federico Bussolin, Piero Codia, Gabriele Detti, Simone Geni, Giuseppe Guttuso, Filippo Magnini, Luca Mencarini, Lorenzo Mora, Marco Orsi, Gregorio Paltrinieri, Luca Pizzini, Matteo Rivolta, Simone Sabbioni, Fabio Scozzoli, Andrea Toniato, Federico Turrini; (femminile) Ilaria Bianchi, Martina Rita Caramignoli, Diletta Carli, Martina Carraro, Ilaria Cusinato, Silvia Di Pietro, Erika Ferraioli, Elena Gemo, Chiara Masini Luccetti, Erica Musso, Margherita Panziera, Federica Pellegrini, Aglaia Pezzato, Stefania Pirozzi, Alessia Polieri, Aurora Ponselé, Ilaria Scarcella, Luisa Trombetti.
- Copenaghen 2017:

 Oro: Luca Dotto, 100 m stile libero; Fabio Scozzoli, 50 m rana; Simone Sabbioni, 50 m dorso; Matteo Rivolta, 100 m farfalla; Marco Orsi, 100 m misti.
 Argento: Gregorio Paltrinieri, 1500 m stile libero; Simone Sabbioni, 100 m dorso; Fabio Scozzoli, 100 m rana; Piero Codia,  100 m farfalla; Dotto-Zazzeri-Miressi-Orsi, 4x50 m stile libero; Sabbioni-Scozzoli-Codia-Dotto, 4x50 m misti; Ilaria Bianchi, 200 m farfalla.
 Bronzo: Luca Dotto, 50 m stile libero; Simona Quadarella, 800 m stile libero; Margherita Panziera, 200 m dorso; Ilaria Cusinato, 200 m misti; Dotto-Orsi-Pellegrini-Ferraioli, 4x50 m stile libero misti
Convocati: (maschile) Domenico Acerenza, Niccolò Bonacchi, Thomas Ceccon, Piero Codia, Luca Dotto, Simone Geni, Fabio Lombini, Nicolò Martinenghi, Filippo Megli, Alessandro Miressi, Lorenzo Mora, Marco Orsi, Gregorio Paltrinieri, Luca Pizzini, Matteo Rivolta, Simone Sabbioni, Fabio Scozzoli, Luca Spinazzola, Federico Turrini, Andrea Vergani, Lorenzo Zazzeri; (femminile) Ilaria Bianchi, Martina Carraro, Arianna Castiglioni, Ilaria Cusinato, Elena Di Liddo, Erika Ferraioli, Margherita Panziera, Federica Pellegrini, Aglaia Pezzato, Stefania Pirozzi, Alessia Polieri, Simona Quadarella, Tania Quaglieri, Lucrezia Raco, Silvia Scalia.
- Glasgow 2019:

 Oro: Gregorio Paltrinieri, 1500 m stile libero; Simona Quadarella, 400 e 800 m stile libero, Benedetta Pilato, 50 m rana; Martina Carraro, 100 m rana; Margherita Panziera, 200 m dorso.
 Argento: Alessandro Miressi, 100 m stile libero; Federica Pellegrini, 200 m stile libero; Martina Carraro, 50 m rana; Arianna Castiglioni, 100 m rana; Elena Di Liddo, 100 m farfalla; Ilaria Bianchi, 200 m farfalla; Scalia-Pilato-Di Liddo-Di Pietro, 4x50 m mista.
 Bronzo: Gabriele Detti, 400m stile libero; Fabio Scozzoli, 50 e 100 m rana; Bocchia-Orsi-Izzo-Miressi, 4x50 m stile libero, Martina Rita Caramignoli 800 m stile libero; Martina Carraro, 200 m rana; Ilaria Cusinato, 400 m misti.
Convocati: (maschile) Domenico Acerenza, Stefano Ballo, Federico Bocchia, Thomas Ceccon, Matteo Ciampi, Piero Codia, Santo Condorelli, Leonardo Deplano, Gabriele Detti, Marco De Tullio, Manuel Frigo, Giovanni Izzo, Nicolò Martinenghi, Filippo Megli, Alessandro Miressi, Lorenzo Mora, Marco Orsi, Gregorio Paltrinieri, Alberto Razzetti, Matteo Rivolta, Matteo Restivo, Simone Sabbioni Fabio Scozzoli, Lorenzo Tarocchi, Mattia Zuin; (femminile) Ilaria Bianchi, Martina Rita Caramignoli, Martina Carraro, Arianna Castiglioni, Costanza Cocconcelli Ilaria Cusinato, Elena Di Liddo, Silvia Di Pietro, Francesca Fangio, Giulia Gabbrielleschi Margherita Panziera, Federica Pellegrini, Benedetta Pilato, Anna Pirovano, Simona Quadarella, Silvia Scalia.
- Kazan 2021:

 Oro: Gregorio Paltrinieri, 800 m stile libero; Nicolò Martinenghi, 100 m rana; Alberto Razzetti, 200 m farfalla; Marco Orsi, 100 m misti; Lamberti-Martinenghi-Orsi-Zazzeri, 4x50 m mista; Arianna Castiglioni, 50 m rana; Martina Carraro, 100 m rana.
 Argento: Lorenzo Zazzeri, 50 m stile libero; Alessandro Miressi, 100 m stile libero; Matteo Ciampi, 400 m stile libero; Gregorio Paltrinieri, 1500 m stile libero; Michele Lamberti, 50 m dorso e 100 m farfalla Lorenzo Mora, 200 m dorso; Matteo Rivolta, 50 m farfalla; Thomas Ceccon, 200 m misti; Alberto Razzetti, 400 m misti; Miressi-Ceccon-Zazzeri-Orsi, 4x50 m stile libero; Simona Quadarella, 800 e 1500 m stile libero; Margherita Panziera, 200 m dorso; Benedetta Pilato, 50 m rana; Sara Franceschi, 400 m misti; Miressi-Zazzeri-Di Pietro-Cocconcelli, 4x50 m stile libero mista; Lamberti-Martinenghi-Di Liddo-Di Pietro, 4x50 m mista mista.
 Bronzo: Marco De Tullio, 400 m stile libero; Michele Lamberti, 200 m dorso; Nicolò Martinenghi, 50 m rana; Thomas Ceccon, 50 m farfalla; Alberto Razzetti, 200 m misti; Martina Rita Caramignoli, 1500 m stile libero; Francesca Fangio, 200 m rana; Silvia Di Pietro, 50 m farfalla; Ilaria Bianchi 200 m farfalla; Scalia-Castiglioni-Di Liddo-Di Pietro, 4x50 m mista.
Convocati: (maschile) Domenico Acerenza, Stefano Ballo, Giacomo Carini, Thomas Ceccon, Matteo Ciampi, Marco De Tullio, Leonardo Deplano, Stefano Di Cola, Michele Lamberti, Nicolò Martinenghi, Pier Andrea Matteazzi, Filippo Megli, Alessandro Miressi, Lorenzo Mora, Marco Orsi, Gregorio Paltrinieri, Alessandro Pinzuti, Federico Poggio, Alberto Razzetti, Matteo Rivolta, Simone Sabbioni, Fabio Scozzoli, Lorenzo Zazzeri; (femminile) Ilaria Bianchi, Martina Rita Caramignoli, Martina Carraro, Arianna Castiglioni, Costanza Cocconcelli Ilaria Cusinato, Elena Di Liddo, Silvia Di Pietro, Francesca Fangio, Sara Franceschi, Erika Gaetani, Margherita Panziera, Benedetta Pilato, Alessia Polieri, Simona Quadarella, Chiara Tarantino, Federica Toma.
- Otopeni 2023:

 Oro: Lorenzo Mora, 200 m dorso; Nicolò Martinenghi, 50 m rana; Alberto Razzetti, 400 m misti; Mora-Martinenghi-Ceccon-Zazzeri, 4x50 m mista; Simona Quadarella, 400 m stile libero; Benedetta Pilato, 50 m rana; Mora-Martinenghi-Di Pietro-Nocentini, 4x50 m mista mista;
 Argento:Alessandro Miressi, 100 m stile libero; Simone Cerasuolo, 50 m rana; Nicolò Martinenghi, 100 m rana; Alberto Razzetti, 200 m farfalla, 200 m misti;  Deplano-Zazzeri-Ceccon-Miressi, 4x50 m stile libero; Simona Quadarella, 800 e 1500 m stile libero; Benedetta Pilato, 100 m rana; Di Pietro-Cocconcelli-Tarantino-Curtis 4x50 m stile libero; Cocconcelli-Pilato-Di Pietro-Nocentini, 4x50 m mista; Miressi-Zazzeri-Nocentini-Di Pietro, 4x50 m stile libero mista.
 Bronzo: Lorenzo Mora, 50m dorso, 100m dorso; Jasmine Nocentini 50 rana.
Convocati: (maschile) Michele Busa, Thomas Ceccon, Simone Cerasuolo, Matteo Ciampi, Luca De Tullio, Marco De Tullio, Leonardo Deplano, Christian Ferraro, Giovanni Izzo, Nicolo Martinenghi, Lorenzo Mora, Federico Poggio, Alberto Razzetti, Matteo Rivolta, Lorenzo Zazzeri; (femminile) Anita Bottazzo, Martina Carraro, Costanza Cocconcelli, Sara Curtis, Silvia Di Pietro, Giulia D'Innocenzo, Francesca Fangio, Sofia Morini, Jasmine Nocentini, Margherita Panziera, Benedetta Pilato, Alessia Polieri, Simona Quadarella, Chiara Tarantino.

## Nuoto di fondo

### Riepilogo medaglie d'oro nuoto di fondo (Olimpiadi, Mondiali, Europei)
| Competizione                    | Nuotatori italiani medaglie d'oro nuoto di fondo (Olimpiadi, Mondiali, Europei)                                                      |
| ------------------------------- | --- |
| Europei (Terracina 1991)        | Stefano Rubaudo, 5 km. |
| Europei (Slapy Dam 1993)        | Marco Formentini, 5 km; Dario Taraboi, 25 km.                                                                                        |
| Mondiali (Perth 1998)           | Casprini-Gargaro-Pescatori, 25 km a squadre miste.                                                                                   |
| Mondiali (Honolulu 2000)        | Valli-Gargaro-Pescatori, 5 km a squadre miste.                                                                                       |
| Europei (Helsinki 2000)         | Luca Baldini, 5 km. |
| Mondiali (Fukuoka 2001):        | Viola Valli, 5 km e 25 km; Luca Baldini, 5 km.                                                                                       |
| Mondiali (Sharm el-Sheikh 2002) | Luca Baldini, 5 km; Viola Valli, 5 km; Valli-Baldini-Rubaudo, 5 km a squadre miste; Valli-Ercoli-Venturini, 10 km a squadre miste.   |
| Europei (Berlino 2002)          | Luca Baldini, 5 km; Viola Valli, 5 km.                                                                                               |
| Mondiali (Barcellona 2003)      | Viola Valli, 5 km e 10 km. |
| Europei (Madrid 2004)           | Fabio Venturini, 5 km. |
| Europei (Dubrovnik 2008)        | Valerio Cleri, 25 km; Rachele Bruni, 5 km; Bruni-Volpini-Ferretti, 5 km a squadre miste.                                             |
| Mondiali (Roma 2009)            | Valerio Cleri, 25 km. |
| Mondiali (Roberval 2010)        | Valerio Cleri, 10 km; Martina Grimaldi, 10 km.                                                                                       |
| Europei (Budapest 2010)         | Luca Ferretti, 5 km; Valerio Cleri, 25 km.                                                                                           |
| Europei (Eilat 2011)            | Simone Ercoli, 5 km; Rachele Bruni, 5 km; Martina Grimaldi, 10 km; Alice Franco, 25 km; Bruni-Ercoli-Ferretti, 5 km a squadre miste. |
| Europei (Piombino 2012)         | Rachele Bruni, 5 km; Martina Grimaldi, 10 km; Alice Franco, 25 km; Bruni-Ercoli-Ferretti, 5 km a squadre miste.                      |
| Mondiali (Barcellona 2013)      | Martina Grimaldi, 25 km. |
| Europei (Berlino 2014):         | Martina Grimaldi, 25 km. |
| Mondiali (Kazan 2015)           | Simone Ruffini, 25 km. |
| Europei (Hoorn 2016):           | Rachele Bruni, 10 km; Martina Grimaldi, 25 km; Bruni-Ruffini-Vanelli, 5 km a squadre miste.                                          |
| Europei (Glasgow 2018):         | Arianna Bridi, 25 km. |
| Europei (Budapest 2020):        | Gregorio Paltrinieri, 5 e 10 km; Bruni-Gabbrielleschi-Paltrinieri-Acerenza, 5 km a squadre miste.                                    |
| Mondiali (Budapest 2022)        | Gregorio Paltrinieri, 10 km; Dario Verani, 25 km                                                                                     |

### Giochi olimpici
| Edizione            | Oro | Argento | Bronzo | Totale | C |
| ------------------- | --- | ------- | ------ | ------ | - |
| Pechino 2008        | 0   | 0       | 0      | 0      | 2 |
| Londra 2012         | 0   | 0       | 1      | 1      | 2 |
| Rio de Janeiro 2016 | 0   | 1       | 0      | 1      | 3 |
| Tokyo 2020          | 0   | 0       | 1      | 1      | 3 |
| Parigi 2024         |     |         |        |        | 4 |
| Los Angeles 2028    |     |         |        |        |   |

- Pechino 2008:

Convocati: (maschile) Valerio Cleri; (femminile) Martina Grimaldi.
- Londra 2012:

 Bronzo: Martina Grimaldi, 10 km.
Convocati: (maschile) Valerio Cleri; (femminile) Martina Grimaldi.
- Rio de Janeiro 2016:

 Argento: Rachele Bruni, 10 km.
Convocati: (maschile) Simone Ruffini, Federico Vanelli; (femminile) Rachele Bruni.
- Tokyo 2020:

 Bronzo: Gregorio Paltrinieri, 10 km.
Convocati: (maschile) Gregorio Paltrinieri, Mario Sanzullo; (femminile) Rachele Bruni

### Campionati mondiali
| Edizione             | Oro | Argento | Bronzo | Totale | C  |
| -------------------- | --- | ------- | ------ | ------ | -- |
| Perth 1991           | 0   | 1       | 0      | 1      | 3  |
| Roma 1994            | 0   | 0       | 0      | 0      | 4  |
| Perth 1998           | 1   | 0       | 2      | 0      | 7  |
| Honolulu 2000        | 1   | 3       | 2      | 6      | 9  |
| Fukuoka 2001         | 3   | 0       | 2      | 5      | 10 |
| Sharm el-Sheikh 2002 | 4   | 3       | 0      | 7      | 10 |
| Barcellona 2003      | 2   | 0       | 0      | 2      | 10 |
| Dubai 2004           | 0   | 0       | 0      | 0      | 12 |
| Montréal 2005        | 0   | 1       | 4      | 5      | 12 |
| Napoli 2006          | 0   | 1       | 1      | 2      | 11 |
| Melbourne 2007       | 0   | 1       | 0      | 1      | 11 |
| Siviglia 2008        | 0   | 0       | 0      | 0      | 12 |
| Roma 2009            | 1   | 0       | 2      | 3      | 10 |
| Roberval 2010        | 2   | 3       | 0      | 5      | 8  |
| Shanghai 2011        | 0   | 1       | 1      | 2      | 9  |
| Barcellona 2013      | 1   | 0       | 0      | 1      | 10 |
| Kazan 2015           | 1   | 0       | 2      | 3      | 11 |
| Budapest 2017        | 0   | 2       | 3      | 5      | 10 |
| Gwangju 2019         | 0   | 1       | 2      | 3      | 10 |
| Budapest 2022        | 2   | 2       | 2      | 6      | 0  |

- Perth 1991:

 Argento: Sergio Chiarandini, 25 km.
Convocati: (maschile) Sergio Chiarandini, Dario Taraboi; (femminile) Jolanda Palmentieri.
- Roma 1994:

Convocati: (maschile) Dario Taraboi, Stefano Rubaudo; (femminile) Monica Olmi, Francesca Audano.
- Perth 1998:

 Oro: Casprini-Gargaro-Pescatori, 25 km a squadre miste.
 Bronzo: Luca Baldini, 5 km; Casprini-Baldini-Venturini, 5 km a squadre miste.
Convocati: (maschile) Luca Baldini, Fabio Venturini, Claudio Gargaro, Fabrizio Pescatori; (femminile) Valeria Casprini, Melissa Pasquali, Gaia Naldini.
- Honolulu 2000:

 Oro: Valli-Gargaro-Pescatori, 5 km a squadre miste.
 Argento: Melissa Pasquali, 10 km; Viola Valli, 25 km; Valli-Gargaro-Fusi, 25 km a squadre miste.
 Bronzo: Luca Baldini, 5 km; Viola Valli, 5 km.
Convocati: (maschile) Luca Baldini, Fabio Venturini, Simone Ercoli, Samuele Pampana, Claudio Gargaro, Fabio Fusi; (femminile) Viola Valli, Valeria Casprini, Melissa Pasquali.
- Fukuoka 2001:

 Oro: Viola Valli, 5 km e 25 km; Luca Baldini, 5 km.
 Bronzo: Marco Formentini, 5 km; Fabio Venturini, 10 km.
Convocati: (maschile) Luca Baldini, Marco Formentini, Fabio Venturini, Samuele Pampana, Fabio Fusi, Simone Menoni; (femminile) Viola Valli, Valeria Casprini, Melissa Pasquali, Alessandra Romiti.
- Sharm el-Sheikh 2002:

 Oro: Luca Baldini, 5 km; Viola Valli, 5 km; Valli-Baldini-Rubaudo, 5 km a squadre miste; Valli-Ercoli-Venturini, 10 km a squadre miste.
 Argento: Stefano Rubaudo, 5 km; Simone Ercoli, 10 km; Viola Valli, 10 km.
Convocati: (maschile) Luca Baldini, Stefano Rubaudo, Simone Ercoli, Fabio Venturini, Andrea Volpini, Simone Menoni; (femminile) Viola Valli, Valeria Casprini, Laura La Piana, Alessandra Romiti.
- Barcellona 2003:

 Oro: Viola Valli, 5 km e 10 km.
Convocati: (maschile) Stefano Rubaudo, Marco Formentini, Simone Ercoli, Samuele Pampana, Claudio Gargaro, Massimiliano Parla; (femminile) Viola Valli, Melissa Pasquali, Laura La Piana, Alessandra Romiti.
- Dubai 2004:

Convocati: (maschile) Simone Ercoli, Massimiliano Parla, Simone Menoni, Samuele Pampana, Fabio Venturini, Andrea Volpini; (femminile) Eva Crestacci, Laura La Piana, Alessia Paoloni, Melissa Pasquali, Alessandra Romiti, Lucrezia Terradura.
- Montréal 2005:

 Argento: Federica Vitale, 10 km.
 Bronzo: Simone Ercoli, 5 km; Laura La Piana, 25 km; Paoloni-Ercoli-Pampana, 5 km a squadre miste; La Piana-Formentini-Gargaro, 25 km a squadre miste.
Convocati: (maschile) Simone Ercoli, Luca Ferretti, Marco Formentini, Claudio Gargaro, Samuele Pampana, Fabio Venturini; (femminile) Eva Crestacci, Laura La Piana, Alessia Paoloni, Melissa Pasquali, Alessandra Romiti, Federica Vitale.
- Napoli 2006:

 Argento: Valerio Cleri, 10 km.
 Bronzo: Simone Ercoli, 5 km.
Convocati: (maschile) Valerio Cleri, Simone Ercoli, Luca Ferretti, Claudio Gargaro, Andrea Righi, Andrea Volpini; (femminile) Martina Grimaldi, Laura La Piana, Alessia Paoloni, Alessandra Romiti, Federica Vitale.
- Melbourne 2007:

 Argento: Marco Formentini, 25 km.
Convocati: (maschile) Valerio Cleri, Simone Ercoli, Luca Ferretti, Marco Formentini, Andrea Righi, Andrea Volpini; (femminile) Martina Grimaldi, Laura La Piana, Alessia Paoloni, Alessandra Romiti, Federica Vitale.
- Siviglia 2008:

Convocati: (maschile) Nicola Bolzonello, Valerio Cleri, Simone Ercoli, Marco Formentini, Andrea Righi, Andrea Volpini; (femminile) Rachele Bruni, Giorgia Consiglio, Alice Franco, Camilla Frediani, Martina Grimaldi, Laura La Piana.
- Roma 2009:

 Oro: Valerio Cleri, 25 km.
 Bronzo: Martina Grimaldi, 10 km; Federica Vitale, 25 km.
Convocati: (maschile) Valerio Cleri, Simone Ercoli, Luca Ferretti, Simone Ruffini, Andrea Volpini; (femminile) Rachele Bruni, Giorgia Consiglio, Alice Franco, Martina Grimaldi, Federica Vitale.
- Roberval 2010:

 Oro: Valerio Cleri, 10 km; Martina Grimaldi, 10 km.
 Argento: Giorgia Consiglio, 5 km e 10 km; Valerio Cleri, 25 km.
Convocati: (maschile) Luca Ferretti, Simone Ruffini, Valerio Cleri, Edoardo Stochino; (femminile) Giorgia Consiglio, Alice Franco, Martina Grimaldi, Federica Vitale.
- Shanghai 2011:

 Argento: Martina Grimaldi, 10 km.
 Bronzo: Alice Franco, 25 km.
Convocati: (maschile) Nicola Bolzonello, Valerio Cleri, Luca Ferretti, Simone Ruffini, Edoardo Stochino; (femminile) Rachele Bruni, Giorgia Consiglio, Alice Franco, Martina Grimaldi.
- Barcellona 2013:

 Oro: Martina Grimaldi, 25 km.
Convocati: (maschile) Valerio Cleri, Simone Ercoli, Luca Ferretti, Simone Ruffini, Mario Sanzullo, Federico Vanelli; (femminile) Rachele Bruni, Alice Franco, Martina Grimaldi, Fabiana Lamberti.
- Kazan 2015:

 Oro: Simone Ruffini, 25 km.
 Bronzo: Matteo Furlan, 5 km e 25 km.
Convocati: (maschile) Simone Ercoli, Matteo Furlan, Simone Ruffini, Mario Sanzullo, Federico Vanelli; (femminile) Arianna Bridi, Rachele Bruni, Alice Franco, Martina Grimaldi, Aurora Ponselé, Ilaria Raimondi.
- Budapest 2017:

 Argento: Mario Sanzullo, 5 km; Matteo Furlan, 25 km.
 Bronzo: Arianna Bridi, 10 km; Arianna Bridi, 25 km; Bruni-Gabbrielleschi-Vanelli-Sanzullo, 5 km a squadre miste.
Convocati: (maschile) Matteo Furlan, Andrea Manzi, Simone Ruffini, Mario Sanzullo, Federico Vanelli; (femminile) Arianna Bridi, Rachele Bruni, Martina Rita Caramignoli, Giulia Gabbrielleschi, Martina Grimaldi.
- Gwangju 2019:

 Argento: Bruni-Gabbrielleschi-Acerenza-Paltrinieri, 5 km a squadre miste.
 Bronzo: Alessio Occhipinti, 25 km; Rachele Bruni, 10 km.
Convocati: (maschile) Domenico Acerenza, Marcello Guidi, Alessio Occhipinti, Gregorio Paltrinieri, Simone Ruffini, Mario Sanzullo; (femminile) Arianna Bridi, Rachele Bruni, Giulia Gabbrielleschi, Barbara Pozzobon.
- Budapest 2022:

 Oro: Gregorio Paltrinieri, 10 km; Dario Verani, 25 km
 Argento: Gregorio Paltrinieri, 5 km; Domenico Acerenza, 10 km
 Bronzo: Giulia Gabbrielleschi, 5 km; Taddeucci-Gabbrielleschi-Acerenza-Paltrinieri, 6 km a squadre miste.
Convocati: (maschile) Domenico Acerenza, Matteo Furlan, Gregorio Paltrinieri, Dario Verani; (femminile) Rachele Bruni, Giulia Gabbrielleschi, Barbara Pozzobon, Ginevra Taddeucci.

### Campionati europei
| Edizione          | Oro | Argento | Bronzo | Totale | C  |
| ----------------- | --- | ------- | ------ | ------ | -- |
| Cittavecchia 1989 | 0   | 0       | 0      | 0      | 11 |
| Terracina 1991    | 1   | 2       | 1      | 4      | 17 |
| Slapy Dam 1993    | 2   | 1       | 0      | 3      | 12 |
| Vienna 1995       | 0   | 0       | 2      | 2      | 11 |
| Siviglia 1997     | 0   | 1       | 1      | 2      | 11 |
| Istanbul 1999     | 0   | 1       | 1      | 2      | 11 |
| Helsinki 2000     | 1   | 1       | 2      | 4      | 10 |
| Berlino 2002      | 2   | 0       | 2      | 4      | 15 |
| Madrid 2004       | 1   | 1       | 1      | 3      | 13 |
| Budapest 2006     | 0   | 0       | 1      | 1      | 17 |
| Dubrovnik 2008    | 3   | 1       | 2      | 6      | 11 |
| Budapest 2010     | 2   | 4       | 2      | 8      | 13 |
| Eilat 2011        | 5   | 1       | 0      | 6      | 15 |
| Piombino 2012     | 4   | 0       | 3      | 7      | 14 |
| Berlino 2014      | 1   | 0       | 2      | 3      | 16 |
| Hoorn 2016        | 3   | 2       | 2      | 7      | 13 |
| Glasgow 2018      | 1   | 1       | 2      | 4      | 12 |
| Budapest 2020     | 3   | 2       | 3      | 8      | 13 |

- Cittavecchia 1989:

Convocati: (maschile) Dario Taraboi, Stefano De Alessi, Sergio Chiarandini, Roberto Bianconi, Rosario Castellano, Vincenzo Trapanese; (femminile) Natalia Pensato, Angela Capasso, Jolanda Palmentieri, Maria Rosaria Marino, Chiara Avallone.
- Terracina 1991:

 Oro: Stefano Rubaudo, 5 km.
 Argento: Davide Giacchino, 5 km; Sergio Chiarandini, 25 km.
 Bronzo: Mara Data, 5 km.
Convocati: (maschile) Stefano Rubaudo, Davide Giacchino, Andrea Barani, Sergio Chiarandini, Dario Taraboi, Rosario Castellano, Cristiano Rossetti, Stefano De Alessi, Piergiorgio Gagliotti, Roberto Merlini; (femminile) Mara Data, Valeria Vergani, Stefania Piccoli, Jolanda Palmentieri, Maria Rosaria Marino, Natalia Pensato, Francesca Audano.
- Slapy Dam 1993:

 Oro: Marco Formentini, 5 km; Dario Taraboi, 25 km.
 Argento: Claudio Gargaro, 5 km.
Convocati: (maschile) Marco Formentini, Claudio Gargaro, Davide Giacchino, Dario Taraboi, Sergio Chiarandini, Cristiano Rossetti; (femminile) Valeria Casprini, Monica Riparbelli, Monica Olmi, Valeria Vergani, Jolanda Palmentieri, Stefania Piccoli.
- Vienna 1995:

 Bronzo: Samuele Pampana, 5 km; Valeria Casprini, 5 km.
Convocati: (maschile) Samuele Pampana, Dino Sorini, Claudio Gargaro, Stefano Rubaudo, Dario Taraboi, Piergiorgio Gagliotti; (femminile) Valeria Casprini, Gaia Naldini, Monica Olmi, Susanna Quaglierini, Francesca Audano.
- Siviglia 1997:

 Argento: Valeria Casprini, 5 km.
 Bronzo: Luca Baldini, 5 km.
Convocati: (maschile) Luca Baldini, Fabio Venturini, Stefano Rubaudo, Claudio Gargaro, Fabrizio Pescatori, Fabio Fusi; (femminile) Valeria Casprini, Maya Fichfach, Lucia Tonda, Gaia Naldini, Susanna Quaglierini.
- Istanbul 1999:

 Argento: Viola Valli, 5 km.
 Bronzo: Samuele Pampana, 5 km.
Convocati: (maschile) Samuele Pampana, Luca Baldini, Marco Formentini, Claudio Gargaro, Antonio D'Aria, Simone Menoni; (femminile) Viola Valli, Melissa Pasquali, Valeria Casprini, Maya Fichfach, Gaia Naldini.
- Helsinki 2000:

 Oro: Luca Baldini, 5 km.
 Argento: Fabio Venturini, 5 km.
 Bronzo: Fabio Fusi, 25 km; Valeria Casprini, 25 km.
Convocati: (maschile) Luca Baldini, Fabio Venturini, Simone Ercoli, Fabio Fusi, Simone Menoni, Claudio Gargaro; (femminile) Valeria Casprini, Melissa Pasquali, Viola Valli, Maya Fichfach.
- Berlino 2002:

 Oro: Luca Baldini, 5 km; Viola Valli, 5 km.
 Bronzo: Luca Baldini, 10 km; Stefano Rubaudo, 5 km.
Convocati: (maschile) Luca Baldini, Stefano Rubaudo, Simone Ercoli, Fabio Venturini, Massimiliano Parla, Simone Menoni, Fabio Fusi, Antonio D'Aria; (femminile) Viola Valli, Valeria Casprini, Melissa Pasquali, Silvia Bresolin, Laura La Piana, Silvia Fumei, Alessandra Romiti.
- Madrid 2004:

 Oro: Fabio Venturini, 5 km.
 Argento: Massimiliano Parla, 10 km.
 Bronzo: Stefano Rubaudo, 10 km.
Convocati: (maschile) Marco Formentini, Simone Menoni, Samuele Pampana, Massimiliano Parla, Stefano Rubaudo, Fabio Venturini, Andrea Volpini; (femminile) Eva Crestacci, Laura La Piana, Chiara Pasquali, Melissa Pasquali, Alessandra Romiti, Alessia Paoloni.
- Budapest 2006:

 Bronzo: Simone Ercoli, 5 km.
Convocati: (maschile) Valerio Cleri, Simone Ercoli, Luca Ferretti, Marco Formentini, Claudio Gargaro, Samuele Pampana, Andrea Righi, Fabio Venturini, Andrea Volpini; (femminile) Silvia Bresolin, Rachele Bruni, Eva Crestacci, Martina Grimaldi, Laura La Piana, Alessia Paoloni, Alessandra Romiti, Federica Vitale.
- Dubrovnik 2008:

 Oro: Valerio Cleri, 25 km; Rachele Bruni, 5 km; Bruni-Volpini-Ferretti, 5 km a squadre miste.
 Argento: Martina Grimaldi, 10 km.
 Bronzo: Alice Franco, 5 km e 10 km.
Convocati: (maschile) Andrea Bondanini, Valerio Cleri, Simone Ercoli, Marco Formentini, Andrea Righi, Andrea Volpini; (femminile) Rachele Bruni, Giorgia Consiglio, Alice Franco, Camilla Frediani, Martina Grimaldi.
- Budapest 2010:

 Oro: Luca Ferretti, 5 km; Valerio Cleri, 25 km.
 Argento: Simone Ercoli, 5 km; Valerio Cleri, 10 km; Giorgia Consiglio, 10 km; Bruni-Ercoli-Ruffini, 5 km a squadre miste.
 Bronzo: Simone Ruffini, 5 km; Martina Grimaldi, 25 km.
Convocati: (maschile) Nicola Bolzonello, Andrea Bondanini, Valerio Cleri, Simone Ercoli, Luca Ferretti, Simone Ruffini, Edoardo Stochino; (femminile) Rachele Bruni, Giorgia Consiglio, Alice Franco, Camilla Frediani, Martina Grimaldi, Federica Vitale.
- Eilat 2011:

 Oro: Simone Ercoli, 5 km; Rachele Bruni, 5 km; Martina Grimaldi, 10 km; Alice Franco, 25 km; Bruni-Ercoli-Ferretti, 5 km a squadre miste.
 Argento: Rachele Bruni, 10 km.
Convocati: (maschile) Mattia Alberico, Edoardo Stochino, Andrea Amedeo, Gianlorenzo Parmigiani, Federico Vanelli, Nicola Bolzonello, Simone Ercoli, Luca Ferretti, Simone Ruffini; (femminile) Rachele Bruni, Nicole Cirillo, Alice Franco, Martina Grimaldi, Fabiana Lamberti, Federica Vitale.
- Piombino 2012:

 Oro: Rachele Bruni, 5 km; Martina Grimaldi, 10 km; Alice Franco, 25 km; Bruni-Ercoli-Ferretti, 5 km a squadre miste.
 Bronzo: Luca Ferretti, 5 km; Nicola Bolzonello, 10 km; Martina Grimaldi, 25 km.
Convocati: (maschile) Nicola Bolzonello, Valerio Cleri, Simone Ercoli, Luca Ferretti, Matteo Furlan, Gianlorenzo Parmigiani, Federico Pirani, Simone Ruffini; (femminile) Rachele Bruni, Giorgia Consiglio, Alice Franco, Martina Grimaldi, Fabiana Lamberti, Aurora Ponselé.
- Berlino 2014:

 Oro: Martina Grimaldi, 25 km.
 Bronzo: Aurora Ponselé, 10 km; Edoardo Stochino 25 km.
Convocati: (maschile) Nicola Bolzonello, Valerio Cleri, Simone Ercoli, Luca Ferretti, Matteo Furlan, Simone Ruffini, Mario Sanzullo, Edoardo Stochino, Federico Vanelli; (femminile) Rachele Bruni, Giorgia Consiglio, Alice Franco, Martina Grimaldi, Aurora Ponselé, Ilaria Raimondi, Isabella Sinisi.
- Hoorn 2016:

 Oro: Rachele Bruni, 10 km; Martina Grimaldi, 25 km; Bruni-Ruffini-Vanelli, 5 km a squadre miste.
 Argento: Federico Vanelli, 5 km; Matteo Furlan, 25 km.
 Bronzo: Edoardo Stochino, 25 km; Arianna Bridi 10 km.
Convocati: (maschile) Andrea Bianchi, Matteo Furlan, Simone Ruffini, Mario Sanzullo, Edoardo Stochino, Federico Vanelli; (femminile) Arianna Bridi, Rachele Bruni, Martina Grimaldi, Giulia Gabbrielleschi, Aurora Ponselé, Barbara Pozzobon, Ilaria Raimondi.
- Glasgow 2018:

 Oro: Arianna Bridi, 25 km.
 Argento: Giulia Gabbrielleschi, 10 km.
 Bronzo: Matteo Furlan, 25 km; Rachele Bruni, 5 km.
Convocati: (maschile) Matteo Furlan, Marcello Guidi, Alessio Occhipinti, Simone Ruffini, Mario Sanzullo, Pasquale Sanzullo; (femminile) Arianna Bridi, Rachele Bruni, Martina De Memme, Giulia Gabbrielleschi, Martina Grimaldi, Aurora Ponselé.
- Budapest 2020:

 Oro: Gregorio Paltrinieri, 5 e 10 km; Bruni-Gabbrielleschi-Paltrinieri-Acerenza, 5 km a squadre miste.
 Argento: Matteo Furlan, 25 km; Giulia Gabbrielleschi, 5 km.
 Bronzo: Dario Verani, 5 km; Rachele Bruni, 10 km; Barbara Pozzobon, 25 km.
Convocati: (maschile) Domenico Acerenza, Matteo Furlan, Marcello Guidi, Alessio Occhipinti, Gregorio Paltrinieri, Simone Ruffini, Mario Sanzullo, Dario Verani; (femminile) Rachele Bruni, Giulia Gabbrielleschi, Barbara Pozzobon, Veronica Santoni, Ginevra Taddeucci.